# Gothique de brique
Le gothique de brique (allemand : Backsteingotik) est un style d'architecture gothique du Nord de l'Europe, et plus particulièrement du Nord de l'Allemagne et des régions autour de la mer Baltique, d'où l'appellation gothique baltique. Il s'est surtout répandu dans les villes culturellement allemandes de l'ancienne Ligue hanséatique à partir du XIIIe siècle, puis bien au-delà par influence (Scandinavie, Flandres, toute la Pologne, Allemagne du Sud). Les bâtiments sont essentiellement constitués de briques et le style de la décoration s'est adapté aux possibilités et aux limites de ce matériau, conférant à cette architecture une identité bien particulière.

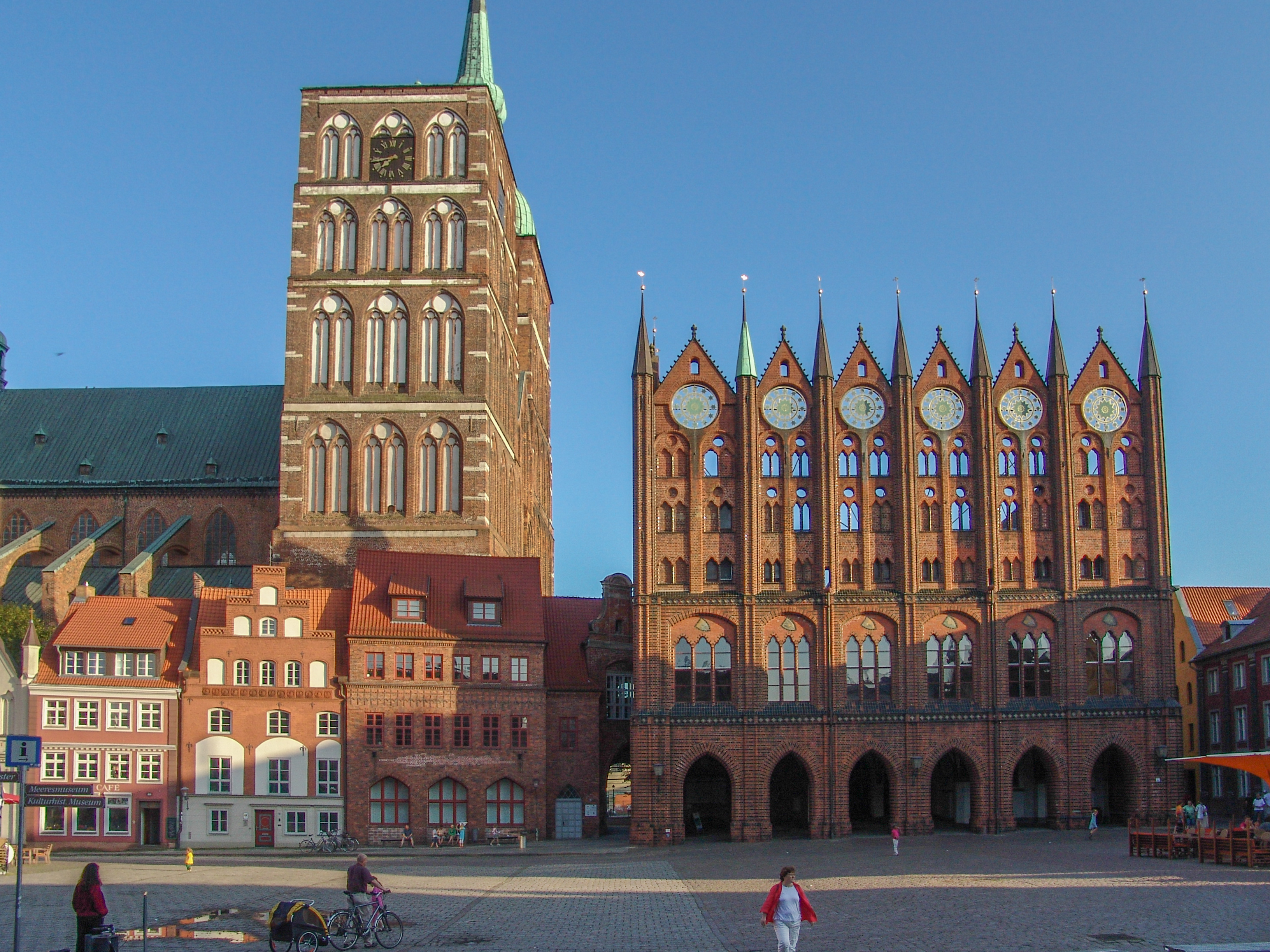
Hôtel de ville et église Saint-Nicolas à Stralsund, Allemagne
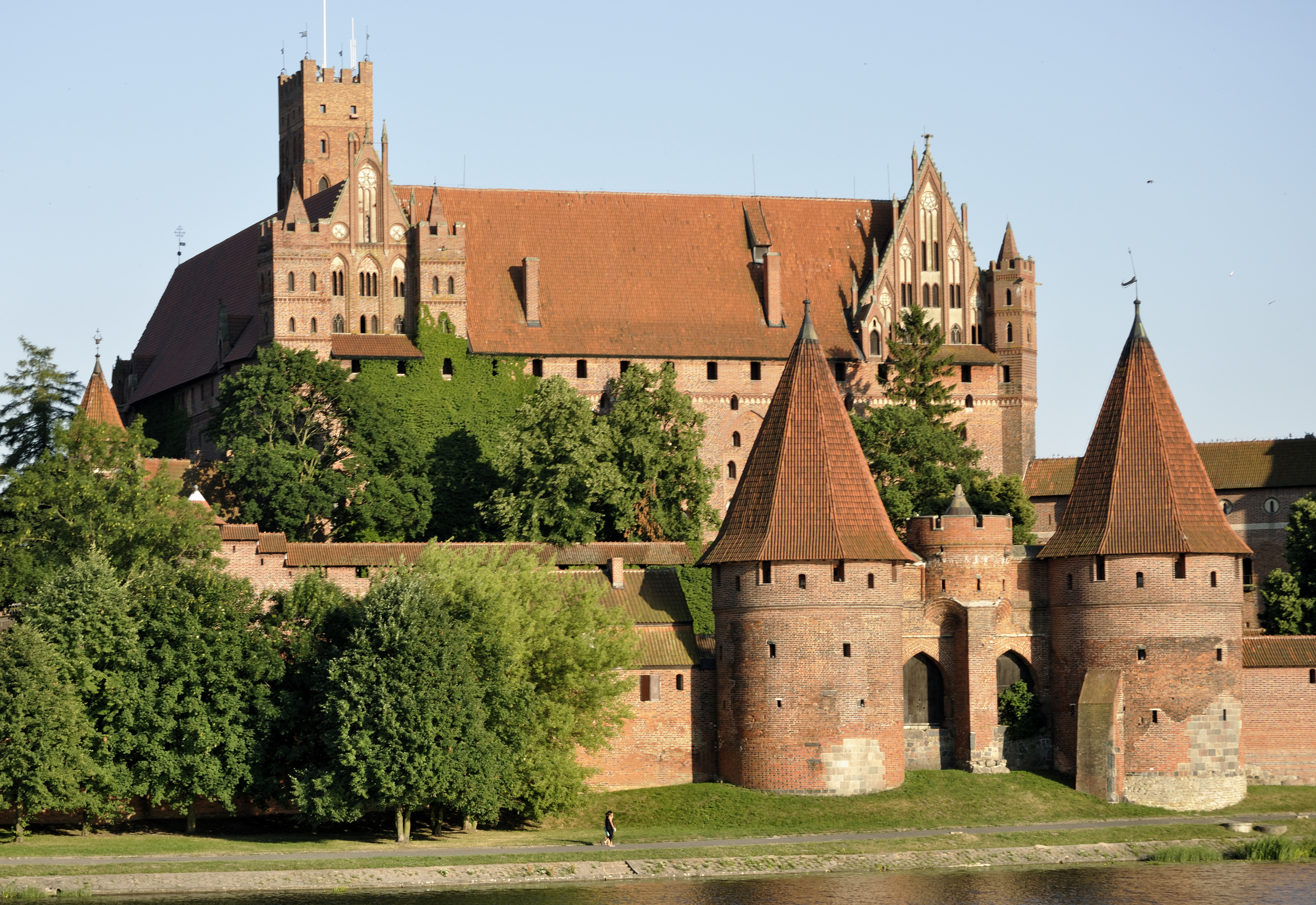
Château de l'ordre teutonique à Marienbourg, Pologne
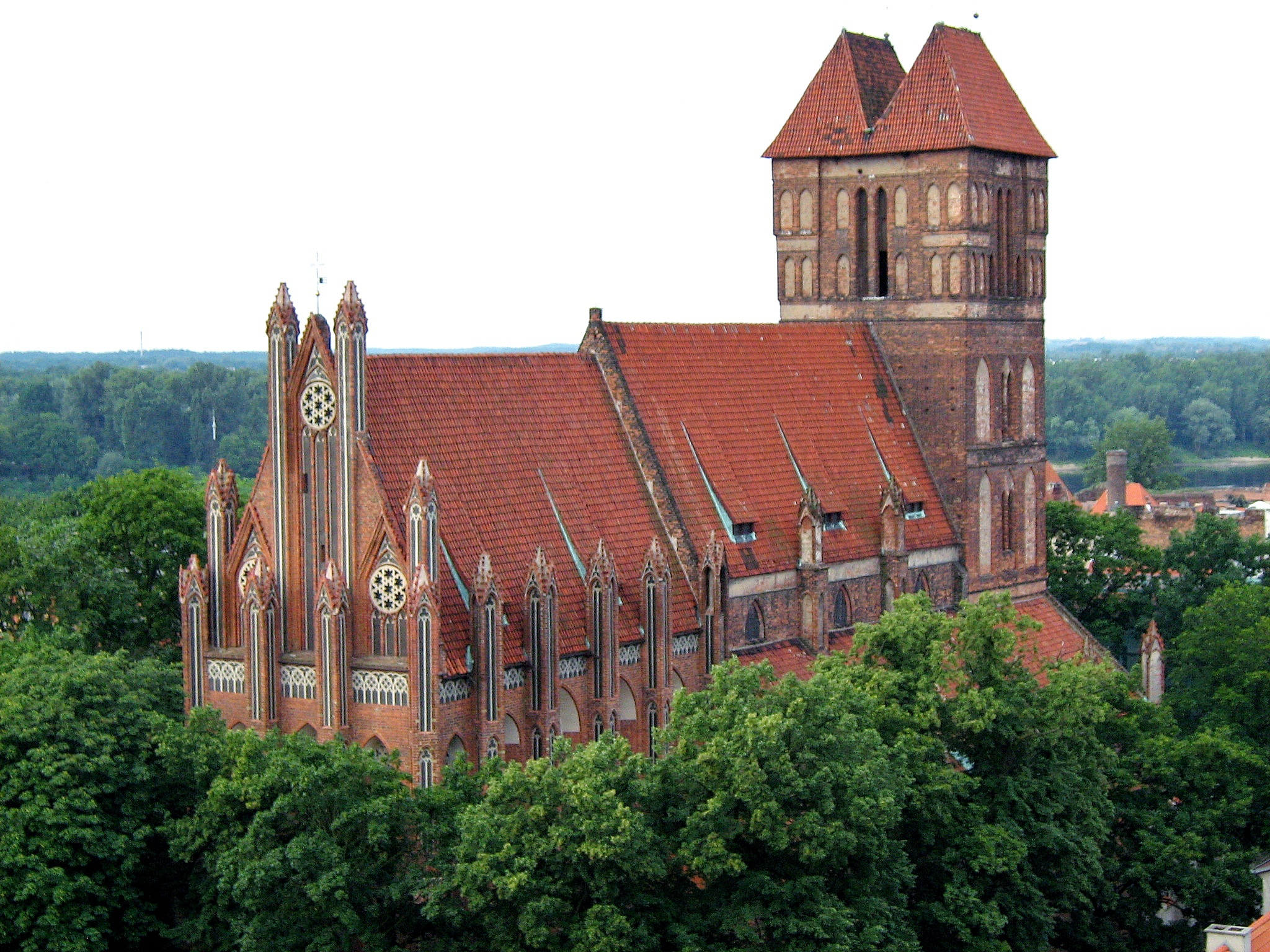
Église Saint-Jacques le Majeur de Toruń, Pologne

Il existe d'autres styles d'architecture gothique en brique en Europe, plus ou moins indépendants, comme en Italie et dans la région toulousaine en France. Le style gothique baltique ne comprend pas tout le gothique en brique d'Europe.

## Histoire
La brique avait déjà été introduite en Allemagne avec l'architecture romaine antique (comme à Trèves), puis l'architecture carolingienne en faisait encore un usage plus ou moins important. Mais avant le XIIe siècle l'usage de ce matériau s'était fortement tari (l’architecture ottonienne n’utilisait pratiquement que la pierre), et était inexistant dans les régions de la mer Baltique. L’utilisation et la technique de la brique cuite fut importée en Europe du Nord à nouveau d'Italie au XIIe siècle, avec la plupart des formes décoratives romanes. De nombreux éléments de style issus de l'architecture romane de brique d'Allemagne du Nord et du Danemark se sont ensuite perpétués et transcrits dans le gothique de brique. La transition vers le gothique s'est faite au XIIIe siècle en y intégrant les structures du gothique français (ainsi que quelques influences du gothique scaldien de Flandre, qui est en pierre), mais pour aboutir à la formation d'un style nouveau et très original. Au XVIe siècle, les constructions en brique évoluent cette fois vers le style "brique Renaissance".

## Caractéristiques
La brique est fabriquée par moulage selon des gabarits à peu près immuables, variant selon les régions. Leur relative petite taille permet de les utiliser sans modification, comme pour les claveaux d’un arc. Certaines formes particulières peuvent être moulées. Enfin, en fonction de la terre utilisée, certaines briques peuvent être taillées pour obtenir des arrondis, des moulures, etc. Mais la brique est plus souvent utilisée en effets décoratifs selon la pose, avec la variation des joints, des angles, etc. La brique peut aussi être vernissée ou émaillée de diverses couleurs.

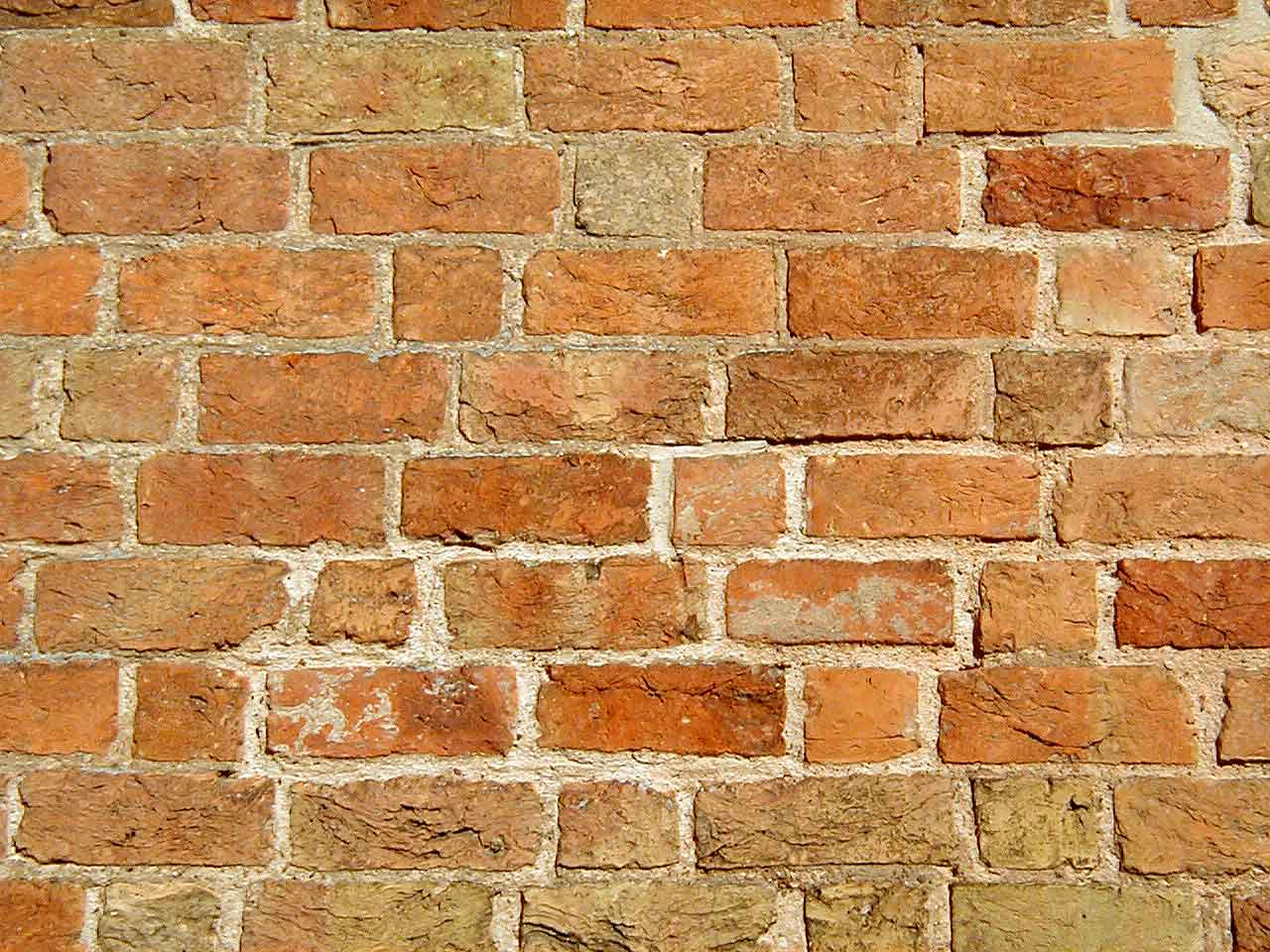
Mur de brique (gotischer Verband)
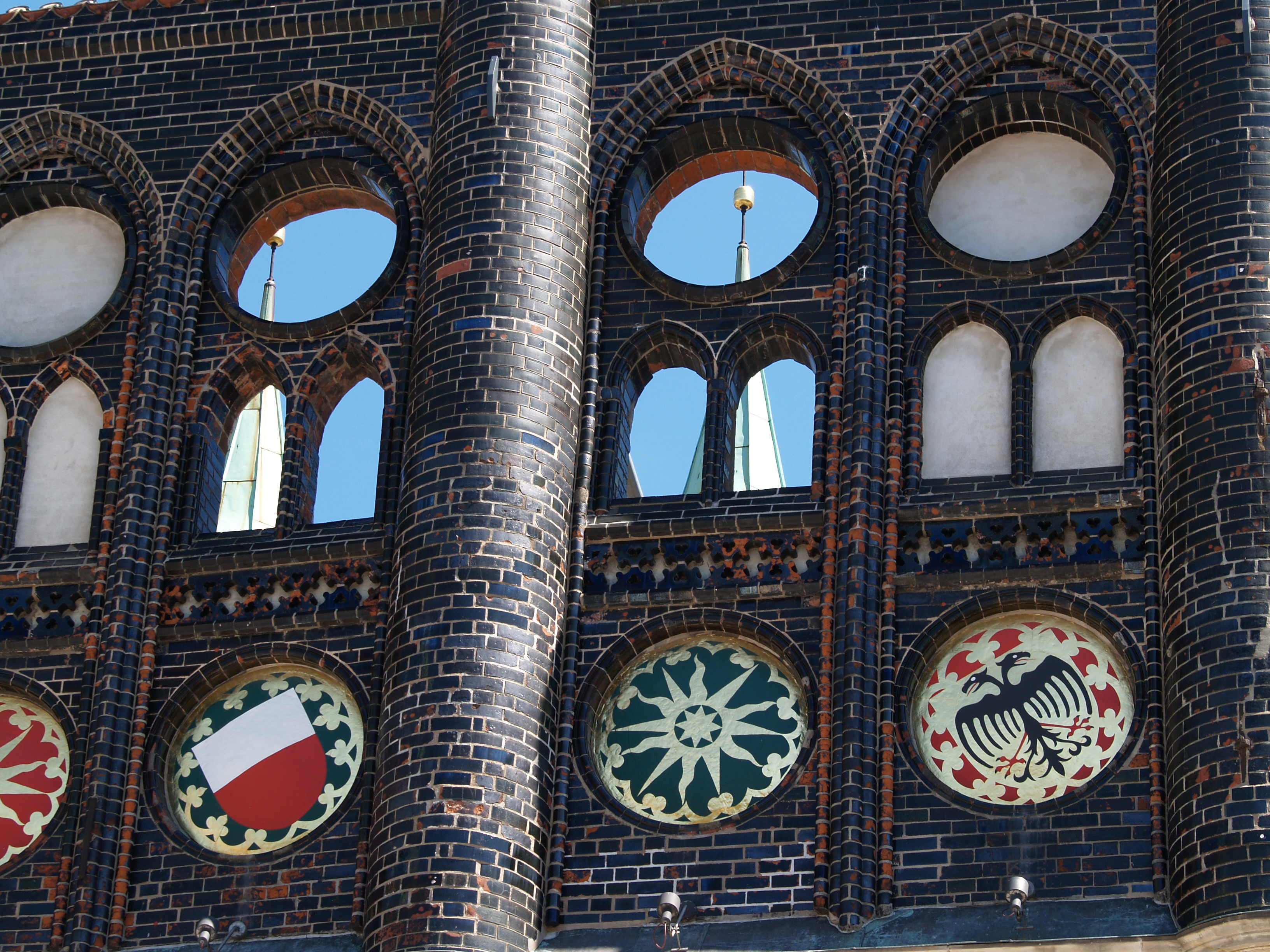
Brique émaillée noire (hôtel de ville de Lübeck)
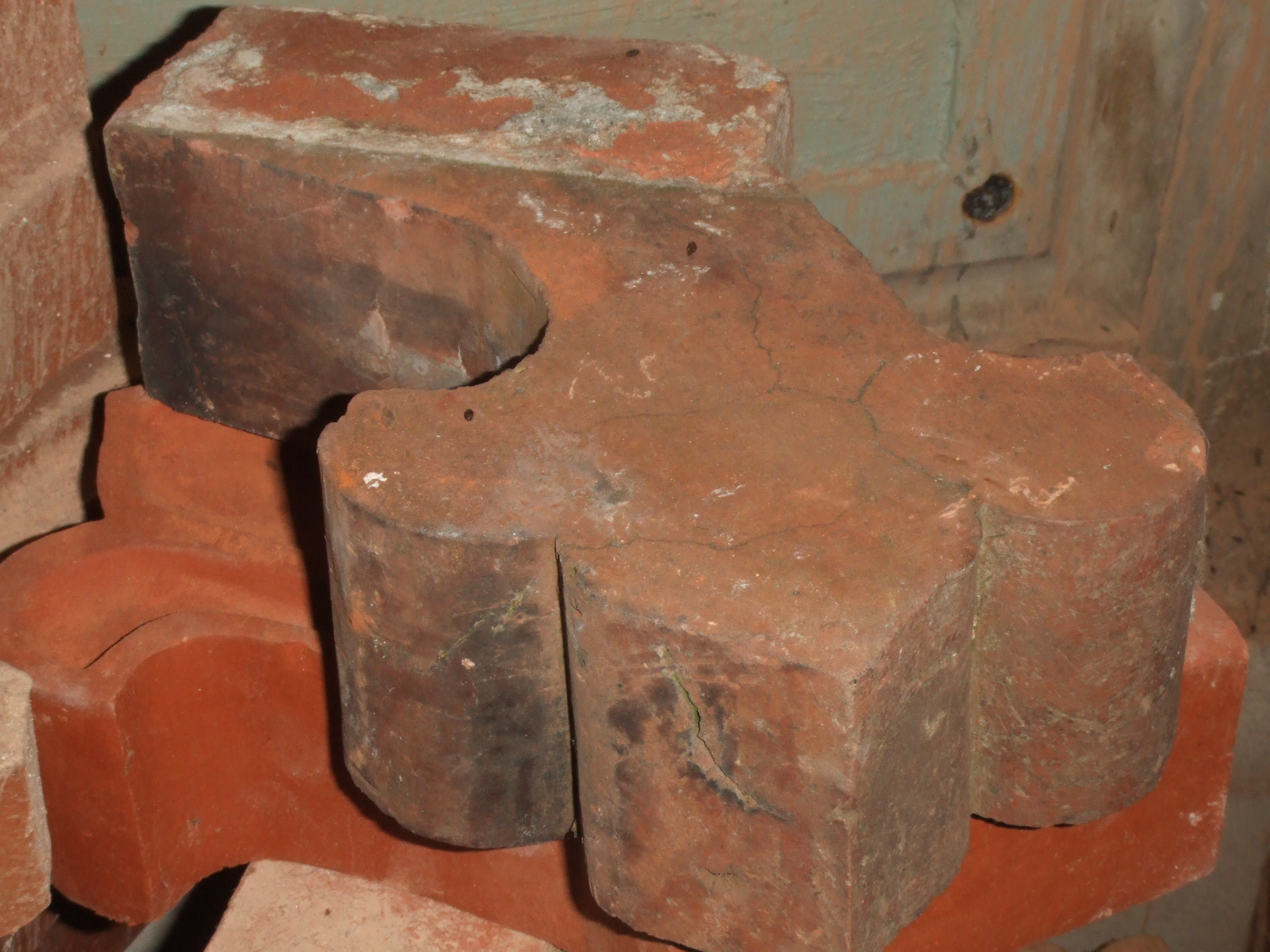
Brique à forme
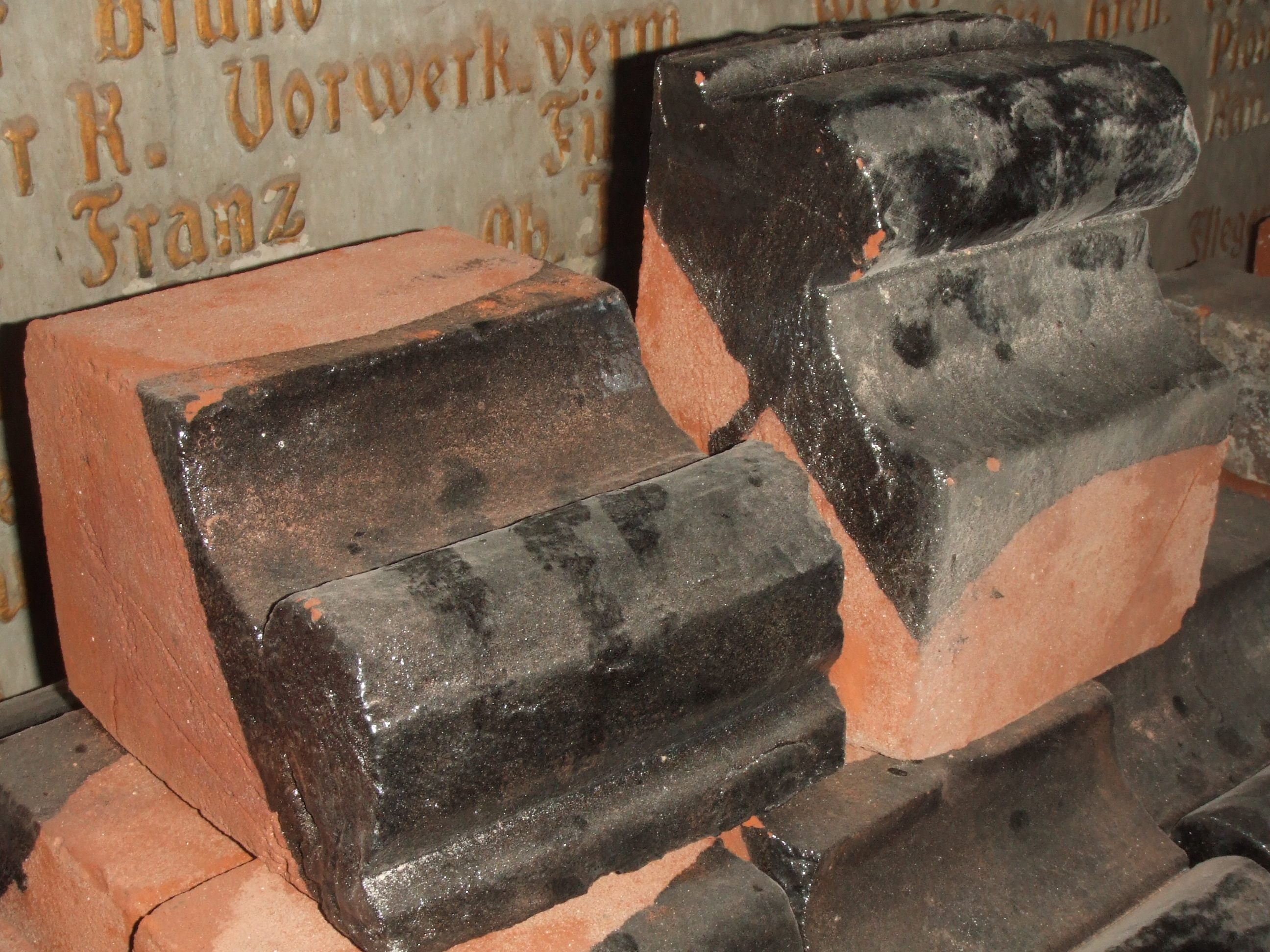
Briques noires

Le style gothique baltique est souvent caractérisé par la rareté des sculptures, très répandues dans les autres styles gothiques, et par la sous-division créative des murs en utilisant le contraste entre les briques rouges, émaillées noires et le plâtre blanc. Les bâtiments de style gothique baltique ont la particularité d'être assez souvent exclusivement construits en brique, avec peu d'inclusions de pierre pour les parties délicates (colonnes, arcs des voûtes, meneaux, remplages en dentelle des fenêtres et des gâbles), qui sont souvent également faites de briques aux formes adaptées. Mais il existe aussi des bâtiments mixtes en brique et pierre et des bâtiments en pierre qui reprennent les formes du style gothique baltique en brique (comme à Tallinn). Les maisons sont souvent dotées d'un « pignon à échelons » (dit aussi « pignon à gradins » ou « pignon à redents »).
Là où le gothique de pierre et le gothique de brique sont voisins, les différences peuvent être très marquée, comme entre l'hôtel de ville de Bruges et les halles de Bruges, ou elles peuvent être minimales, comme entre l'église de St-Jean de Göttingen et l'Église du Marché (allemand « Marktkirche ») de Hanovre. De plus, des édifices séparés par de grandes distances peuvent être très semblables.

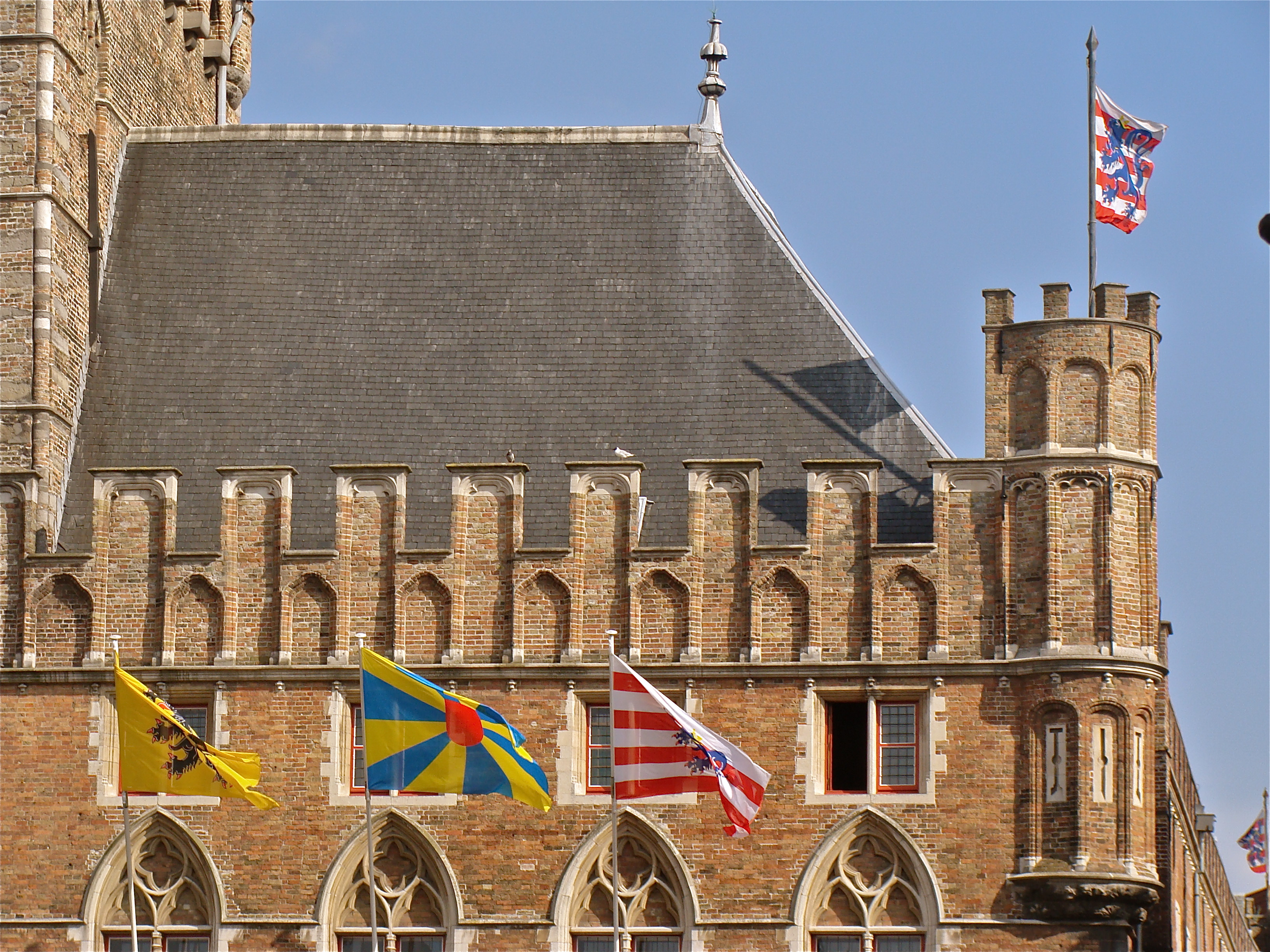
Halles de Bruges – gothique de brique en Flandre (simplification du décor)
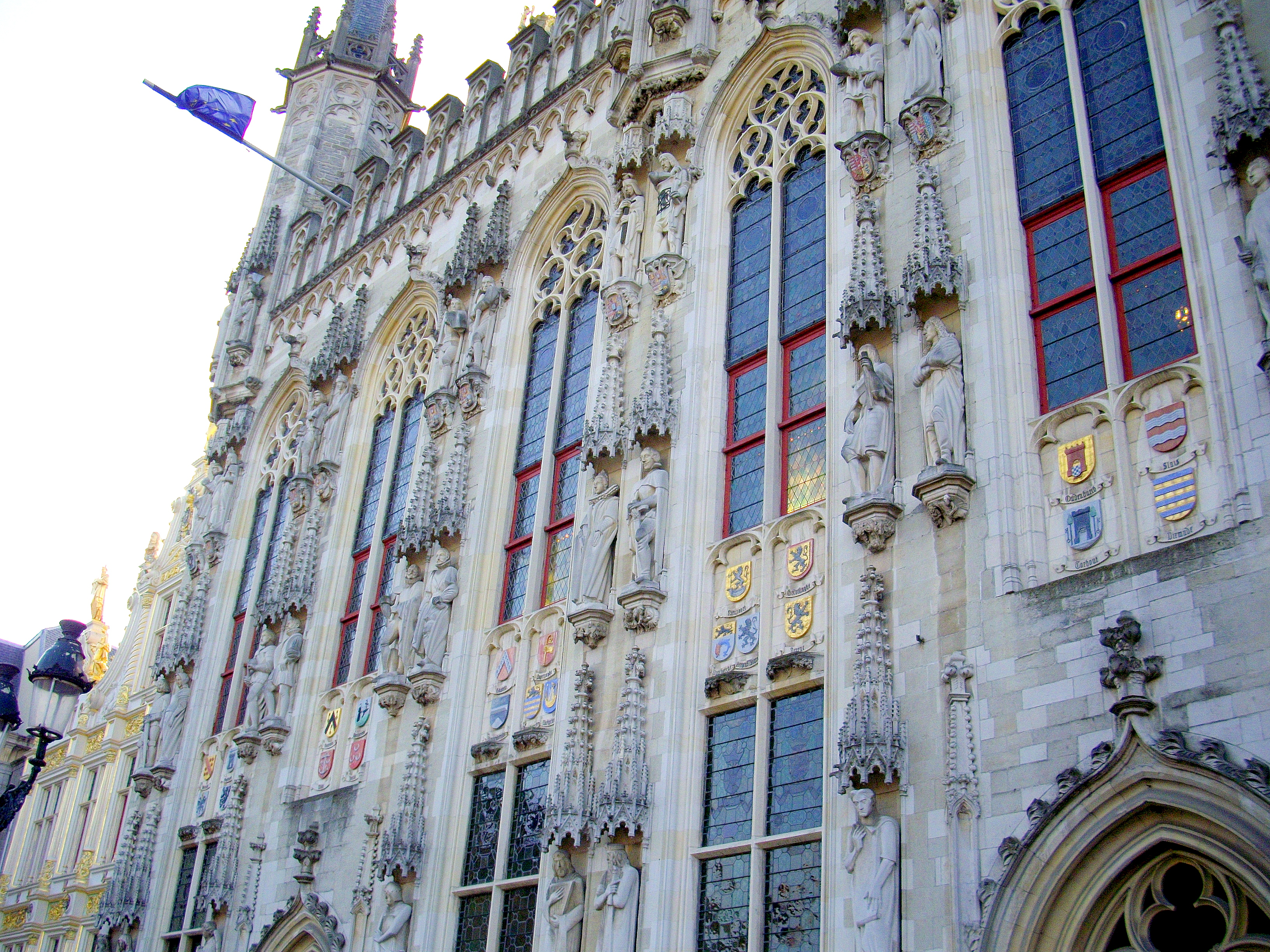
Hôtel de ville de Bruges – gothique en pierre en Flandre (gothique brabançon)
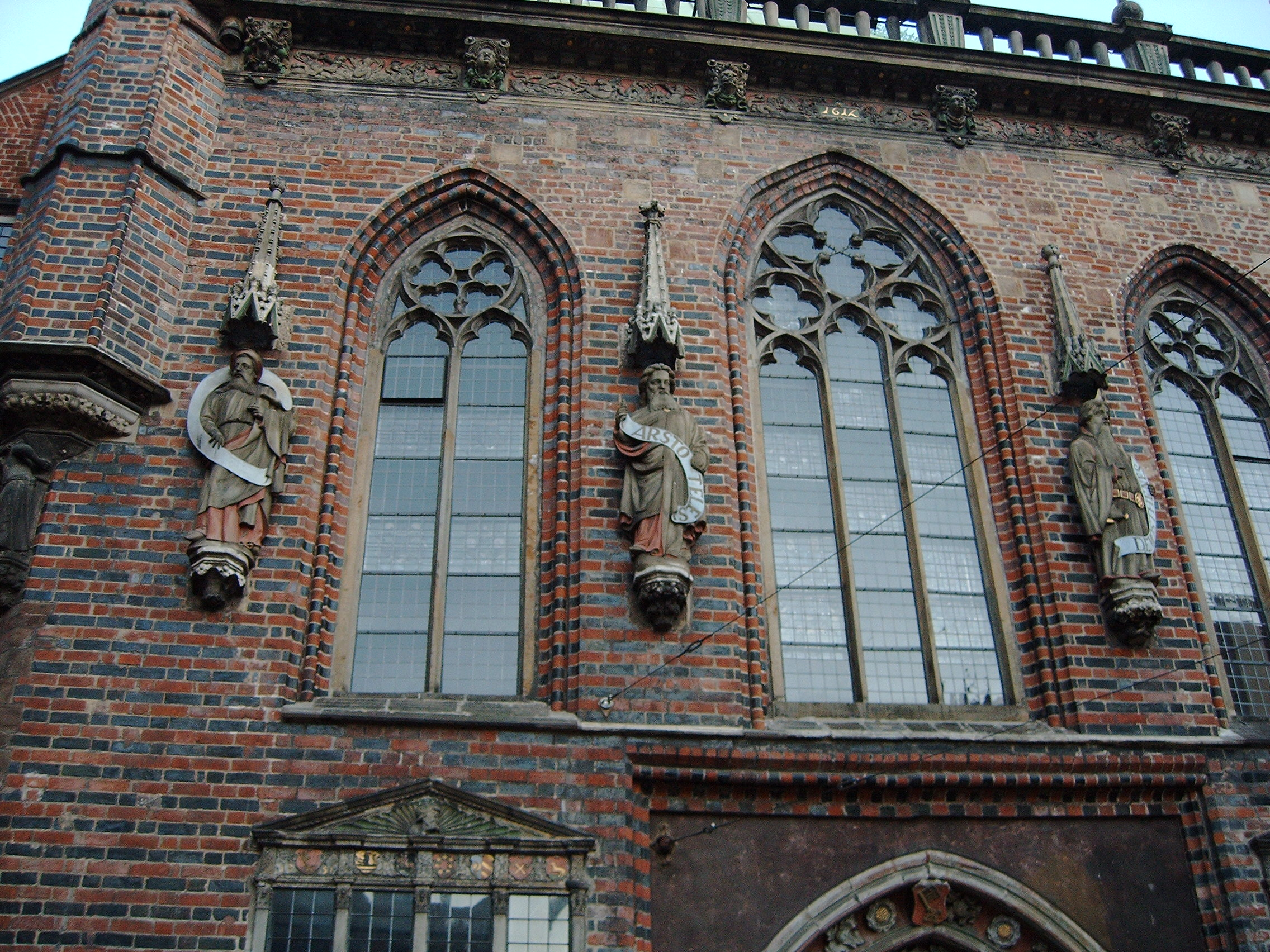
Façade gothique de l'hôtel de ville de Brême, Allemagne, brique avec sculptures de pierre (grès)
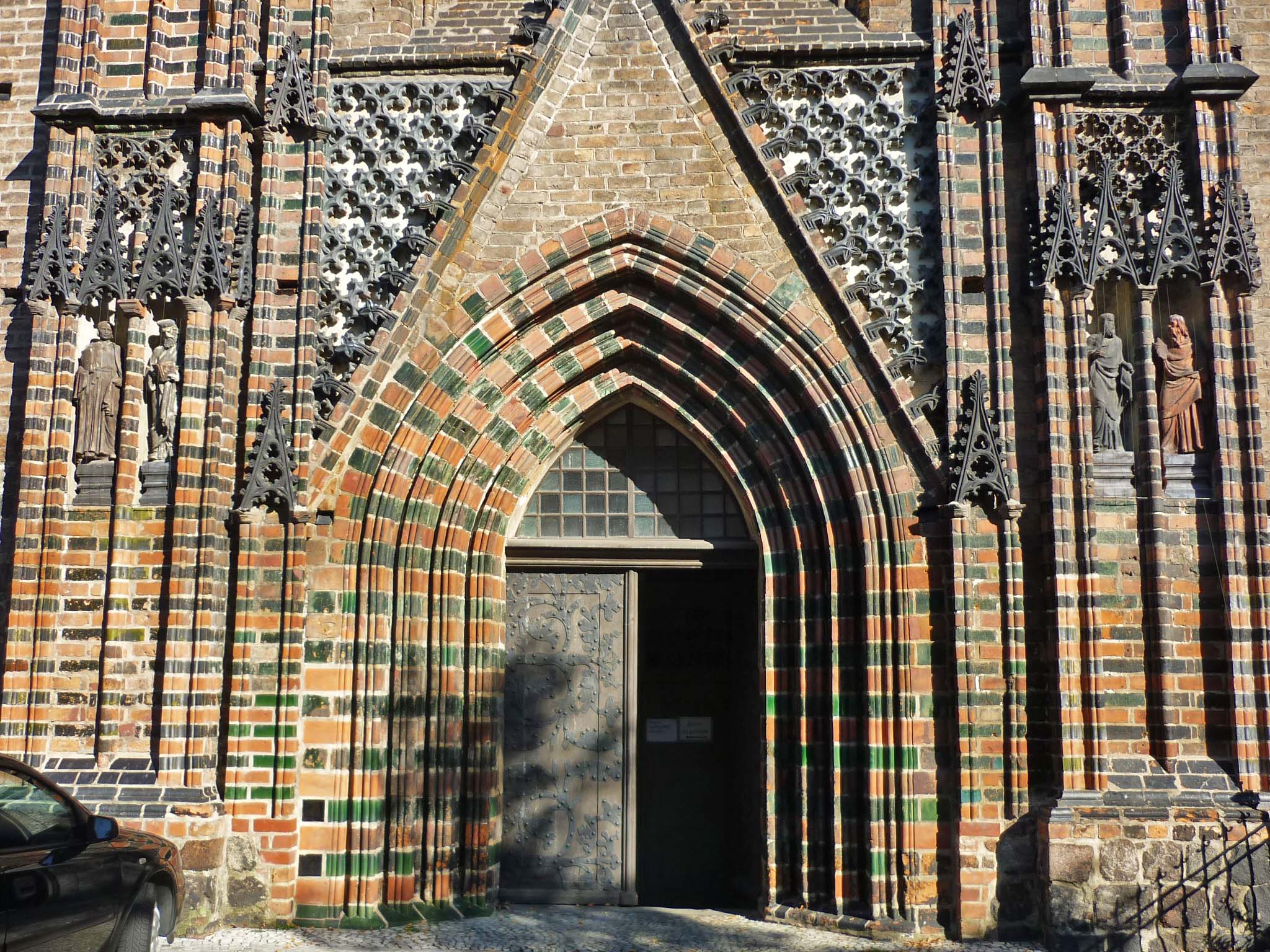
Sainte-Catherine de Brandebourg, Allemagne. Brique et sculpture en terre cuite, imitant le gothique en pierre.

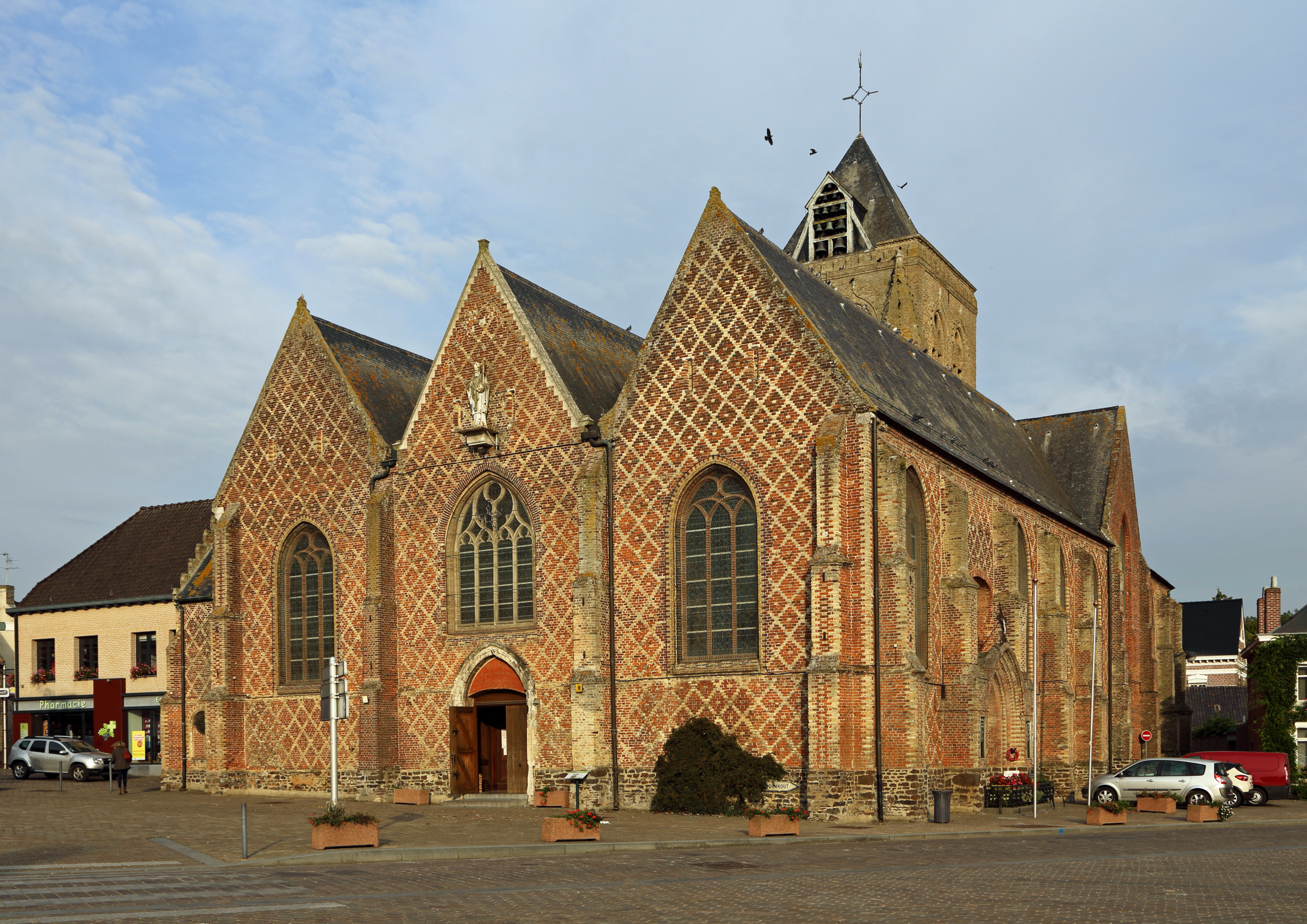
Saint-Folquin d'Esquelbecq, Nord, France, église-halle en brique flamande
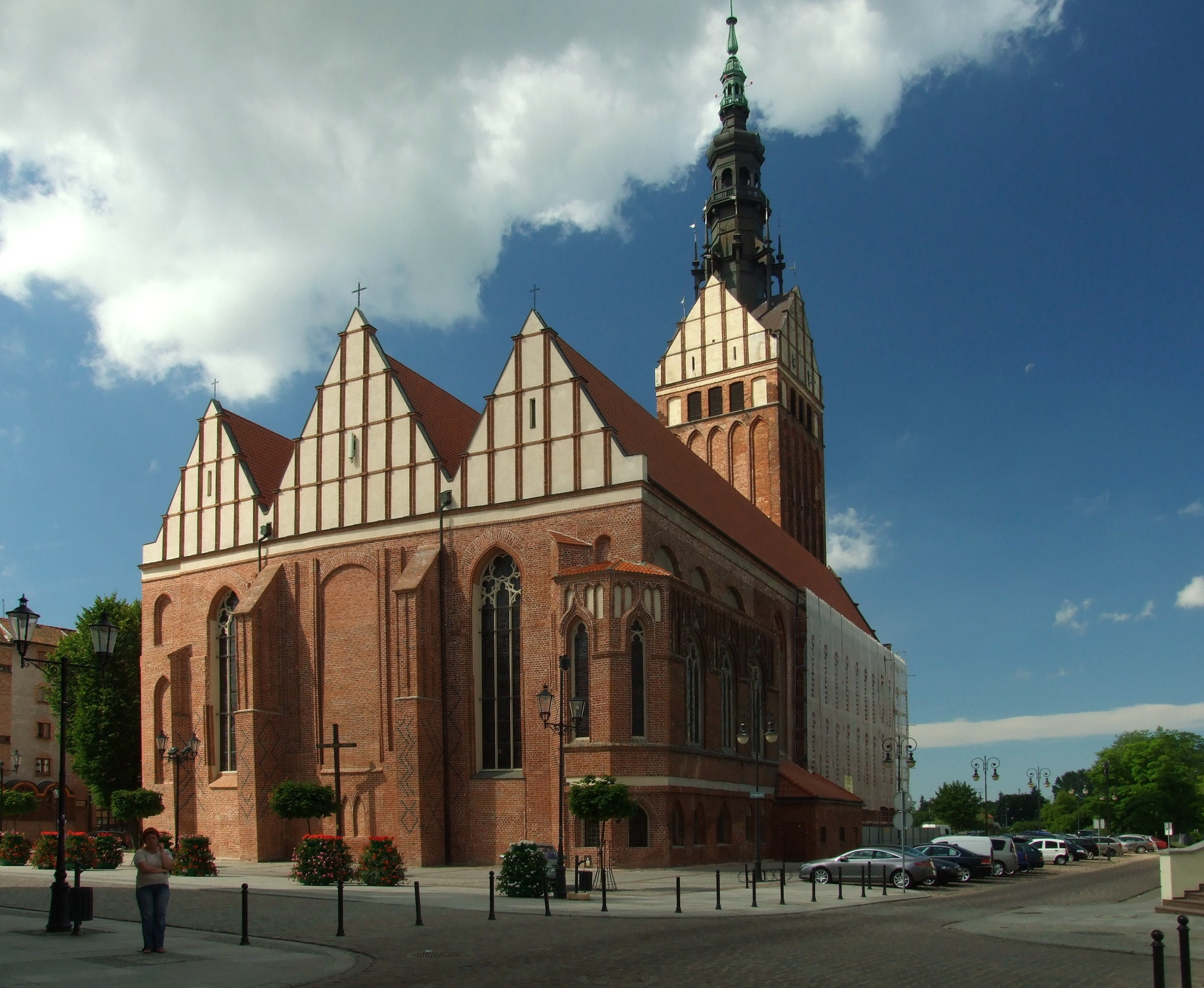
St-Nicholas d'Elbląg, Varmie-Mazurie, Pologne, église-halle en brique
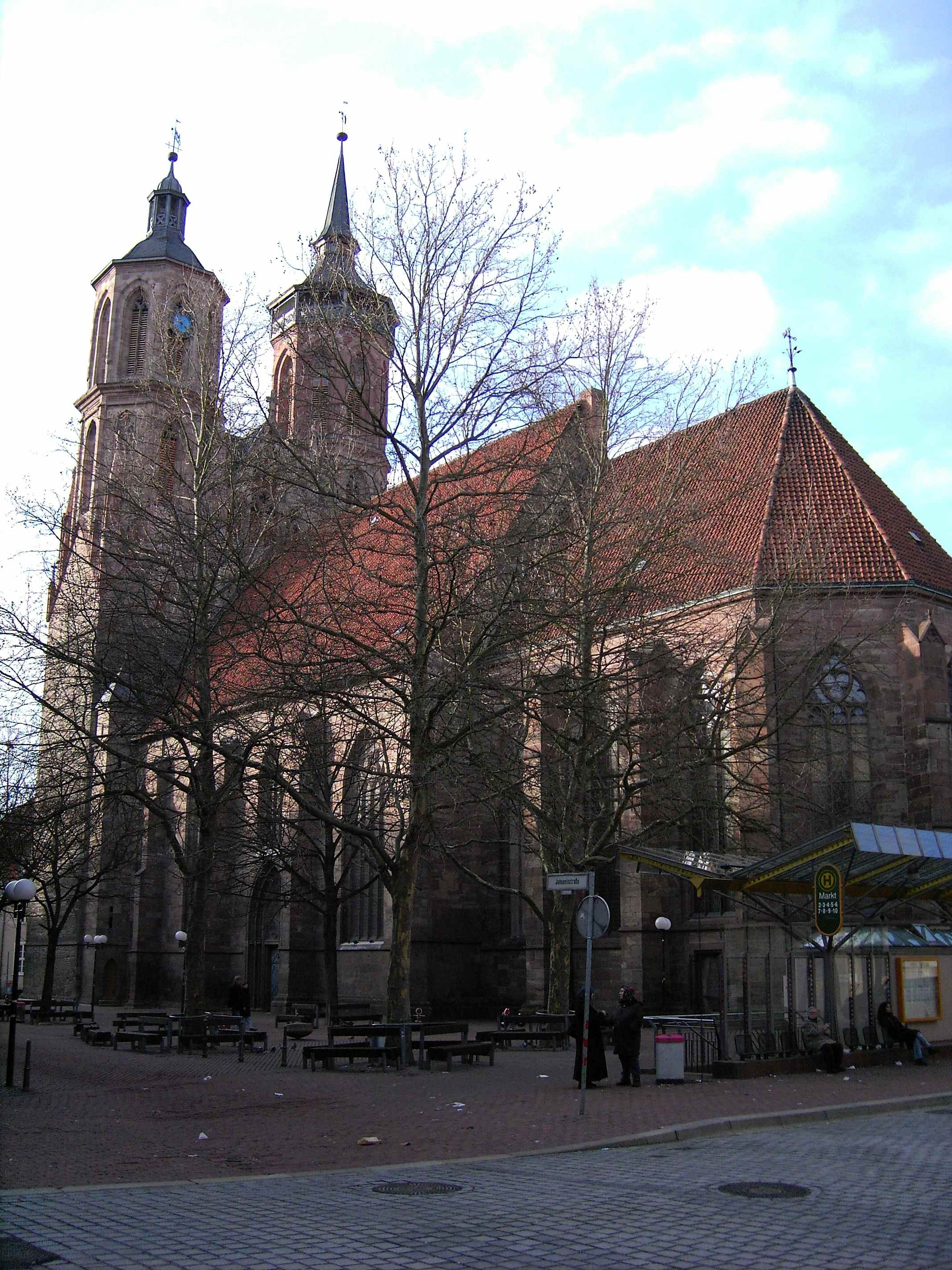
Saint-Jean de Göttingen, église-halle en pierre (grès) en Basse-Saxe
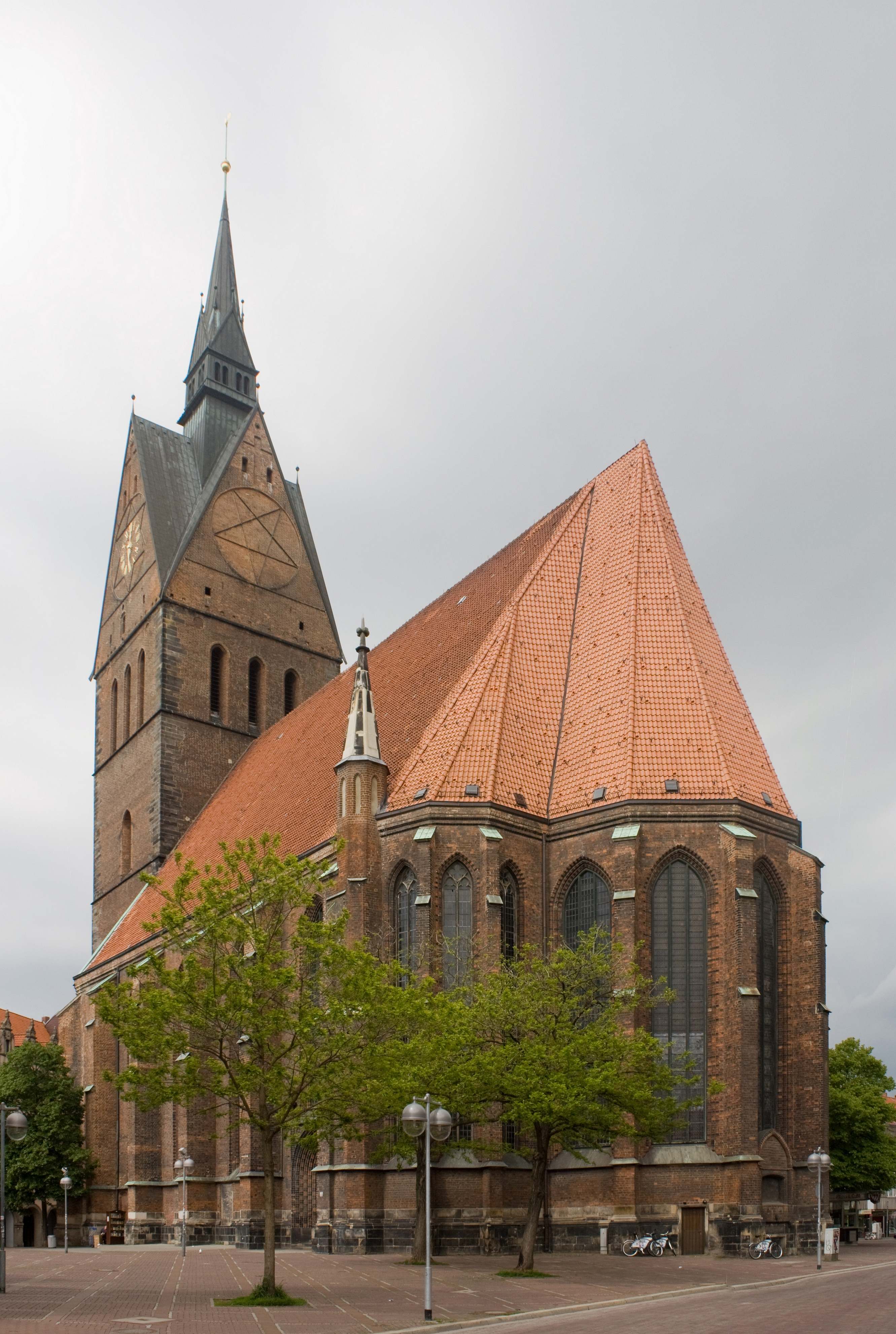
L'Église du Marché de Hanovre, église-halle en brique en Basse-Saxe

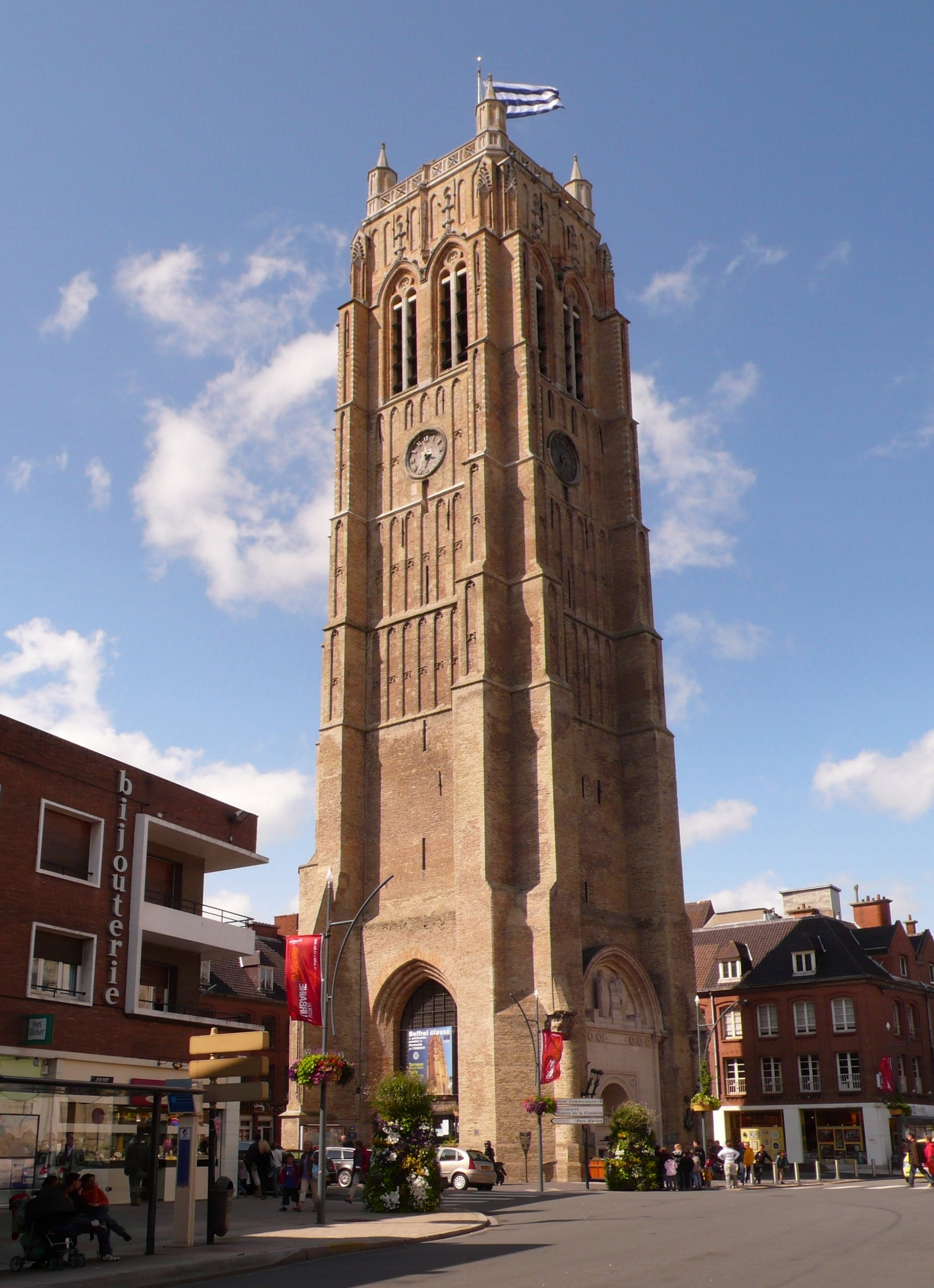
Beffroi de Dunkerque (Nord, France), ancien clocher de l'église Saint-Éloi, avec contreforts
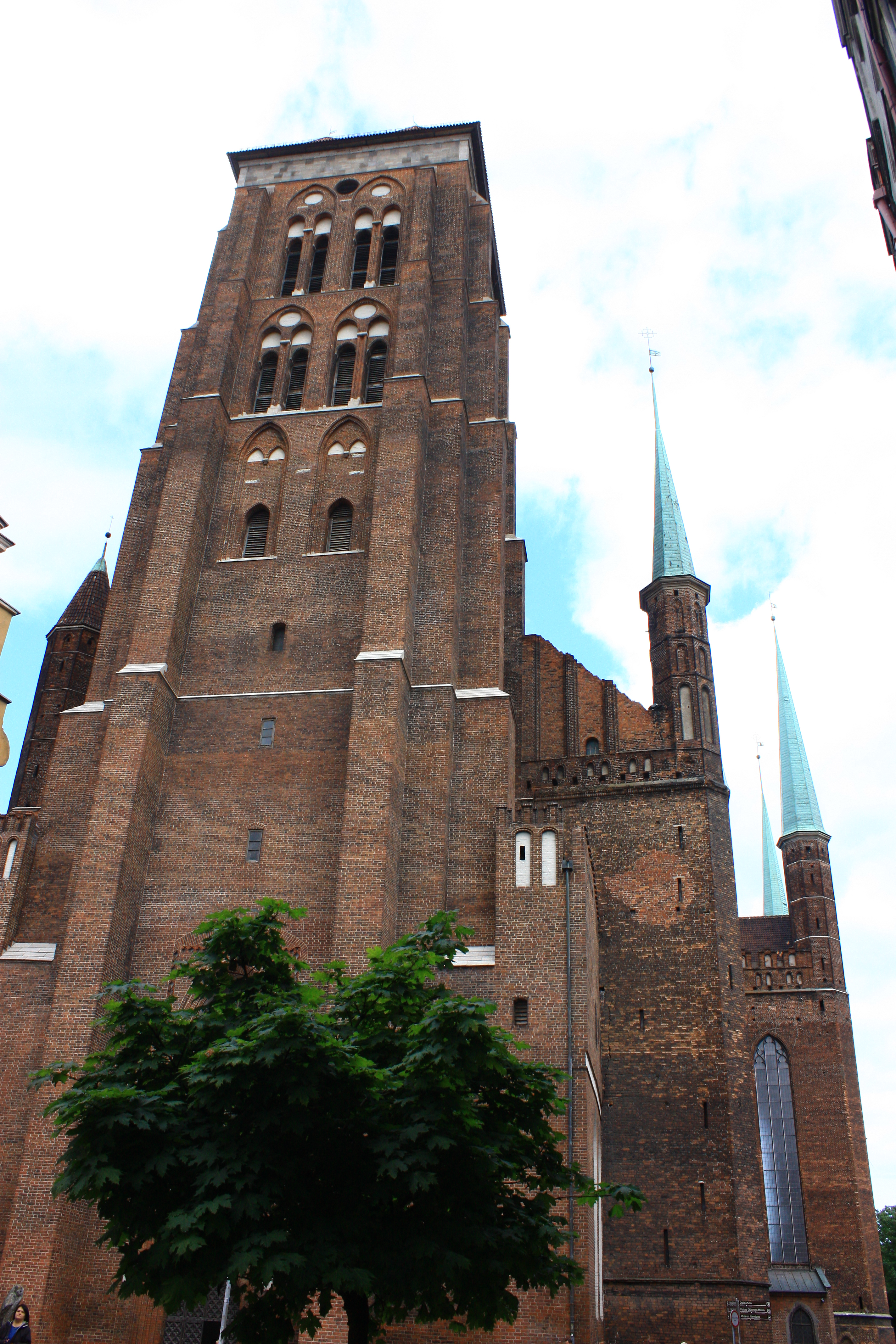
Sainte-Marie de Gdańsk, Pologne, tour avec contreforts
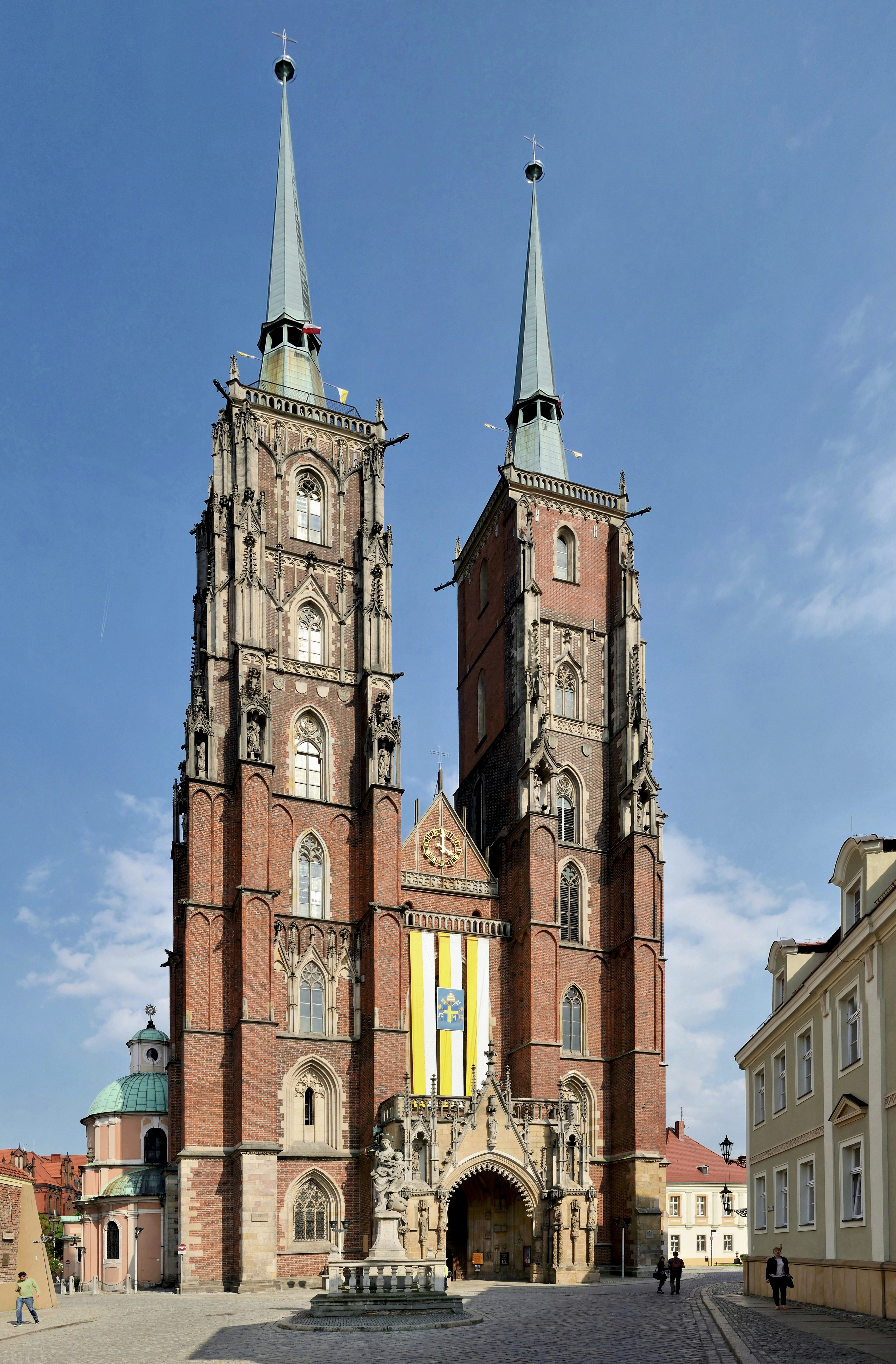
Cathédrale de Wrocław, Silésie, Pologne, avec contreforts et décoration en pierre
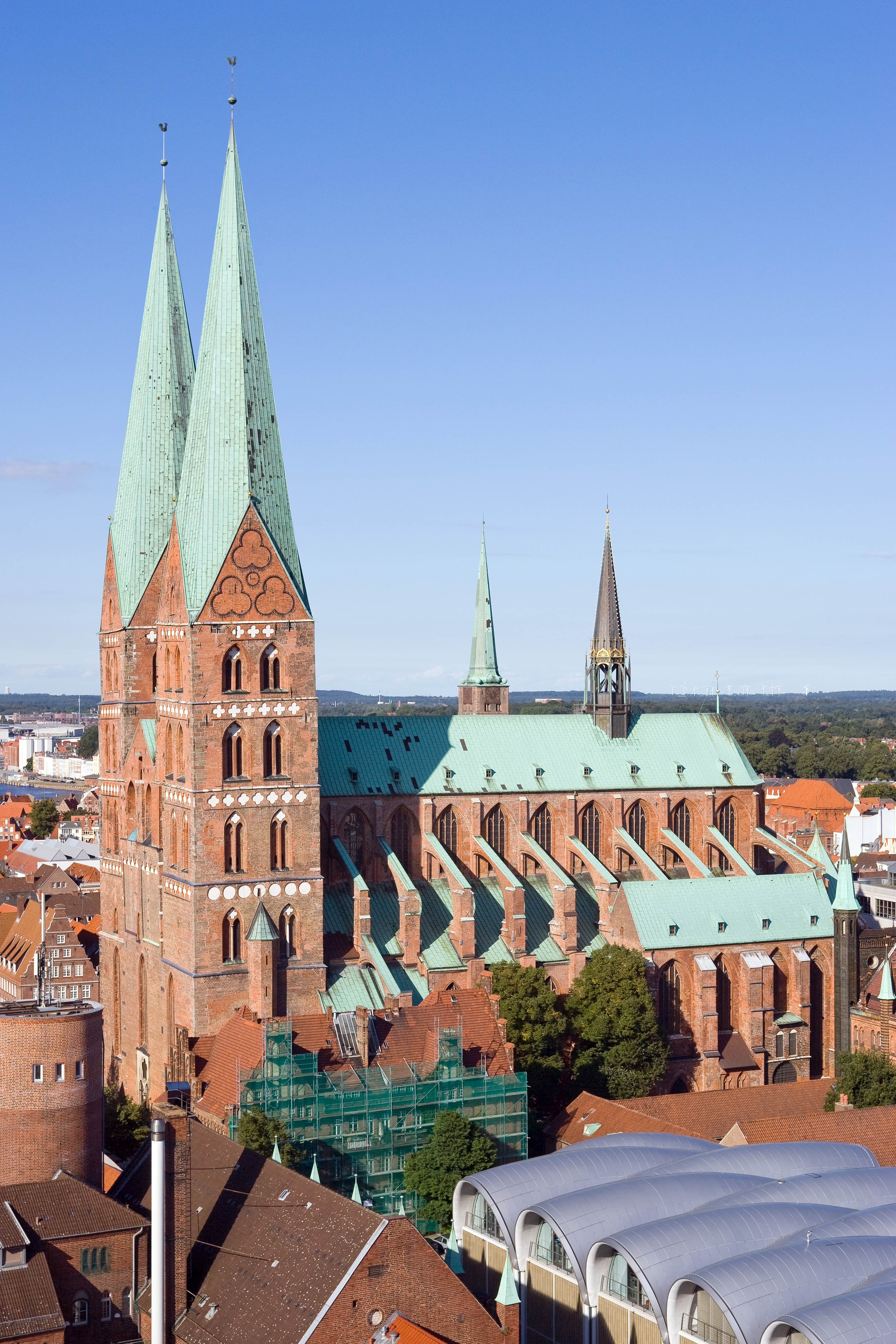
Église Sainte-Marie de Lübeck, Allemagne. Tours sans contreforts avec angles en pierre. Cette forme provient du style roman germanique.
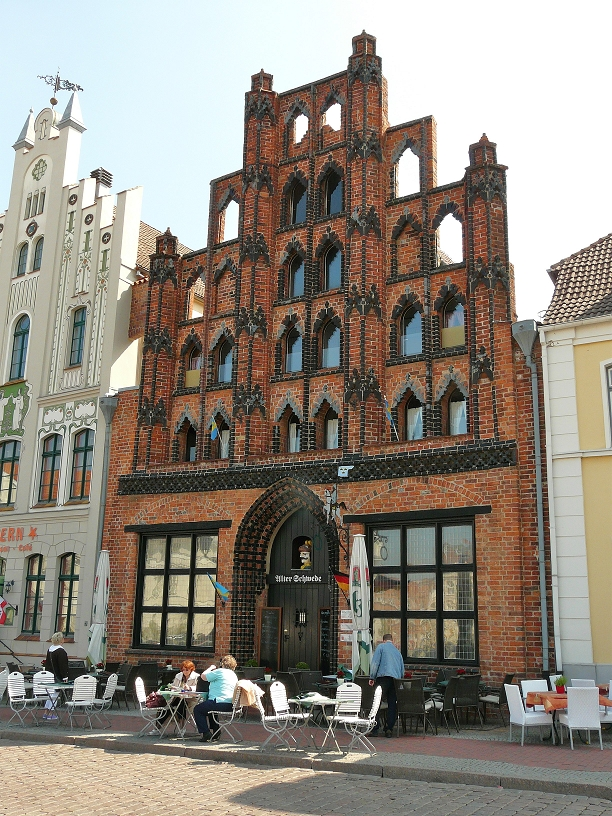
Façade de la Maison Alter Schwede à Wismar, Allemagne, vers 1380.

## Régions

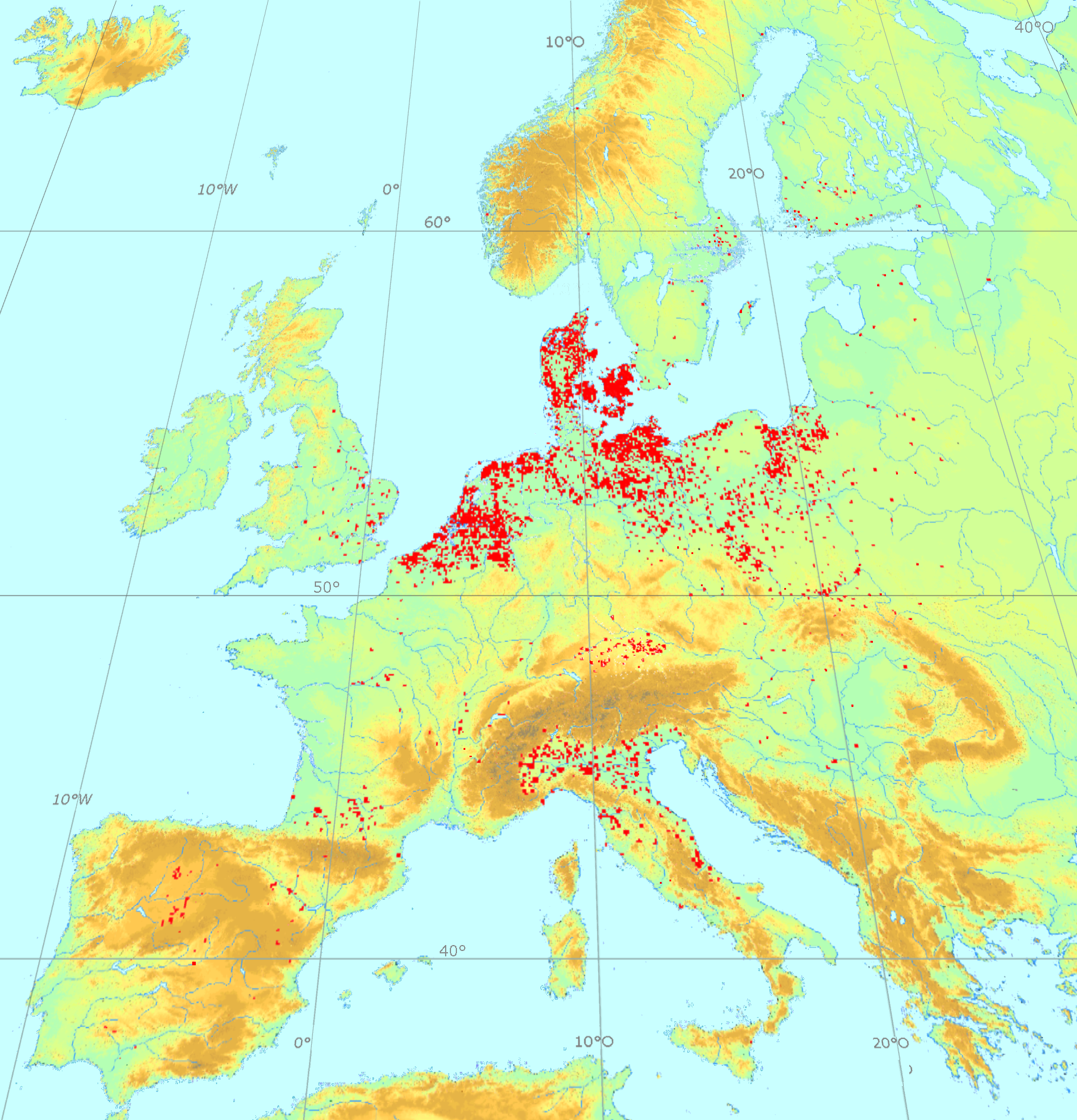
Géographie de l'architecture gothique en brique

### Allemagne et pays de la Baltique
Le style gothique baltique s'est développé en Allemagne du Nord et au Danemark puis s'est fortement répandu vers l'Est dans les pays qui entourent la mer Baltique, notamment dans les villes commerçantes de la Ligue hanséatique et dans les territoires contrôlés par l'ordre Teutonique, mais aussi dans le royaume de Pologne et en Scandinavie.

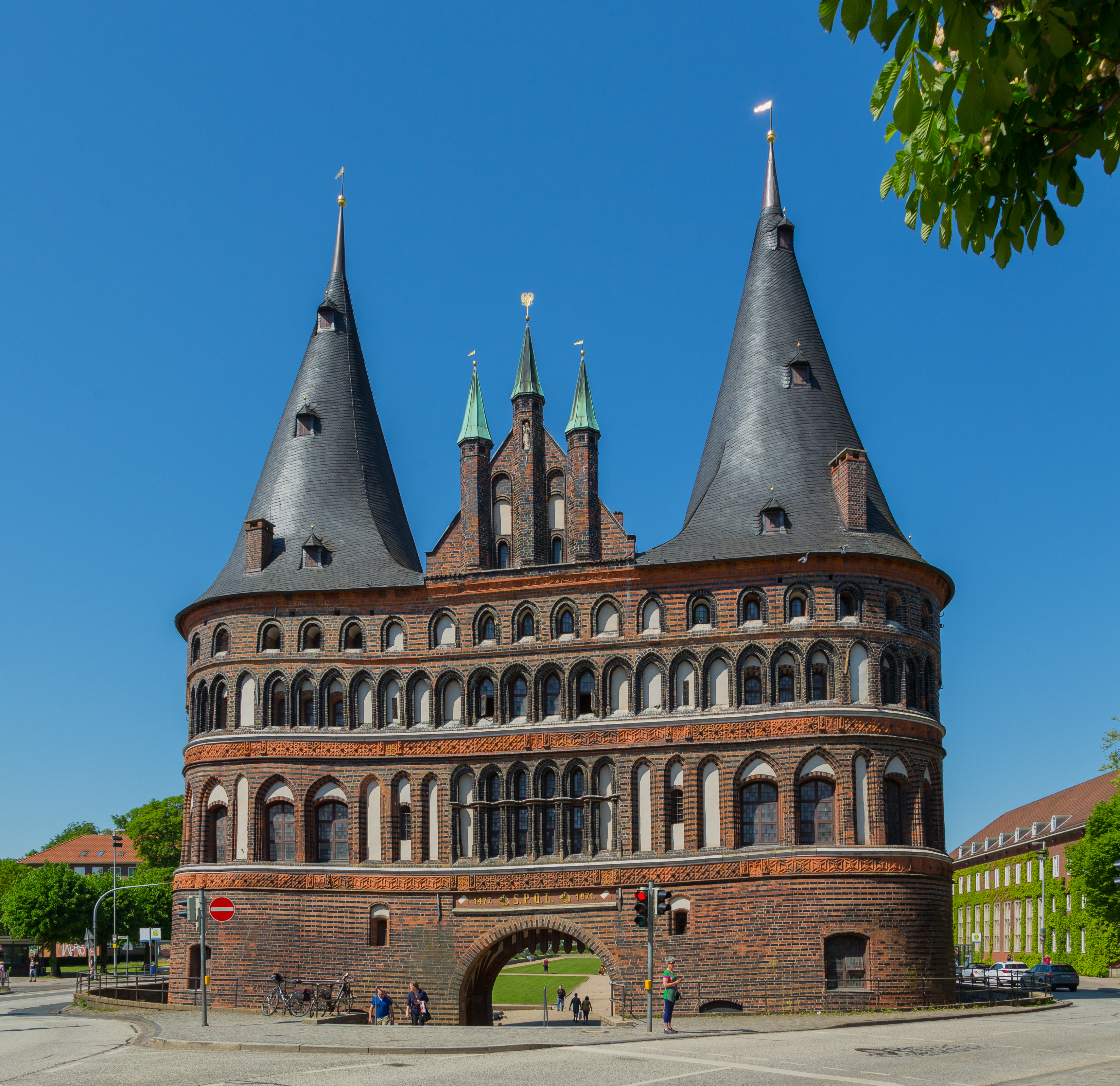
La porte de Holstein à Lübeck, Allemagne
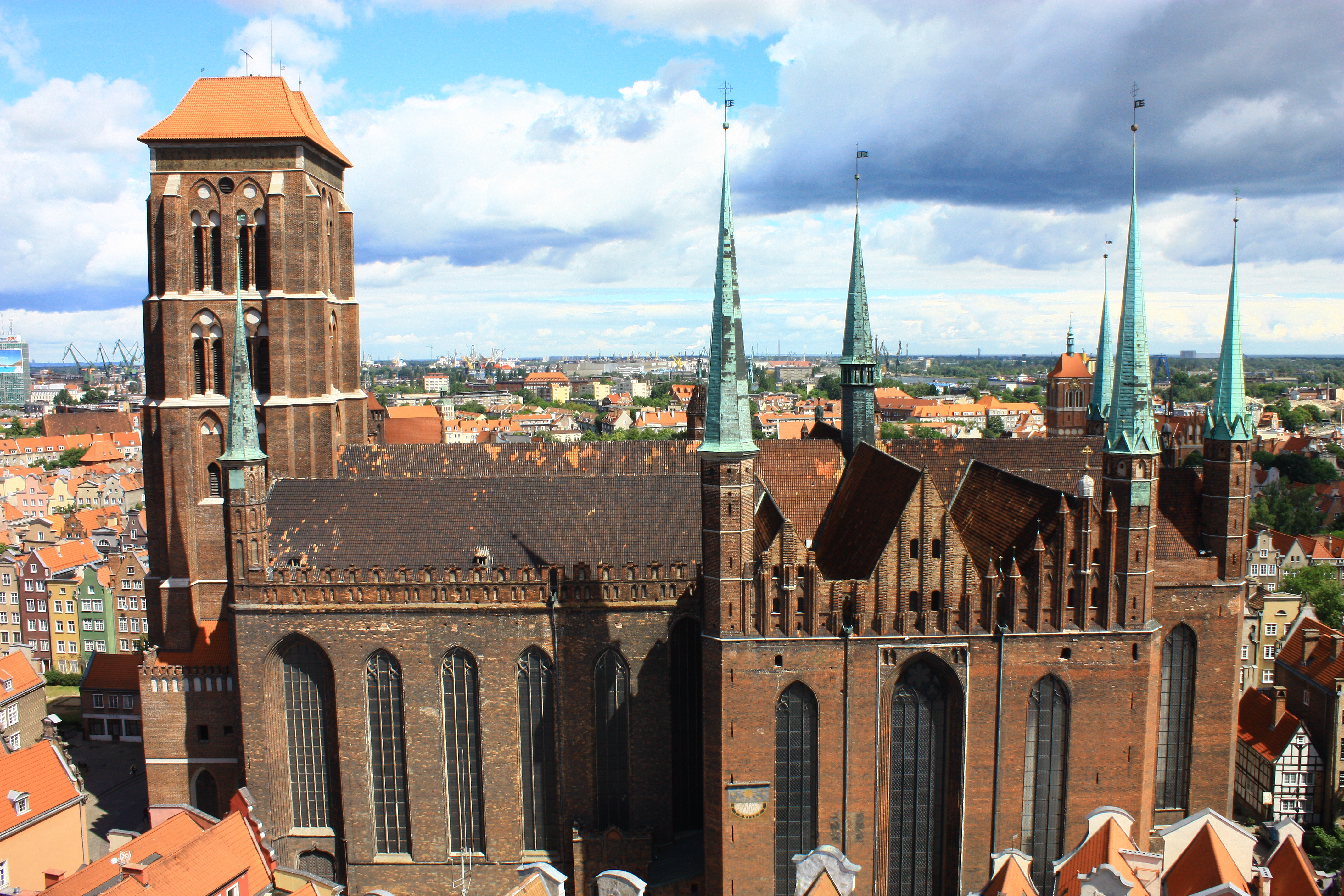
Église Sainte-Marie de Gdańsk, Pologne, la troisième église gothique en brique du monde par ordre de grandeur
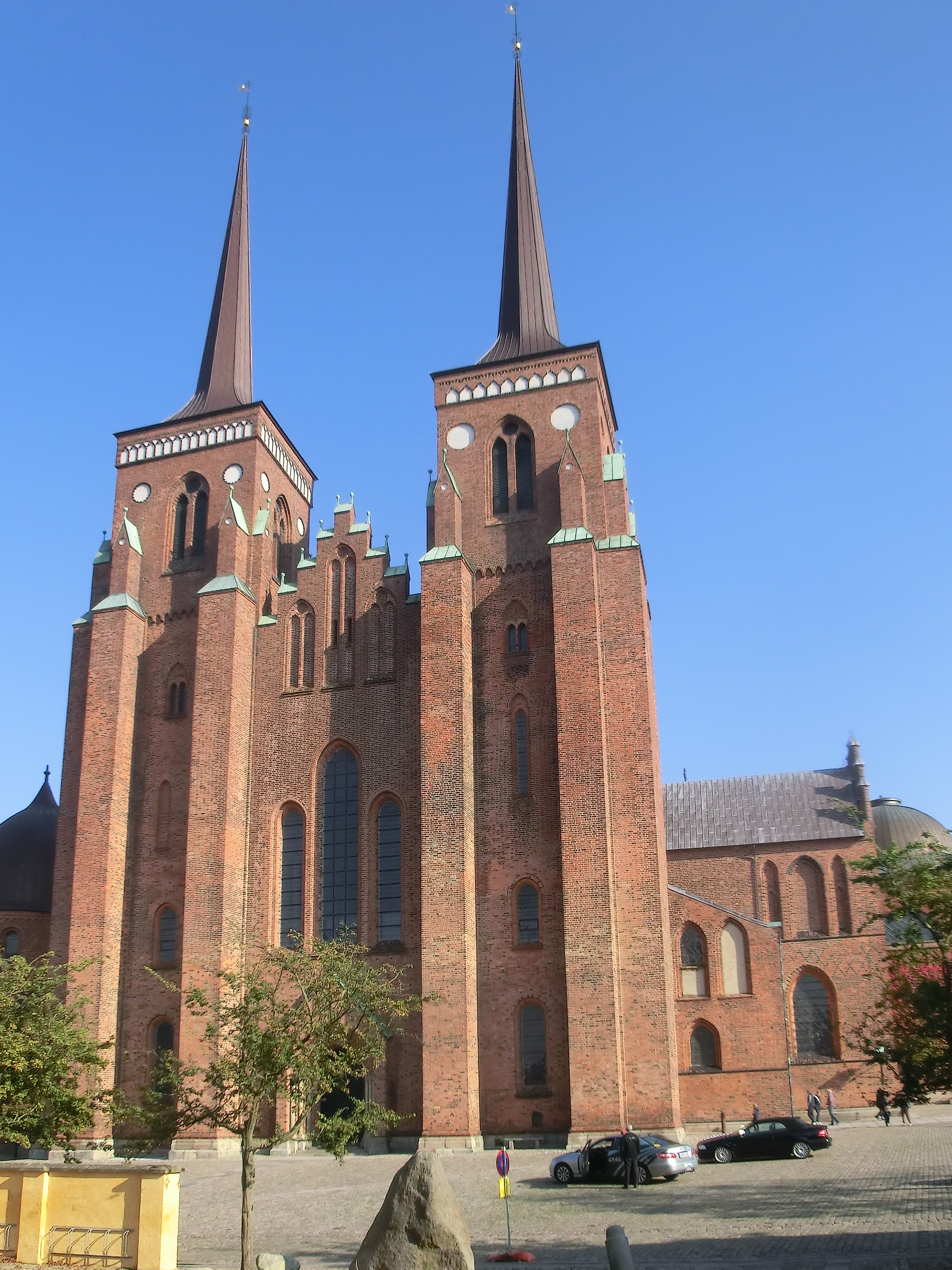
La cathédrale de Roskilde, au Danemark
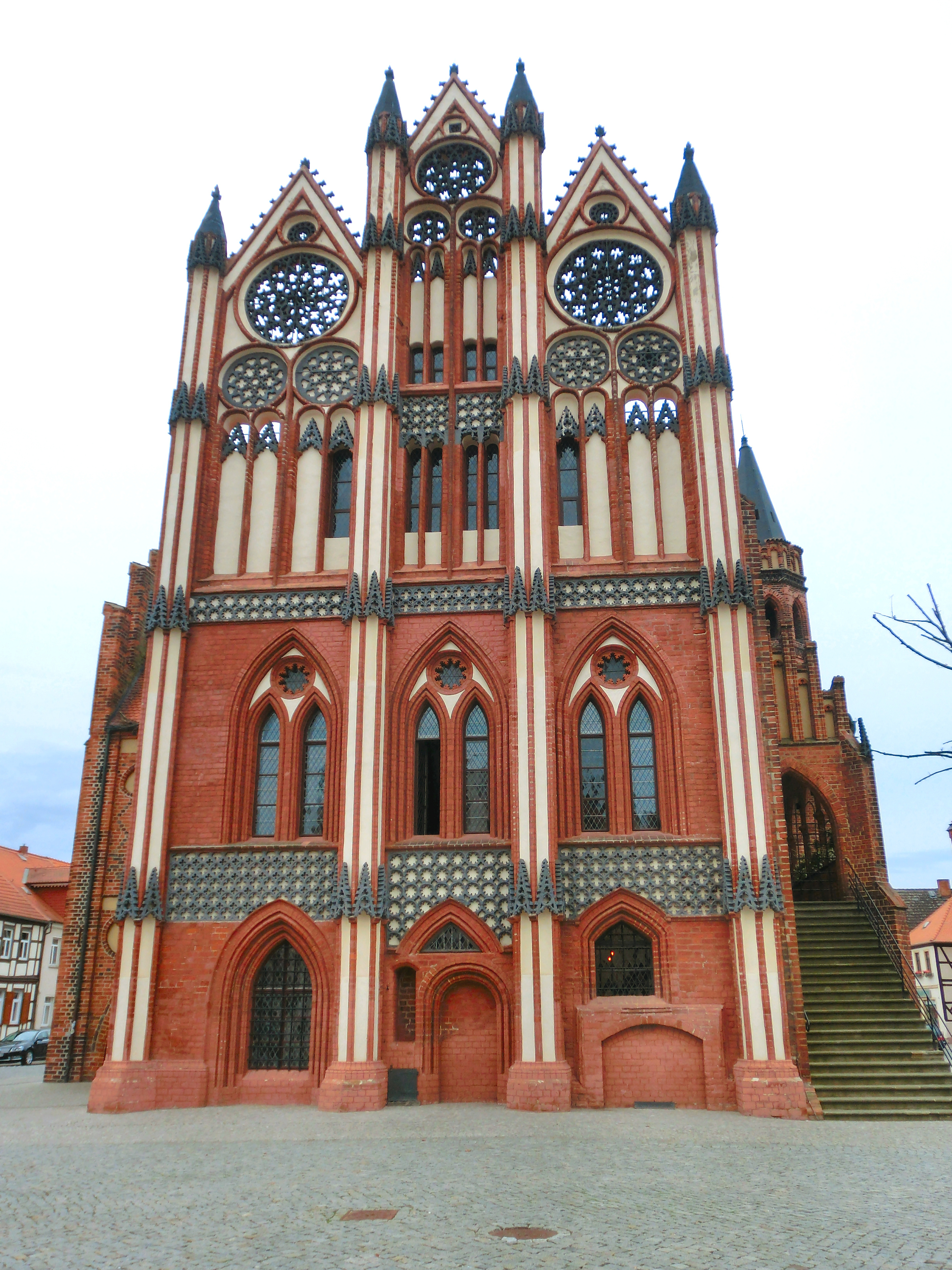
Hôtel de ville de Tangermünde, Allemagne
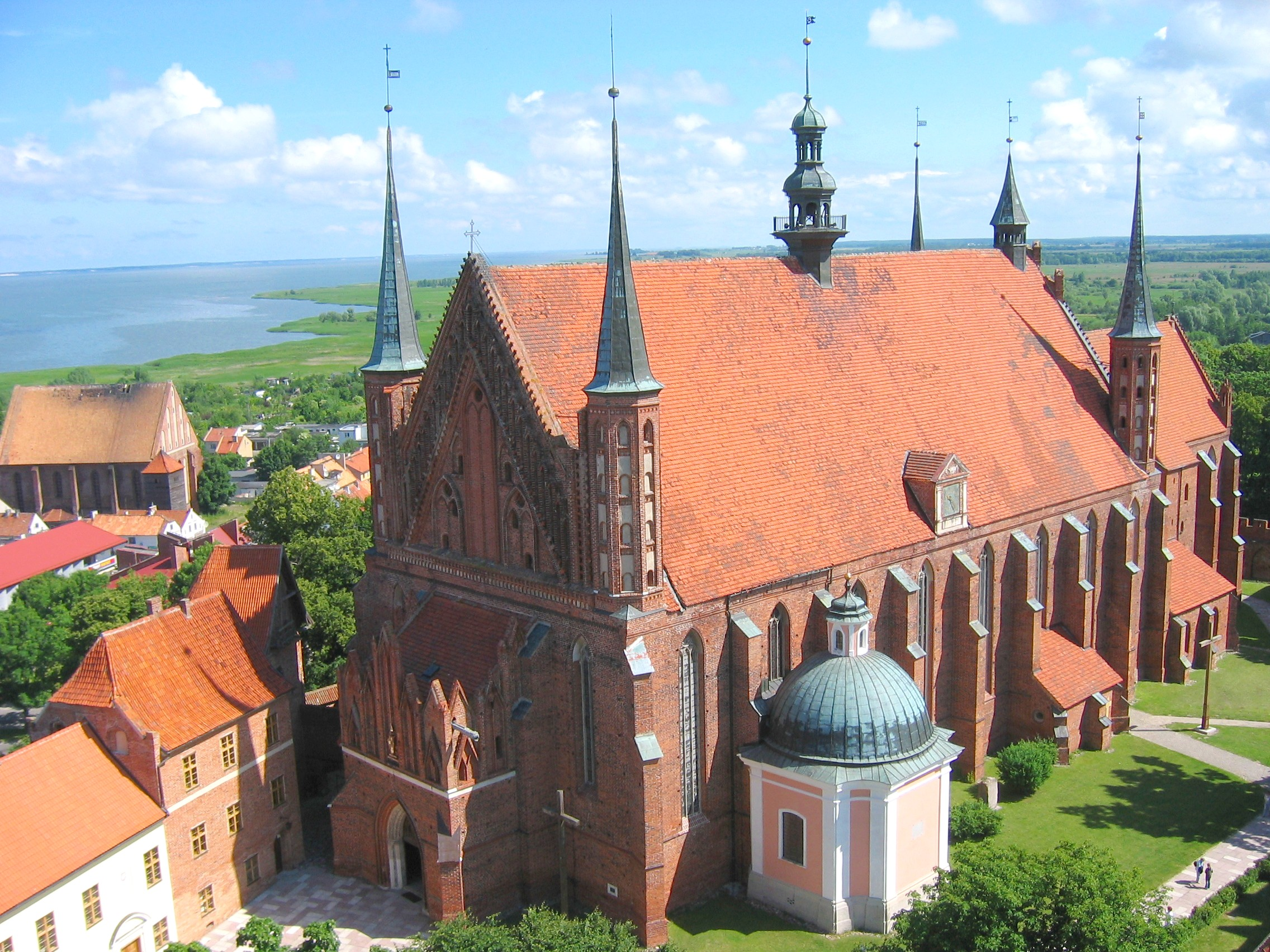
Cathédrale de Frombork, Pologne
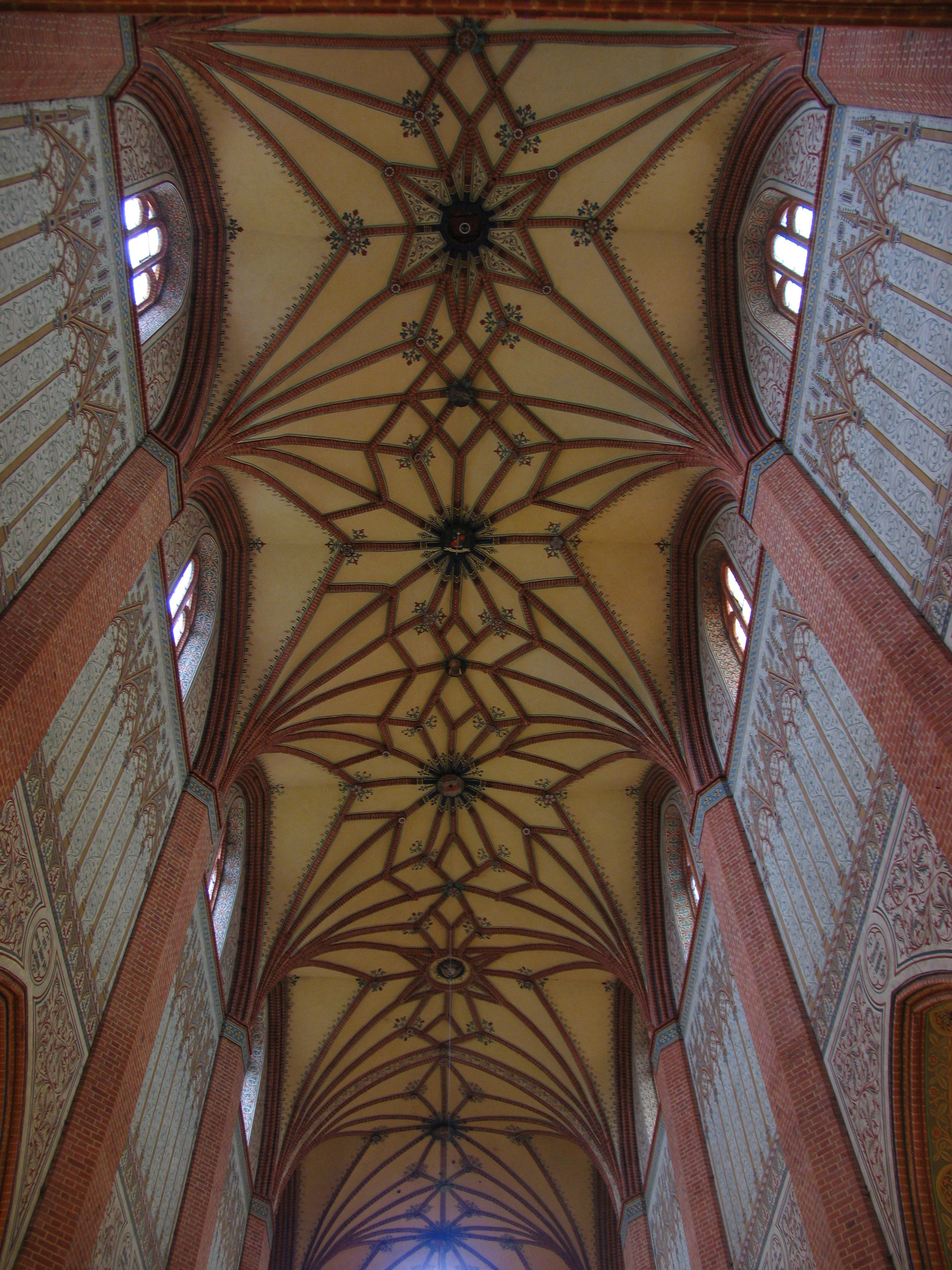
Intérieur de l'ancienne abbatiale cistercienne de Pelplin, Pologne
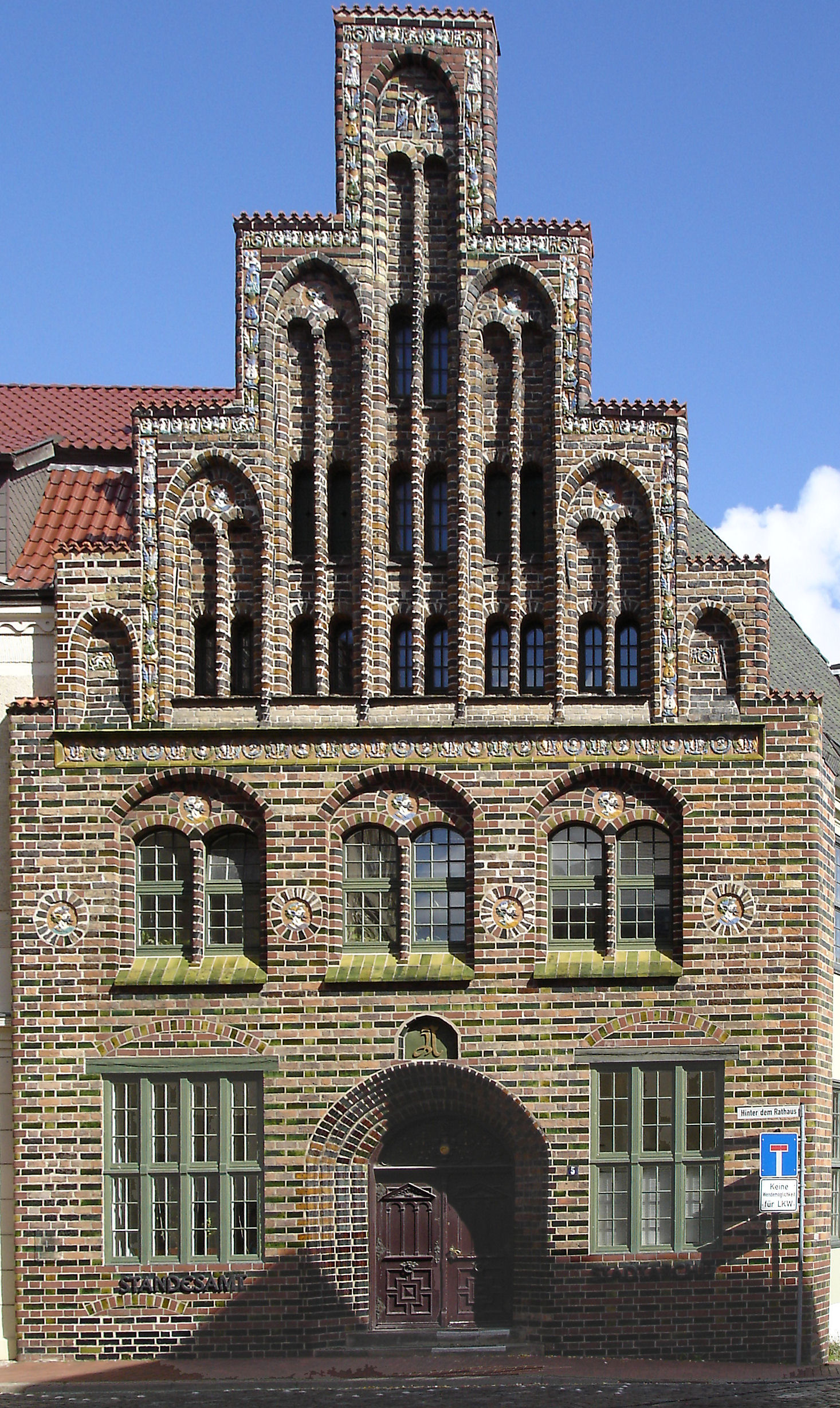
Une maison à Rostock, Allemagne, avec briques émaillées et céramique figurative
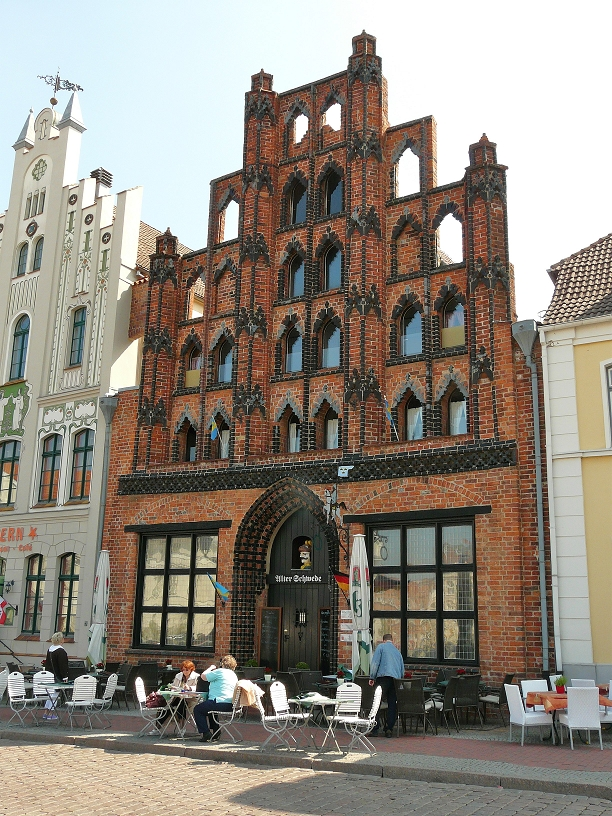
La maison Alter Schwede ("Le Vieux Suede") avec un pignon à échelons, à Wismar, Allemagne
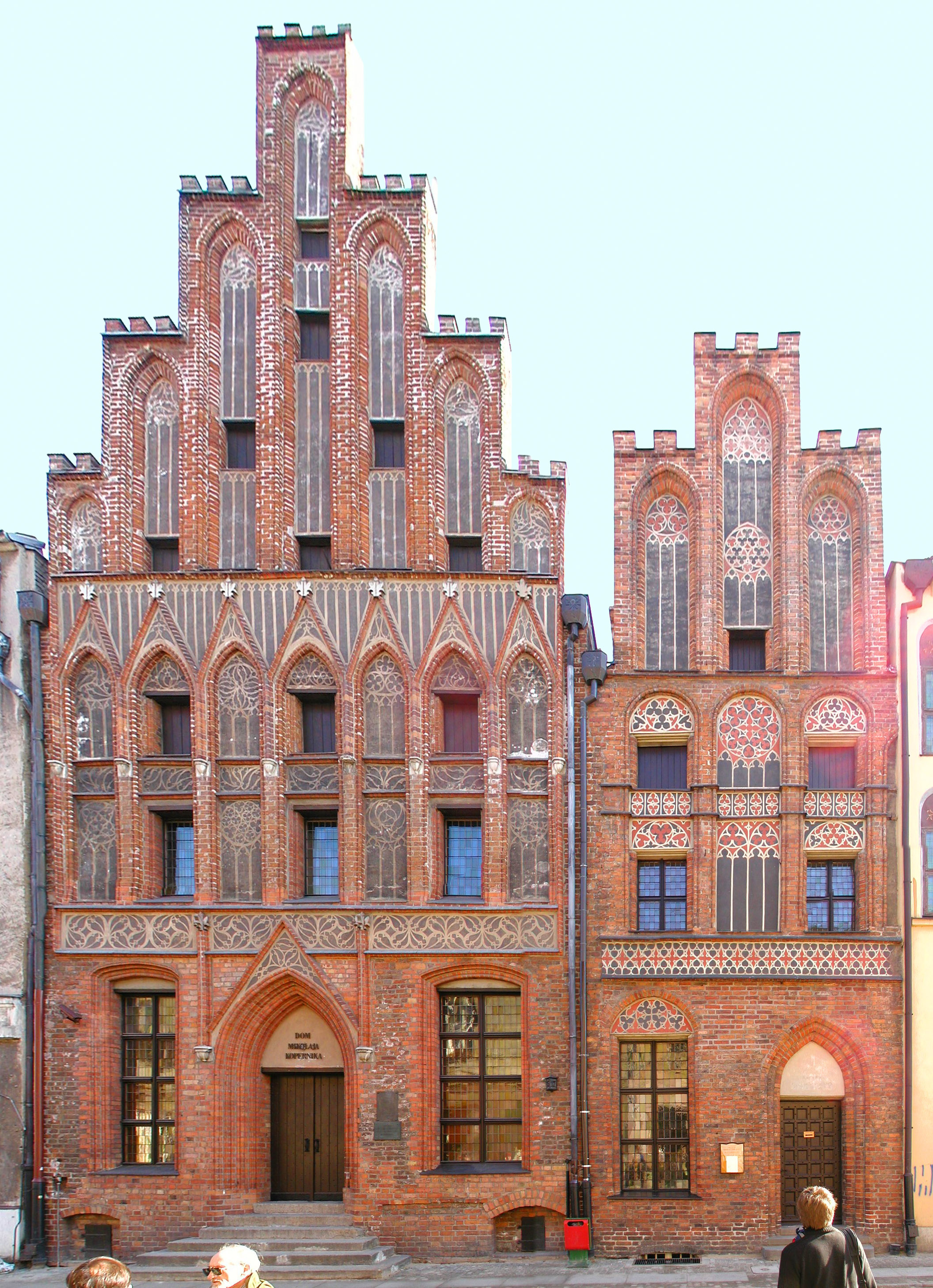
Maison de naissance de Nicolas Copernic à Toruń, avec pignon à échelons Pologne
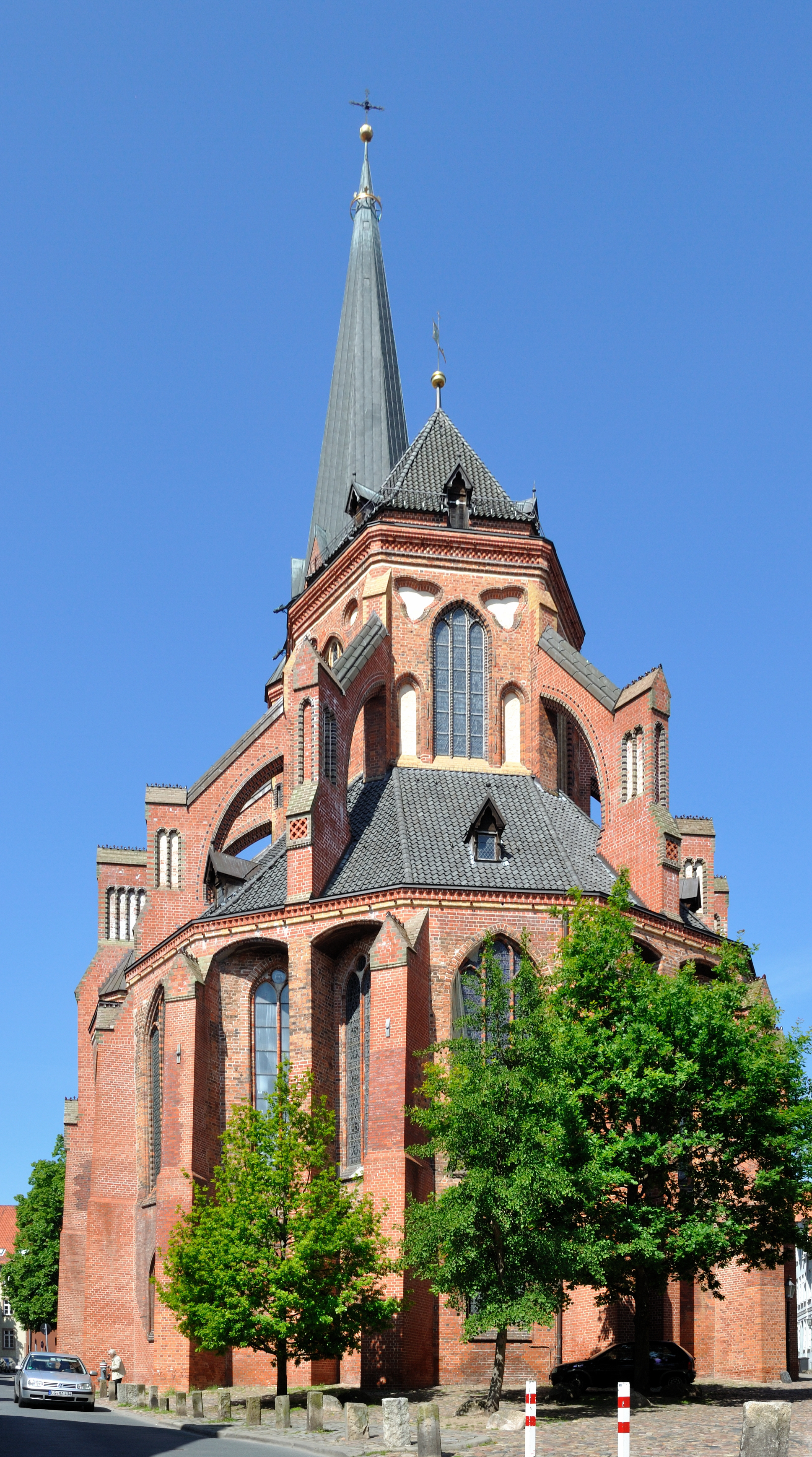
Chevet de l'église Saint-Nicolas de Lunebourg, Allemagne
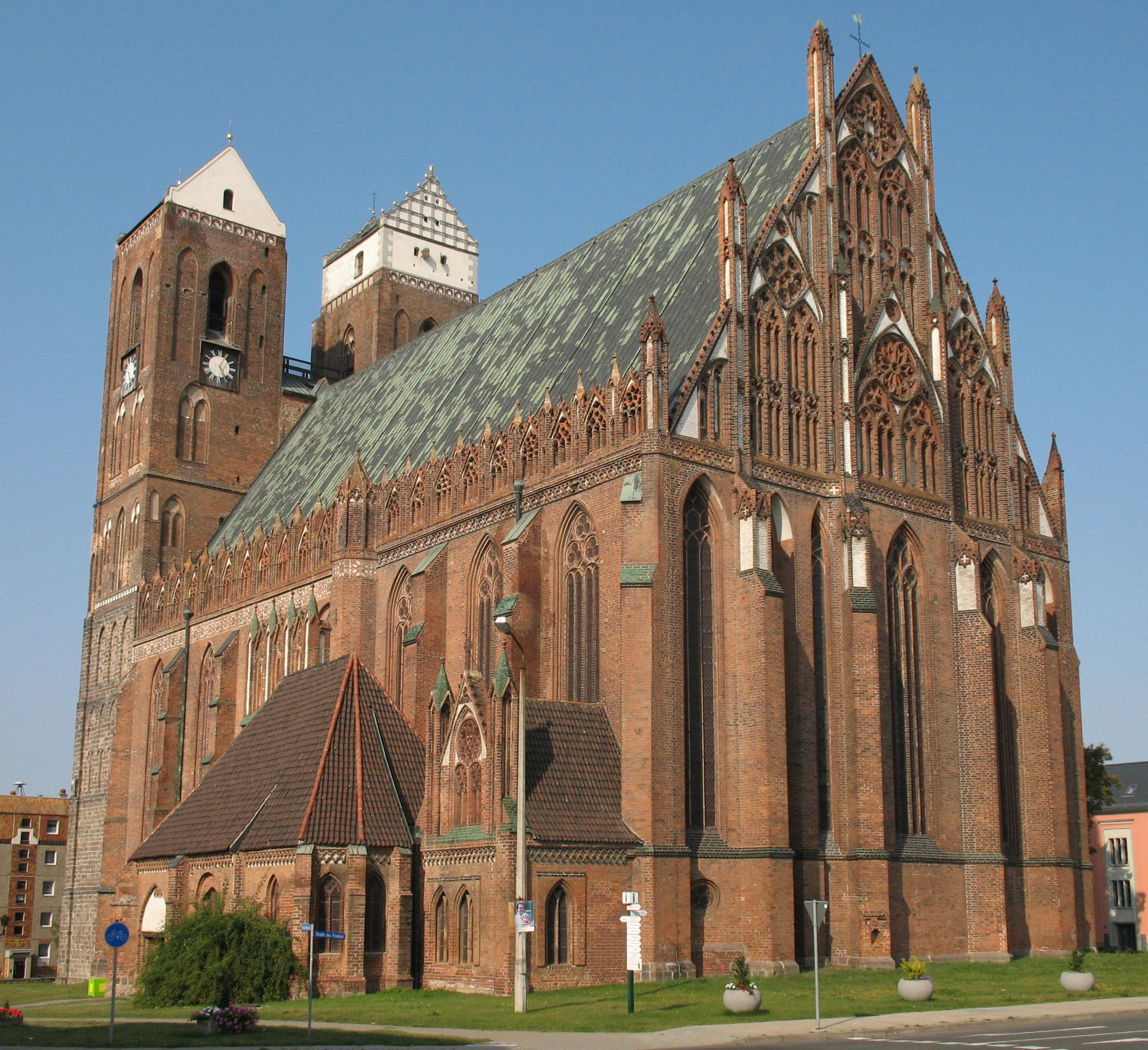
Eglise Sainte-Marie de Prenzlau, Allemagne
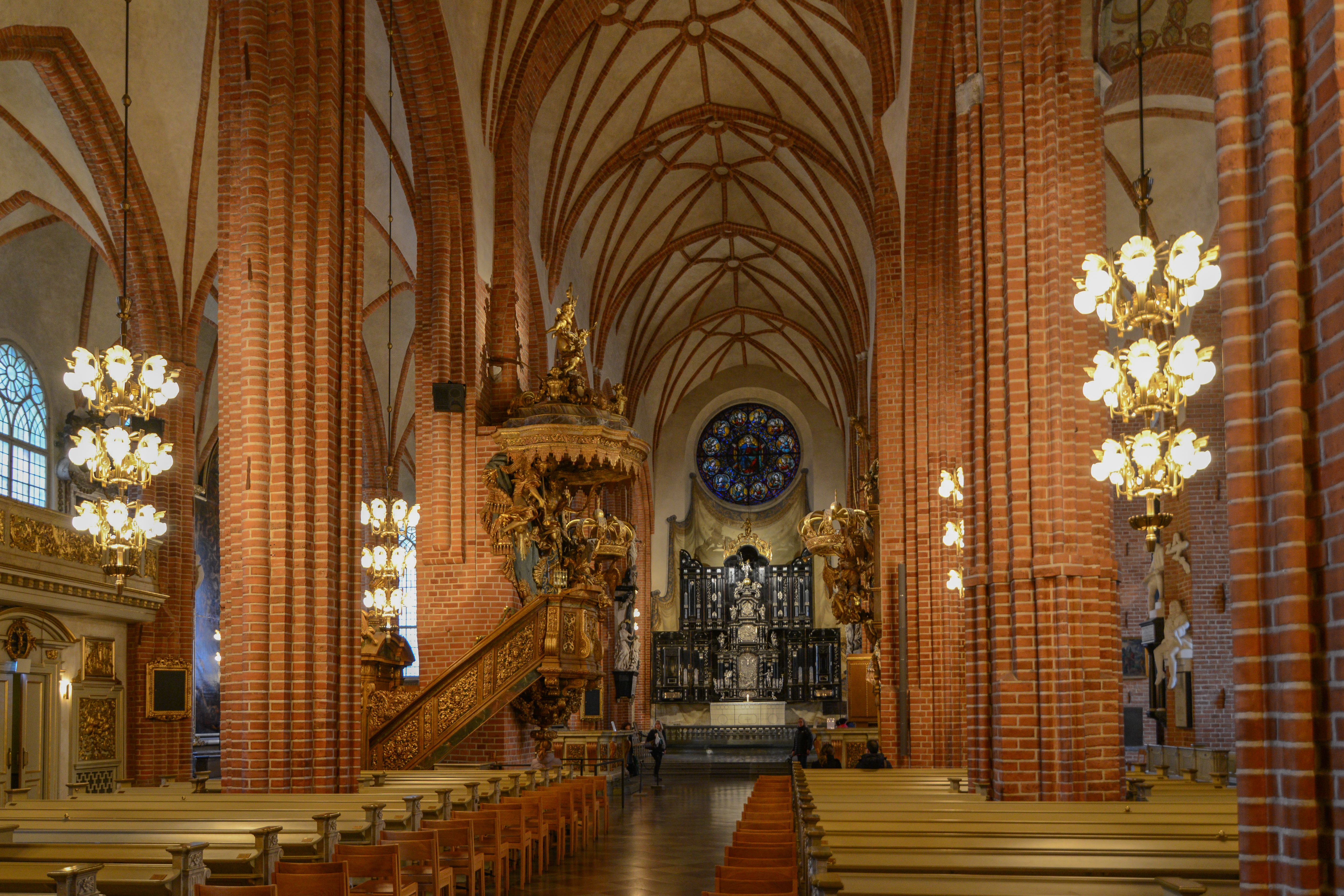
Intérieur de la Storkyrkan de Stockholm, Suède
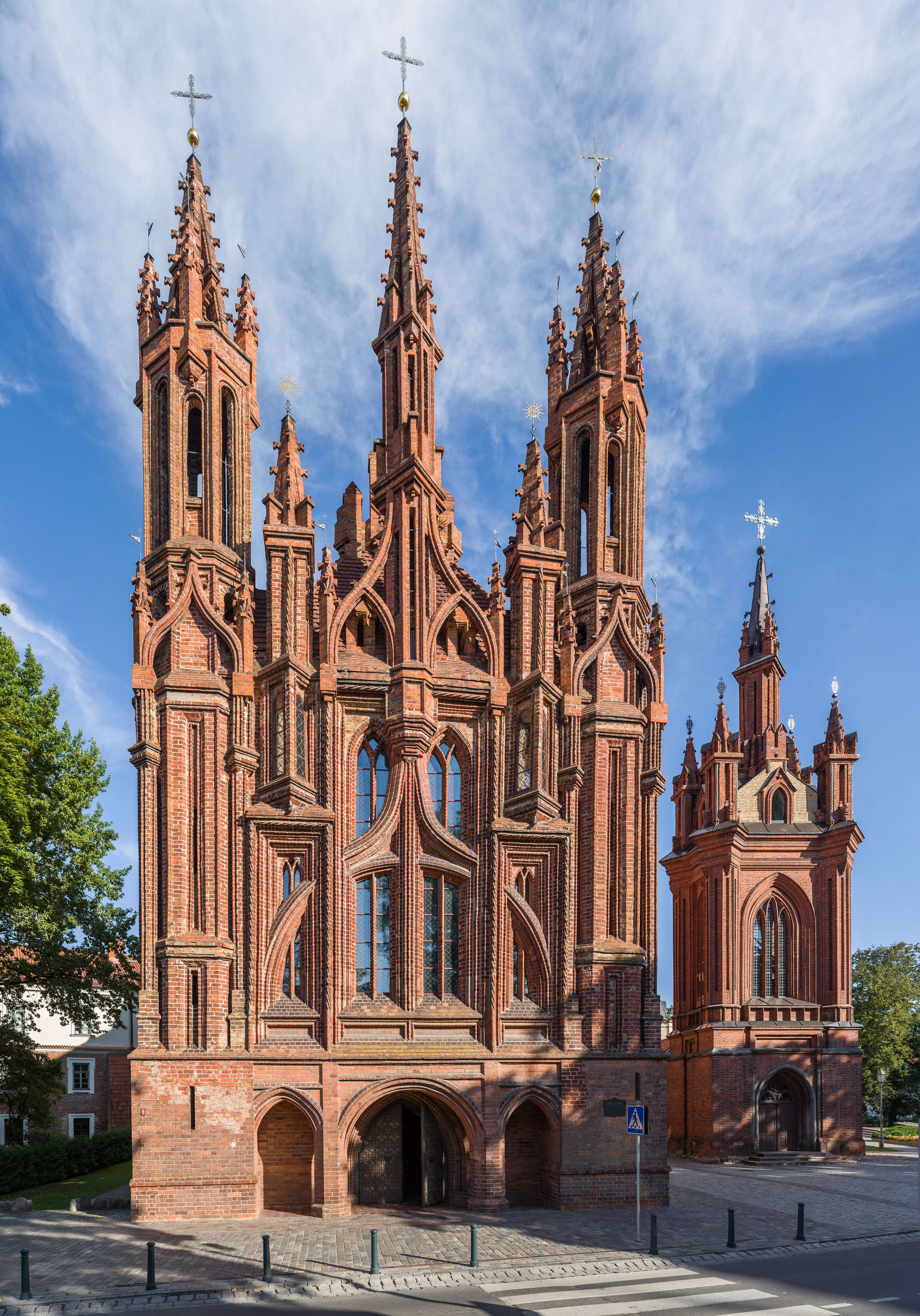
L'église Sainte-Anne de Vilnius, Lituanie
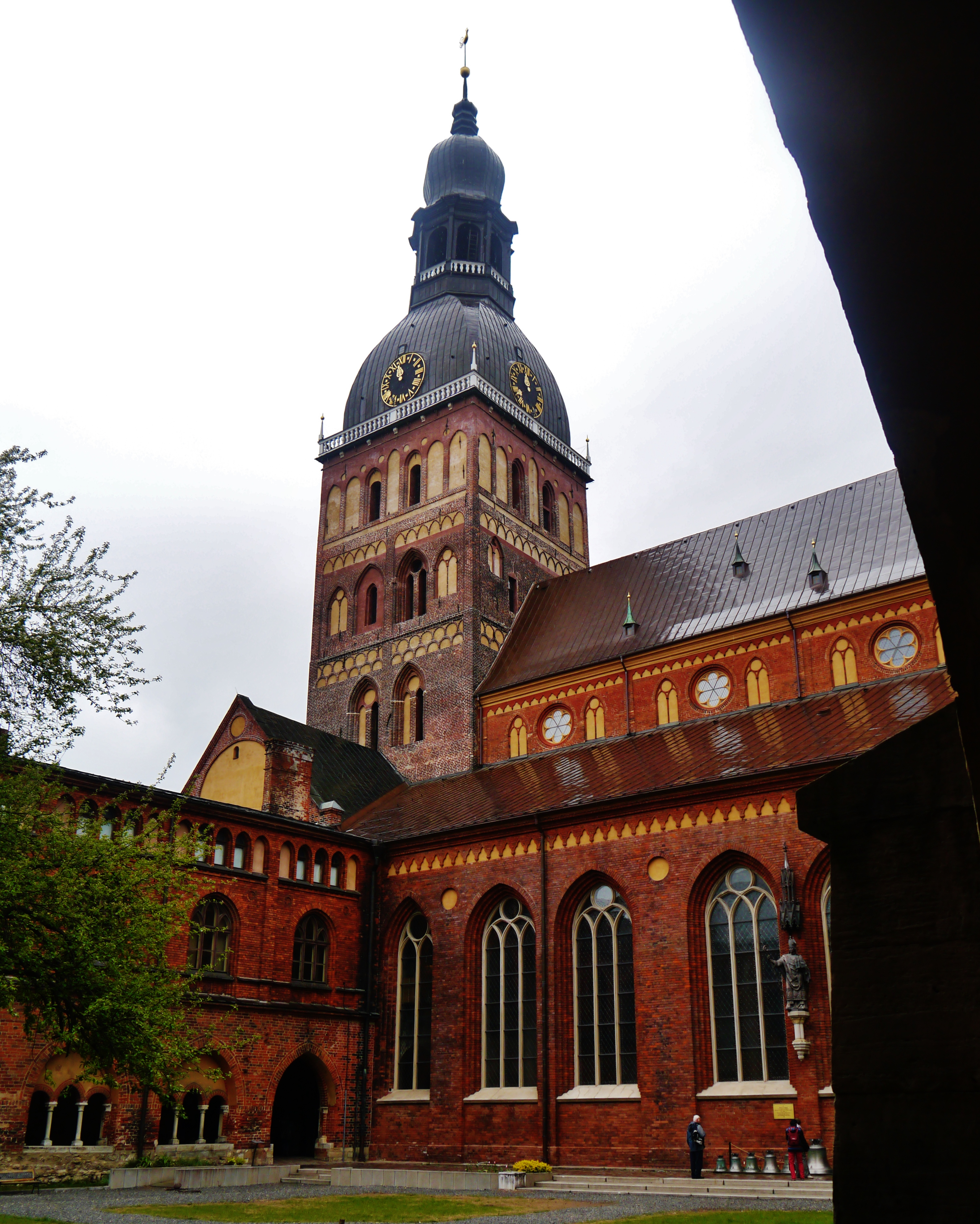
Cathédrale protestante de Riga, Lettonie
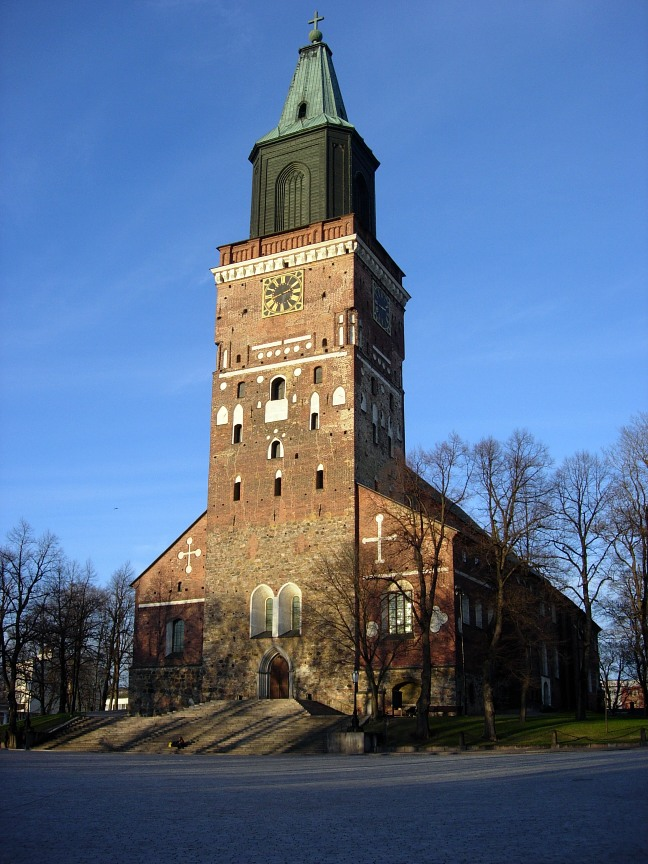
Cathédrale de Turku en Finlande
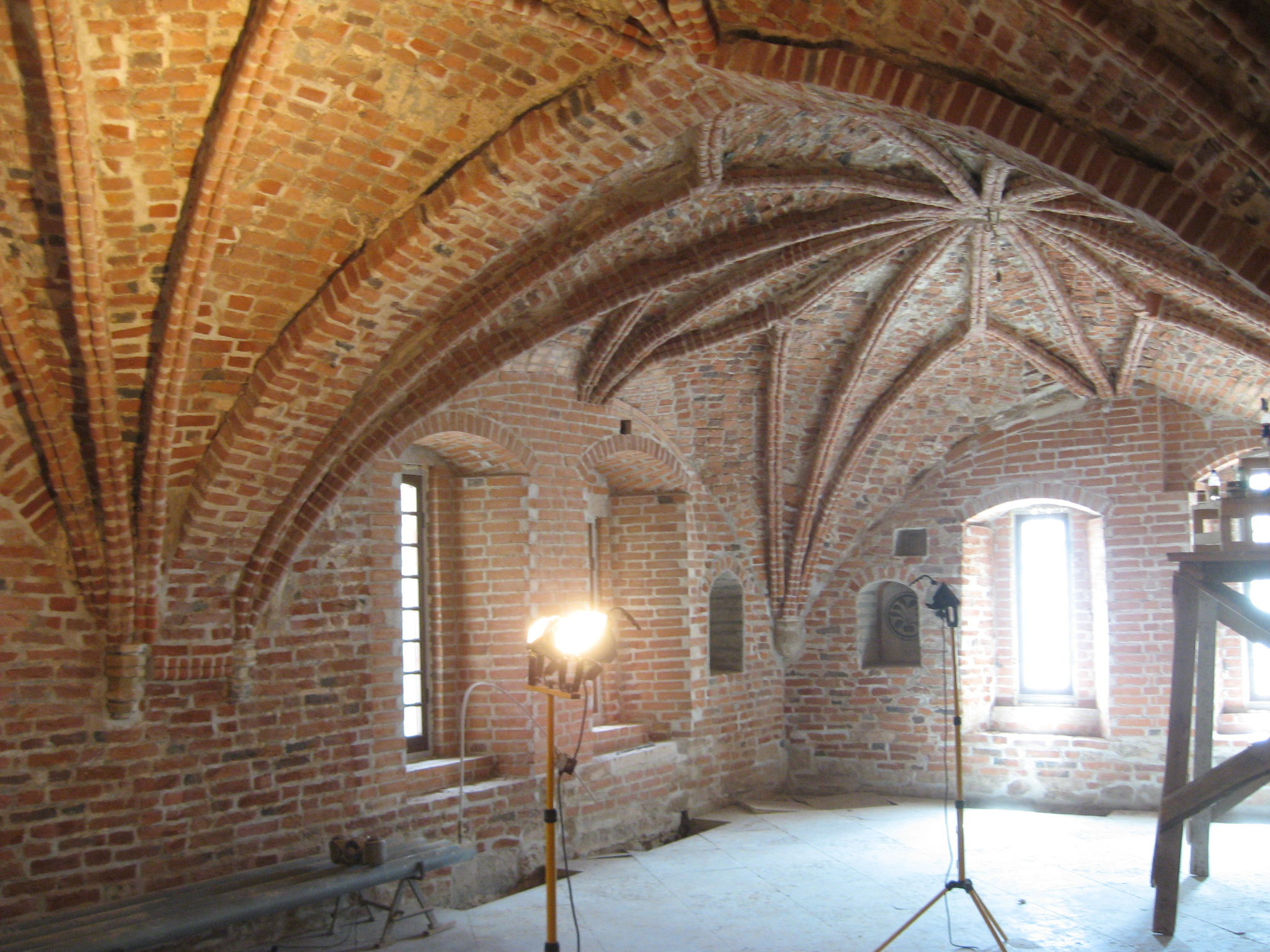
Salle de la chambre épiscopale du kremlin de Novgorod, Russie
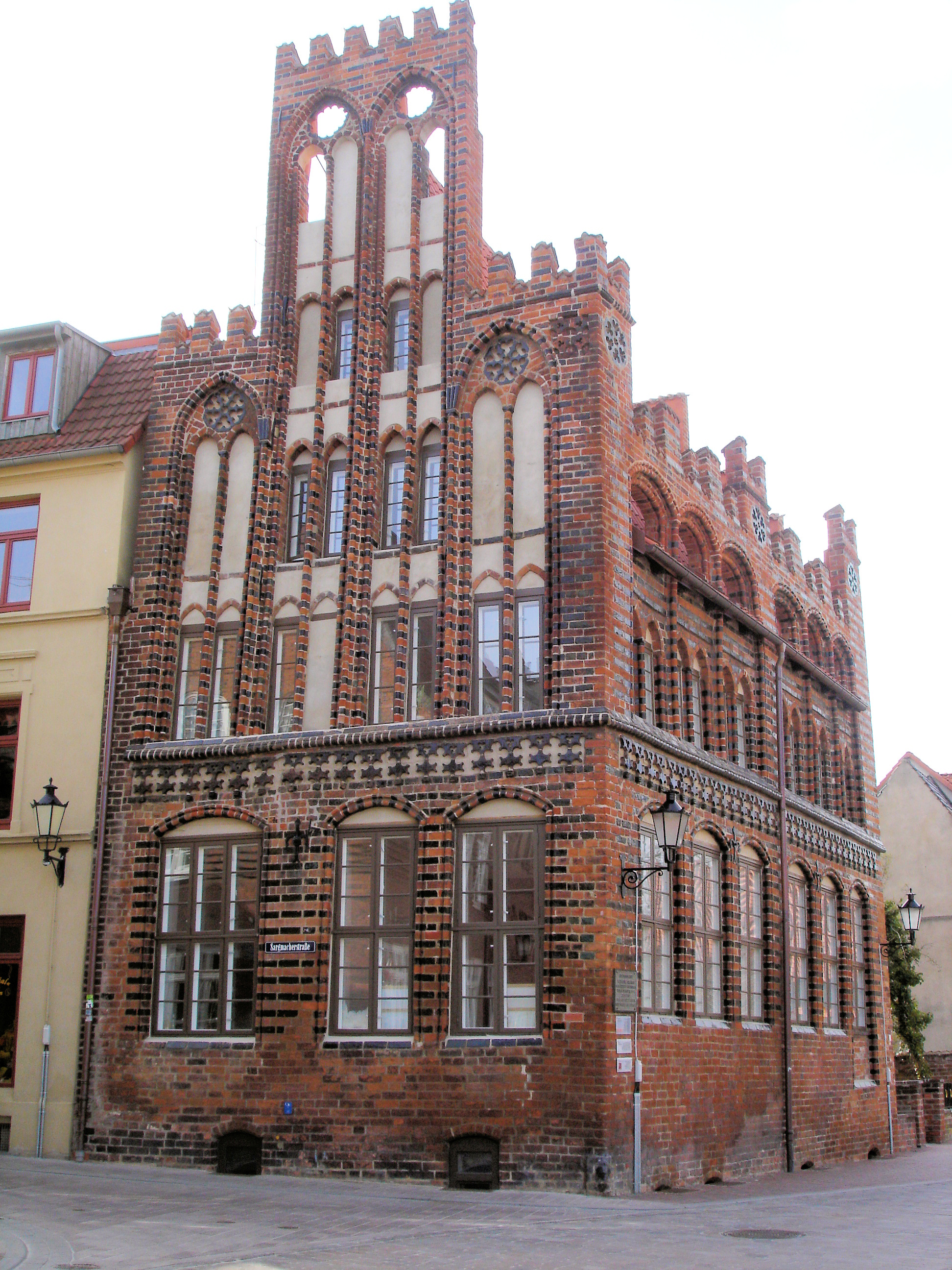
Archidiaconat de Wismar, Allemagne
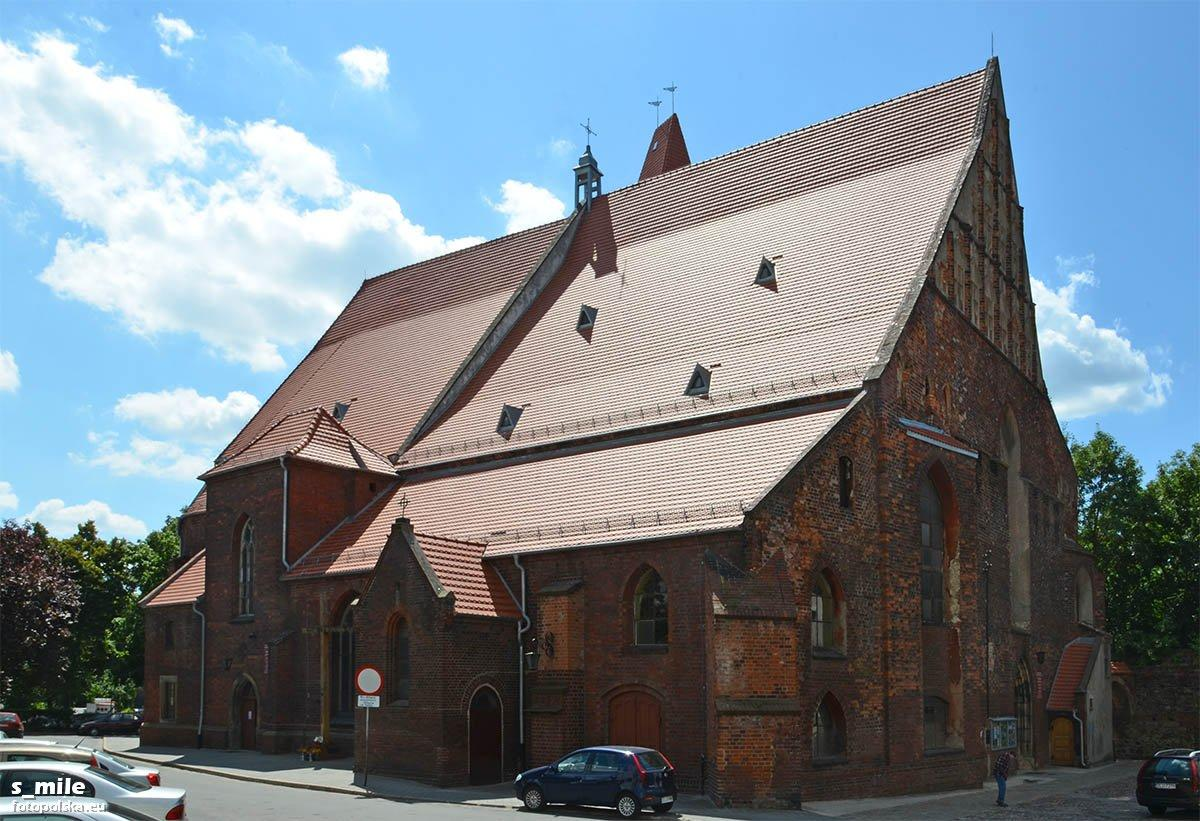
Église Notre-Dame-de-Częstochowa, Lubin, Pologne

Exemples d'églises de villages
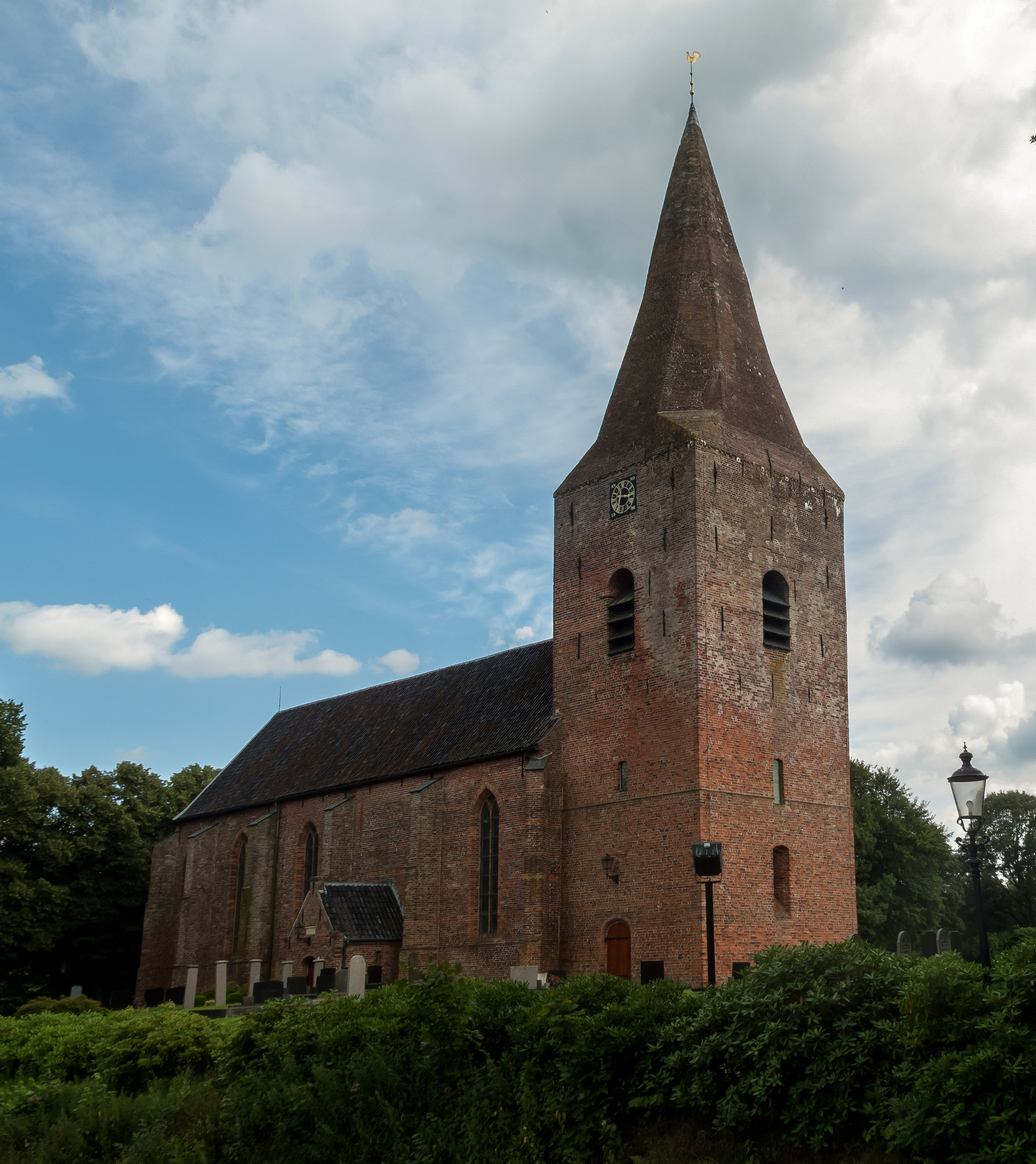
St-Nicholas (nl) d'Onstwedde, cme. de Stadskanaal, prov. de Groningue, Pays-Bas
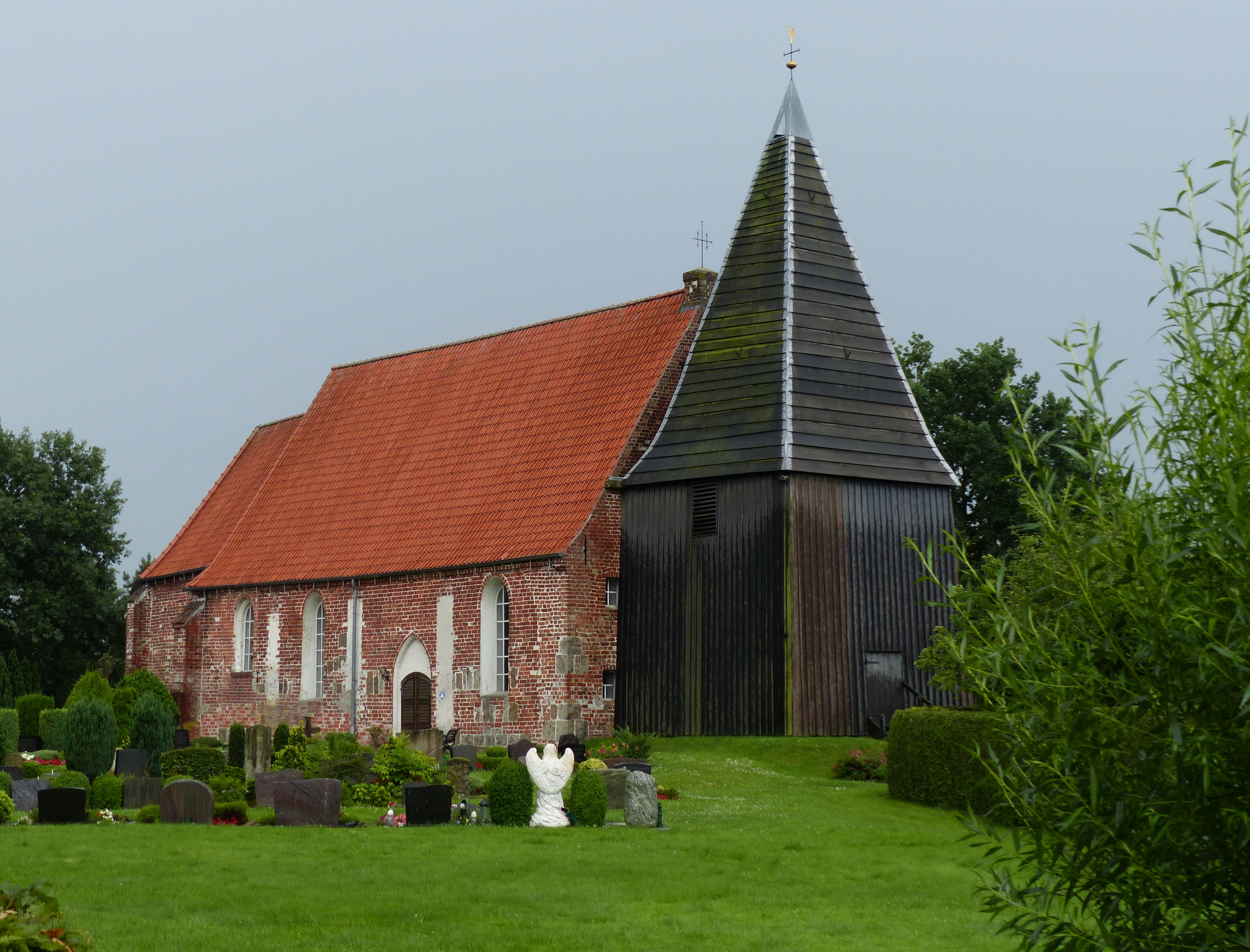
St-Gall d'Altenesch, cme. de Lemwerder, arr. de Wesermarsch, Basse-Saxe, Allemagne
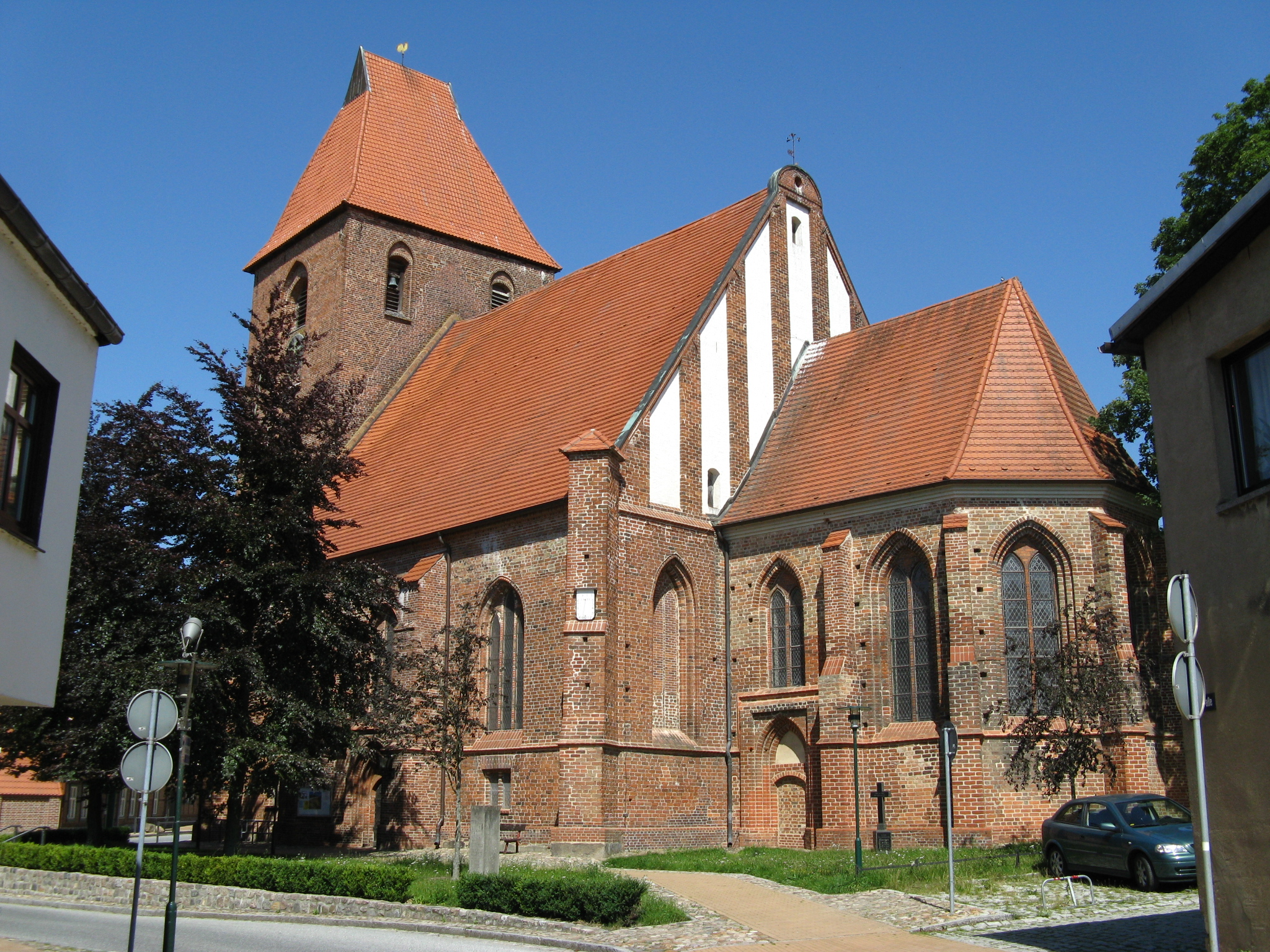
Crivitz (arr. de Ludwigslust-Parchim, Mecklembourg-Poméranie-Occidentale, Allemagne)
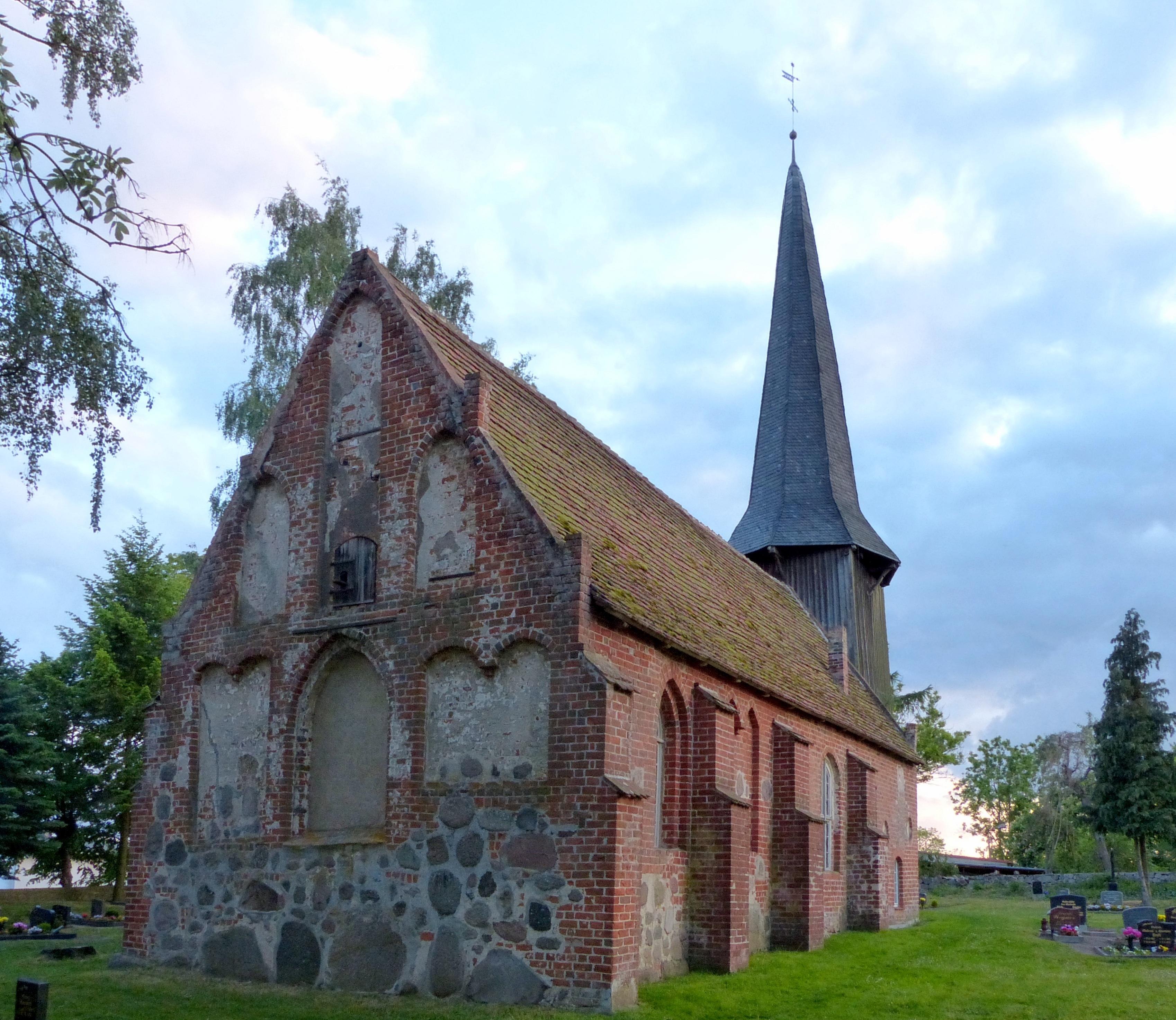
Welzin, cme. de Burow, arr. du Plateau des lacs mecklembourgeois, Allemagne
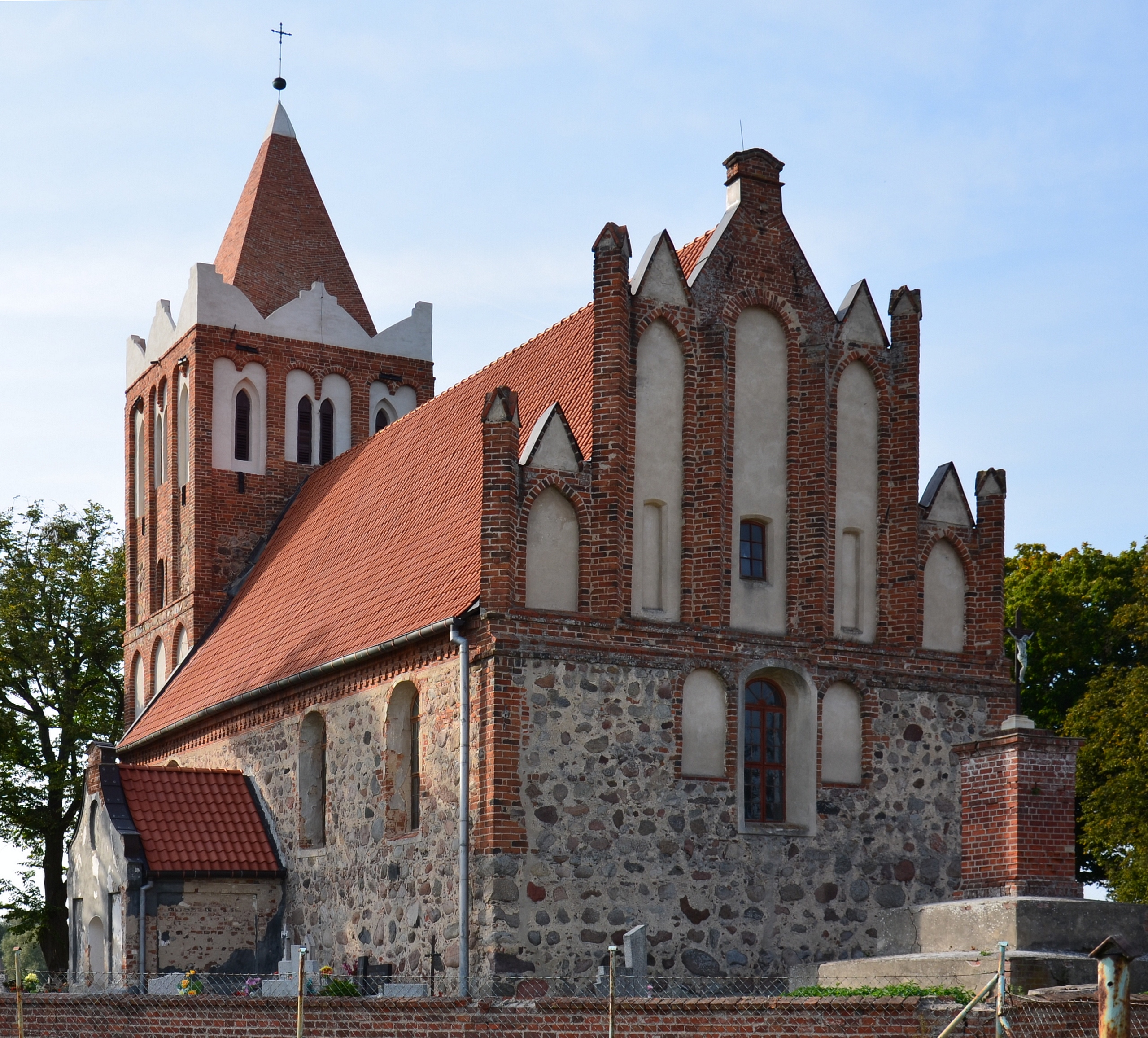
Dębowa Łąka, pow. de Wąbrzeźno, pays de Chełmno, Pologne – style relevant de la brique mais avec beaucoup de pierre
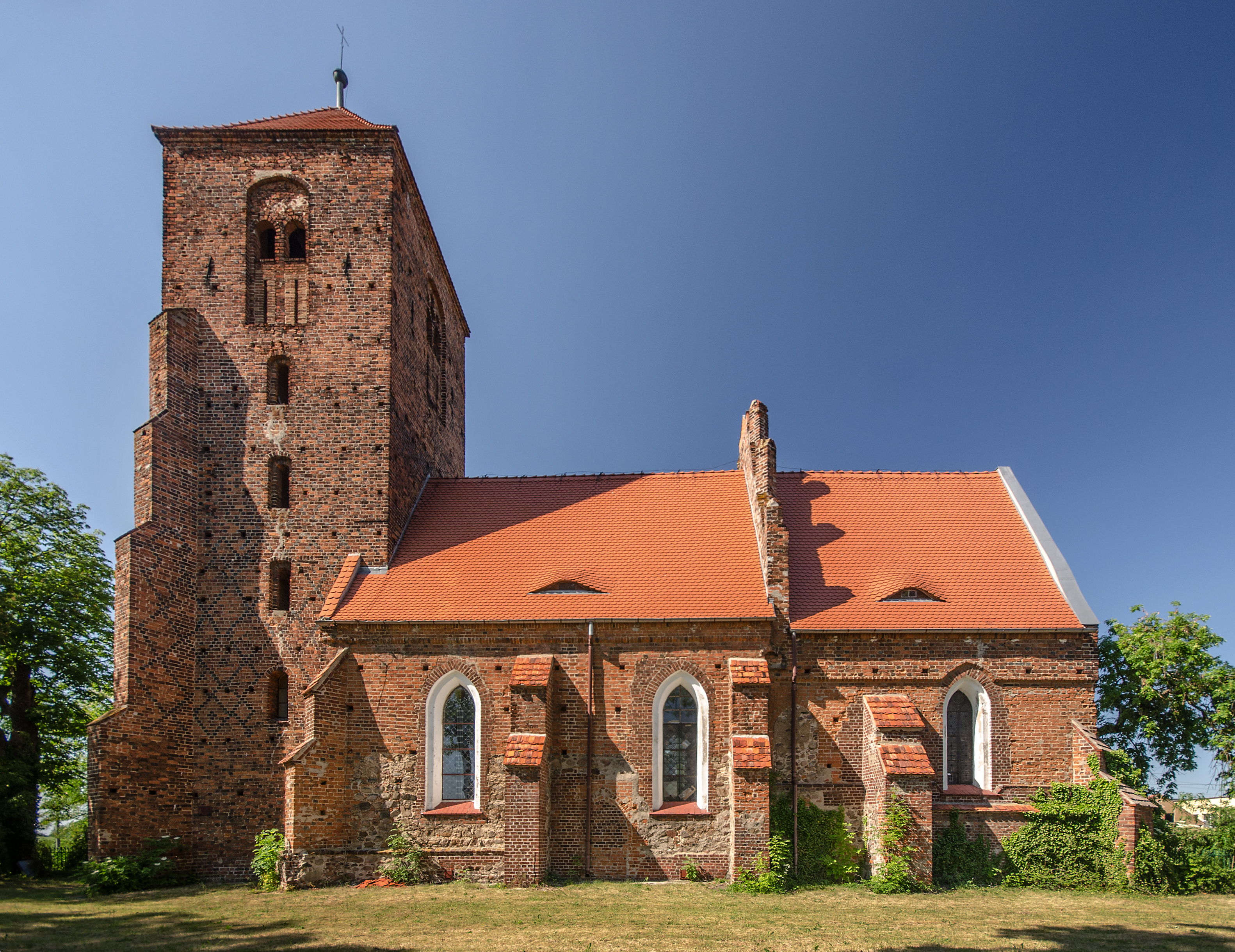
Église St-Martin (pl) à Glinka, Basse-Silésie, Pologne
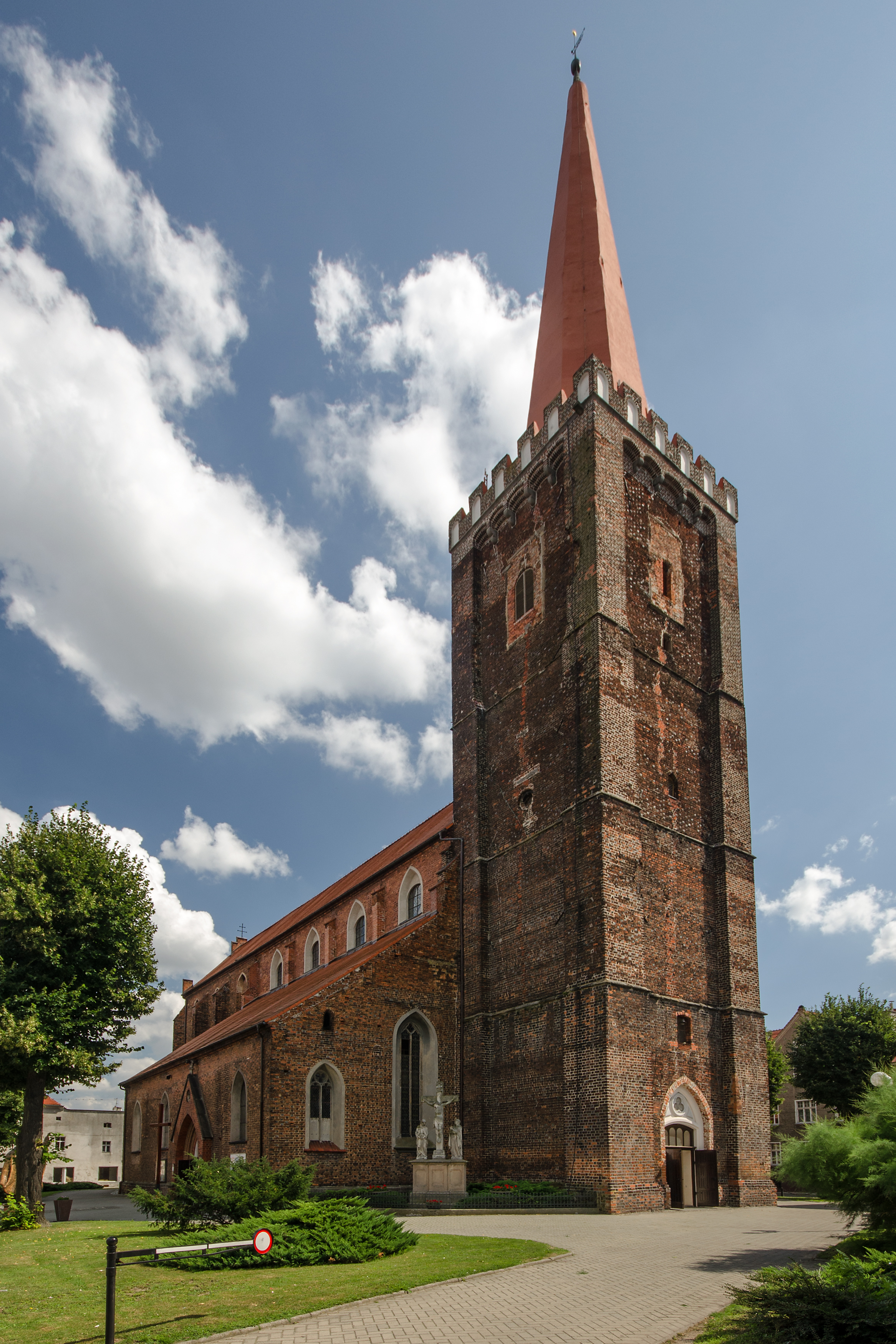
Église Saint-Michel (pl) à Grodków, voïv. d'Opole, Silésie, Pologne

### Flandre et Pays-Bas
Le gothique de brique s'est répandu à partir du XIIIe siècle dans toute la région des Pays-Bas, jusqu'au comté de Flandre. En Flandre on le rencontre notamment à Bruges et dans les contrées côtières septentrionales, y compris dans la partie nord de l'actuelle Flandre française. Le gothique en brique en Flandre et aux Pays-Bas est directement en lien avec le gothique de brique d'Allemagne du Nord, du fait des liens commerciaux et culturels très étroits qu'entretenaient les villes flamandes avec les villes de la Hanse, bien que le style s'y est quelque peu différencié. Si le comté de Flandre faisait partie à cette époque du royaume de France (bien qu'il fût souvent indépendant dans les faits), la majeure partie du reste de la région des Pays-Bas à l'est de l'Escaut faisait partie du Saint-Empire romain germanique, politiquement et culturellement. De nombreuses villes étaient par ailleurs membres de la Ligue hanséatique. Le gothique de brique y côtoie deux autres styles gothiques régionaux bien distincts et essentiellement en pierre, le gothique scaldien puis le gothique brabançon, et certains bâtiments mélangent les trois styles, que ce soit de manière juxtaposée ou plus intégrée.

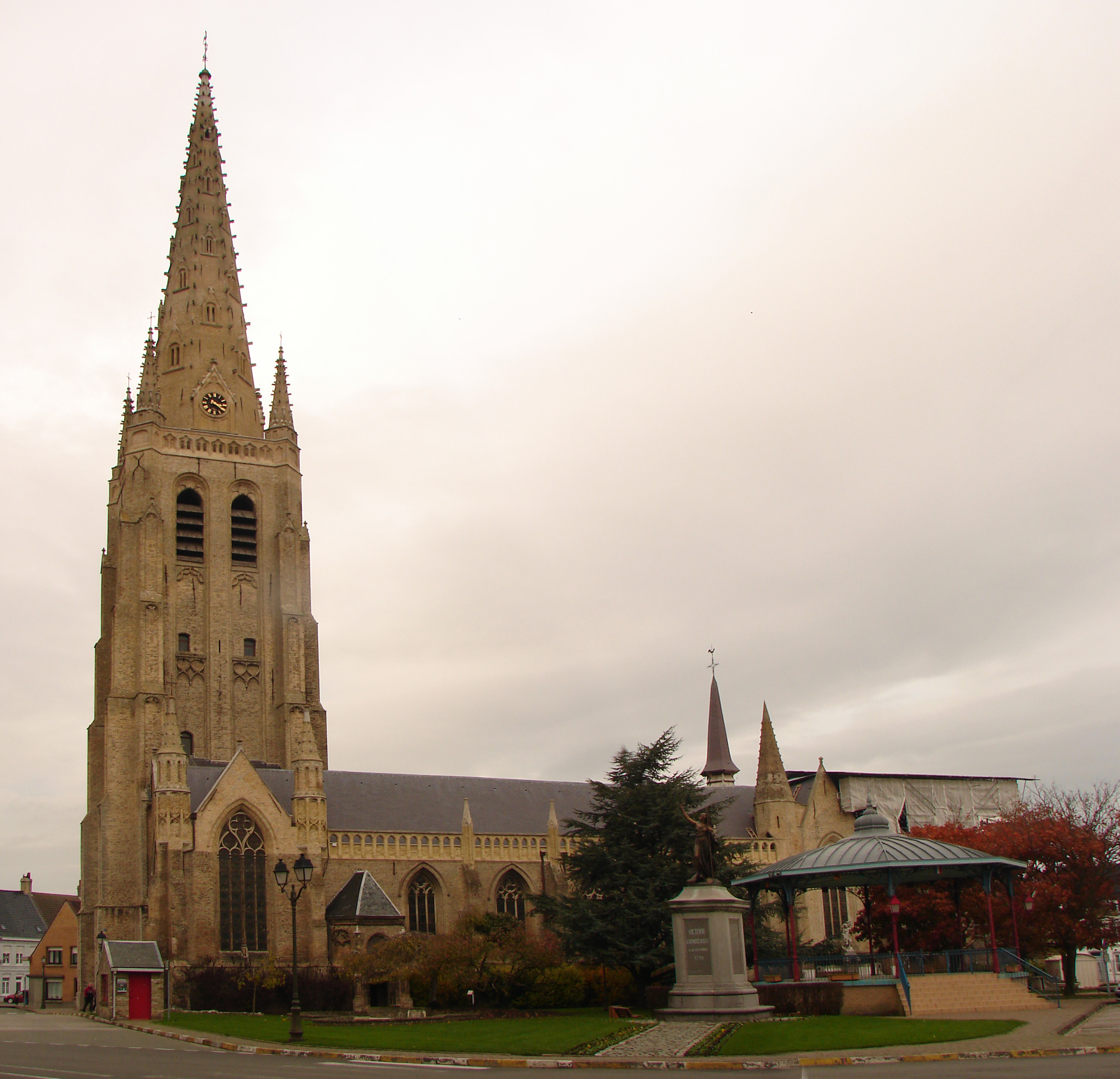
Église Saint-Vaast de Hondschoote, France : style gothique flamand maritime en brique jaune
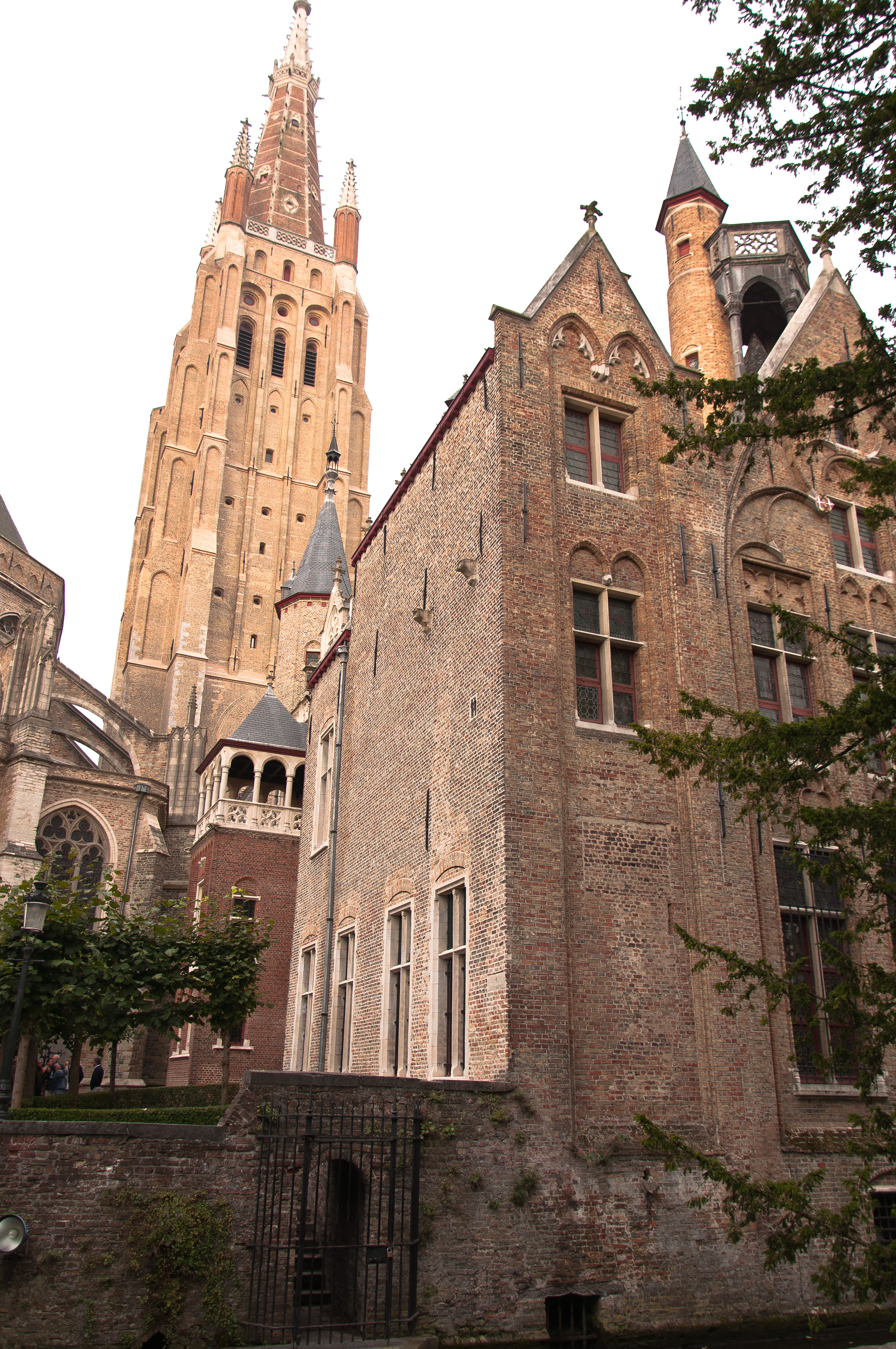
Style flamand en brique à Bruges, Belgique, avec la haute tour de l'église Notre-Dame
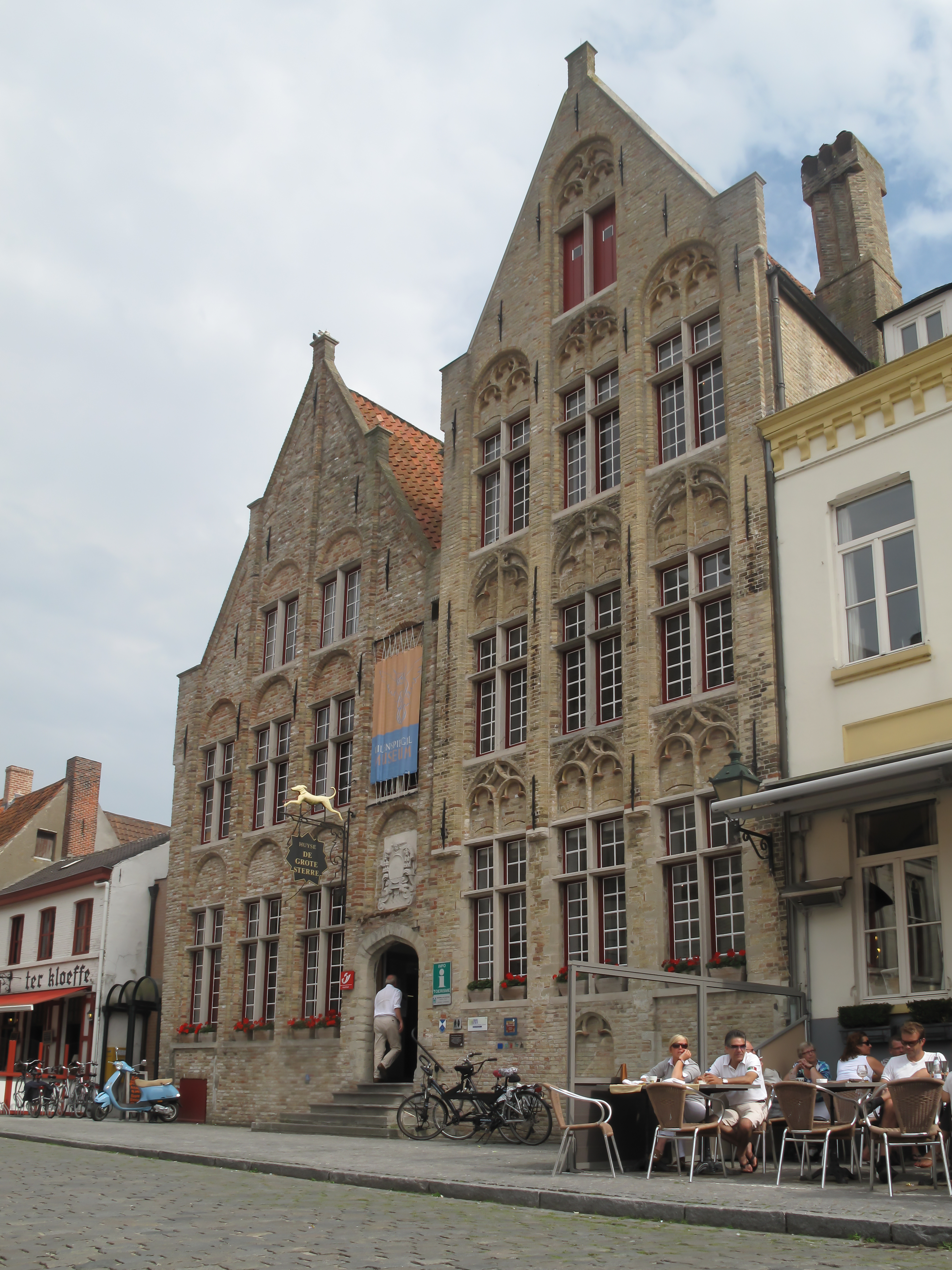
Demeure flamande en brique claire (les meneaux sont en pierre), à Damme, Belgique
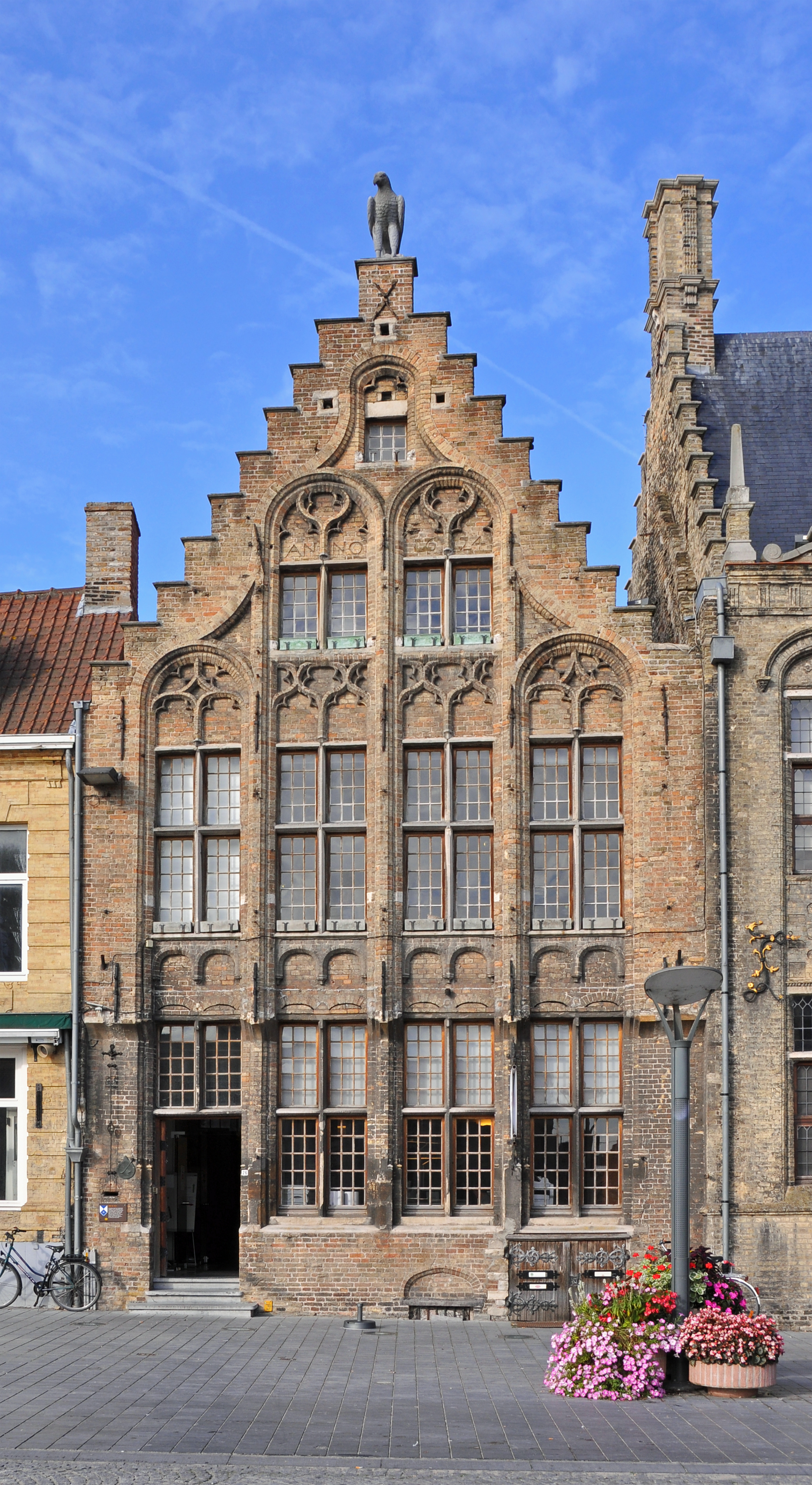
Une maison gothique tardive de style flamand à Furnes, Belgique

### Allemagne du sud
Il y a une région disjointe du gothique de brique en Allemagne du Sud, principalement dans le sud de la Bavière dans la région du Danube. Le style dans cette région, plus tardif, présente à la fois des similitudes et des caractéristiques bien distinctes vis-à-vis du gothique de brique du Nord.

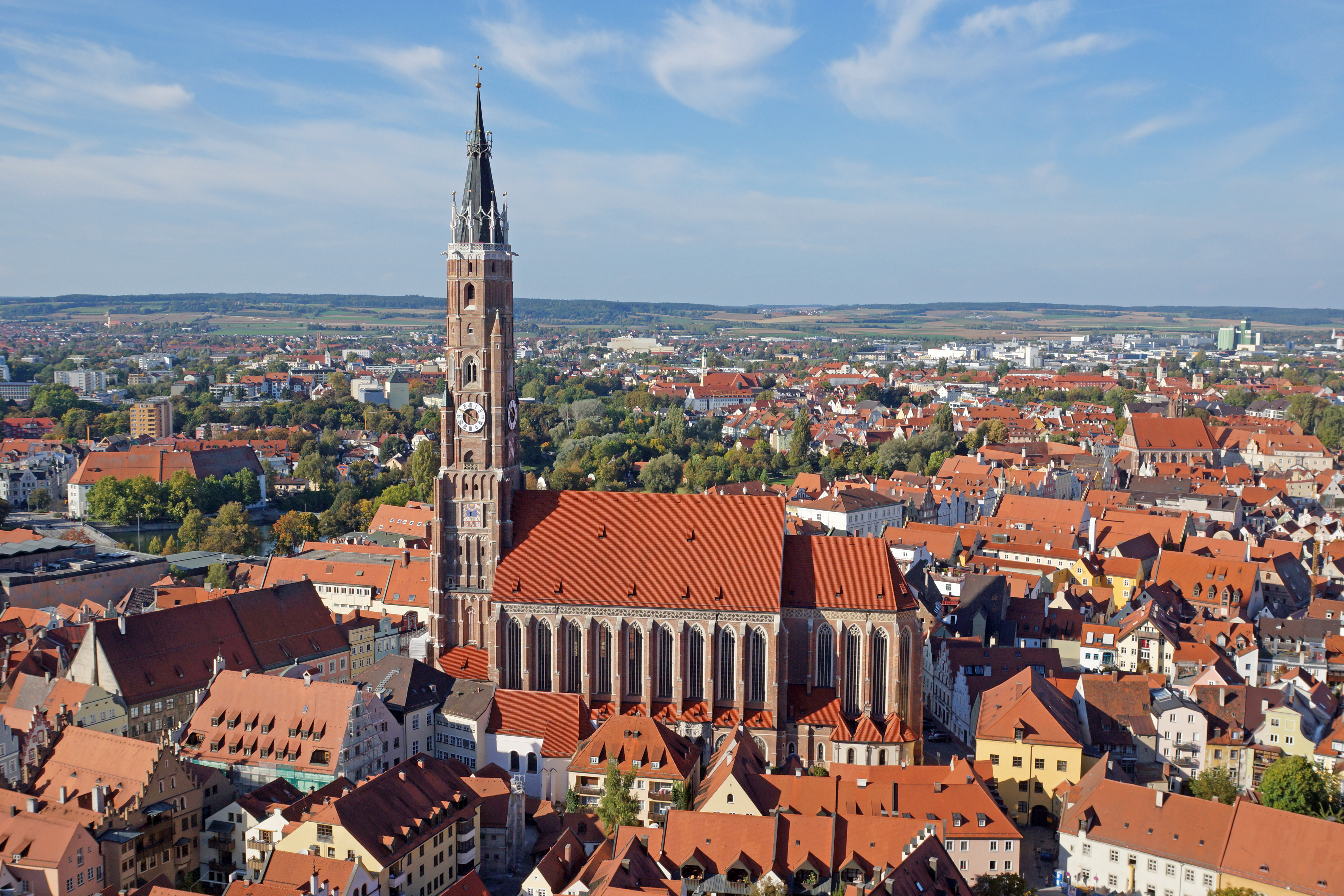
La plus haute tour en brique du monde: Église Saint-Martin de Landshut, Bavière, Allemagne
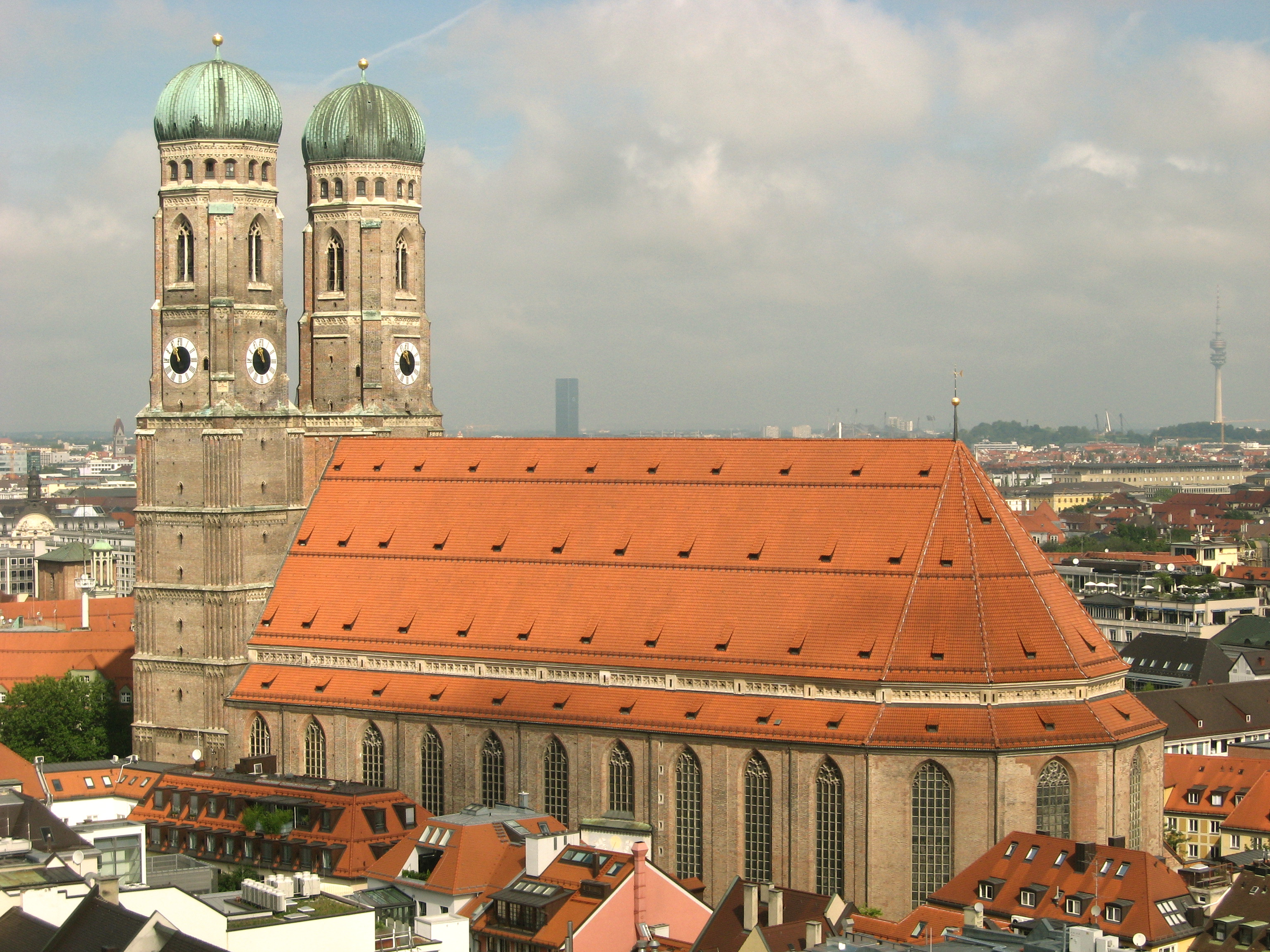
L'église Notre-Dame de Munich, Bavière, Allemagne, grande église-halle principalement en brique

### Pays d'Europe centrale
En Tchéquie il y a très peu d'édifices gothiques en brique. Deux sont connus bien que ce n'est pas pour leurs matériaux. En Hongrie la brique apparente est très rare, peut être par suite des restaurations des monuments durant la période autrichienne après l'occupation ottomane.

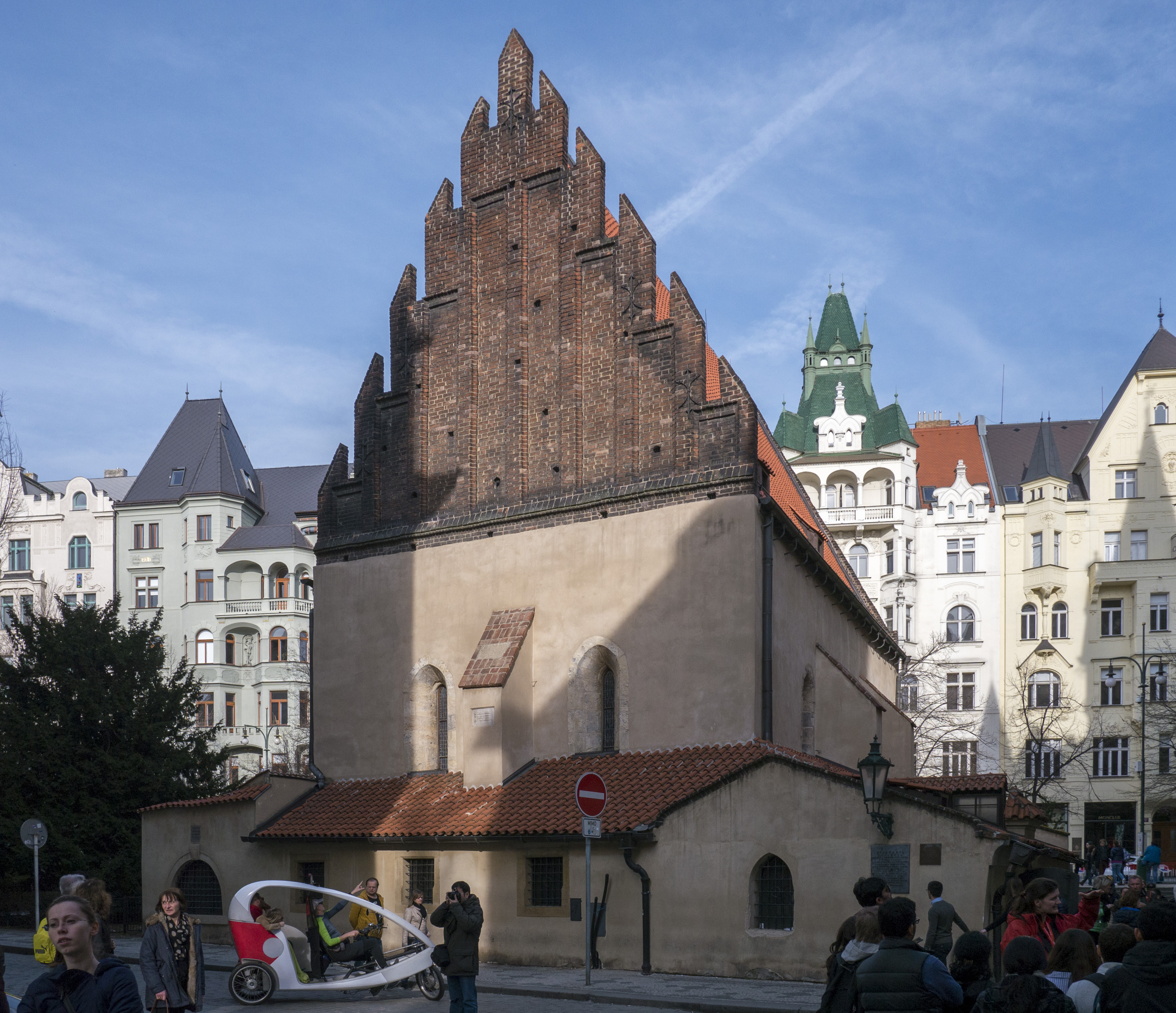
La synagogue vieille-nouvelle à Prague
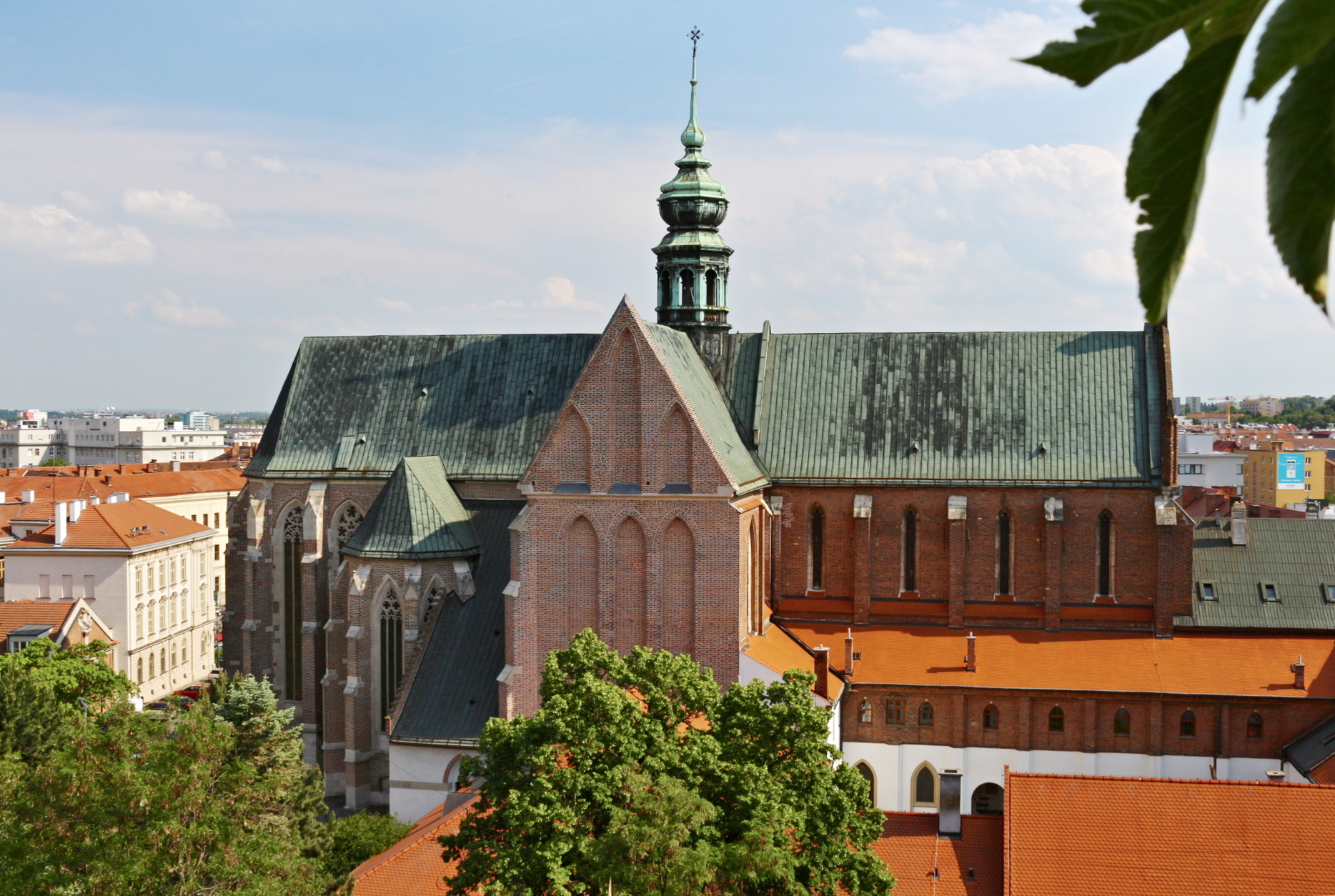
L'église du monastère de Staré Brno (en/es), fondée par la reine Élisabeth Ryksa, où travailla Gregor Mendel
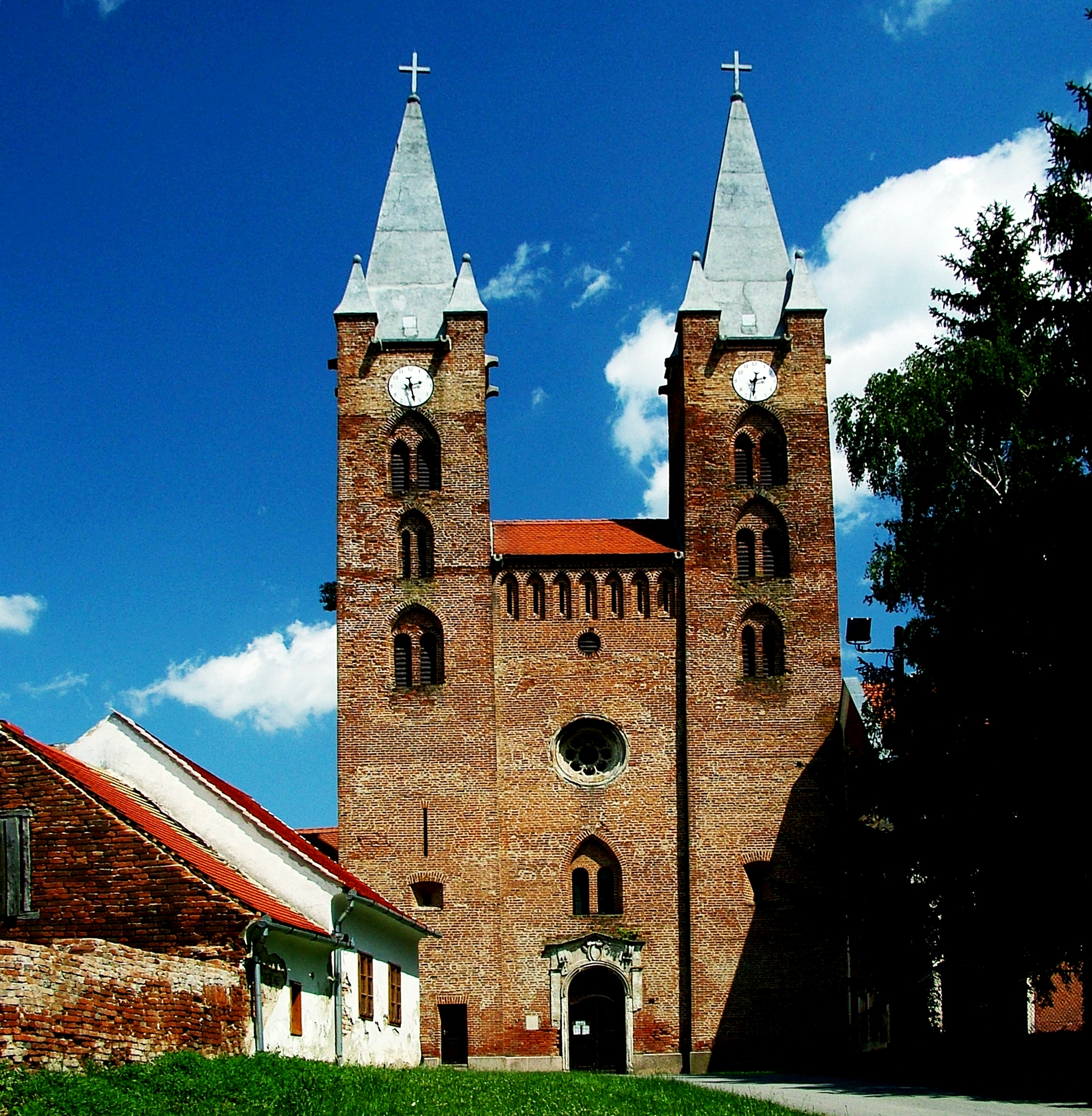
L'abbatiale des prémontrés de Türje, Hongrie

## Autres régions d'architecture gothique en brique

### Italie
En Italie il y a eu une continuité de constructions en brique depuis l'architecture paléochrétienne antique et la période byzantine (voir Ravenne) jusqu'au temps du gothique, notamment en Lombardie, Vénétie, Émilie-Romagne et Toscane où beaucoup d’édifices gothiques sont construits en brique, bien qu'elle n'y soit pas toujours apparente car elle est parfois cachée par des enduits ou des placages de marbre.

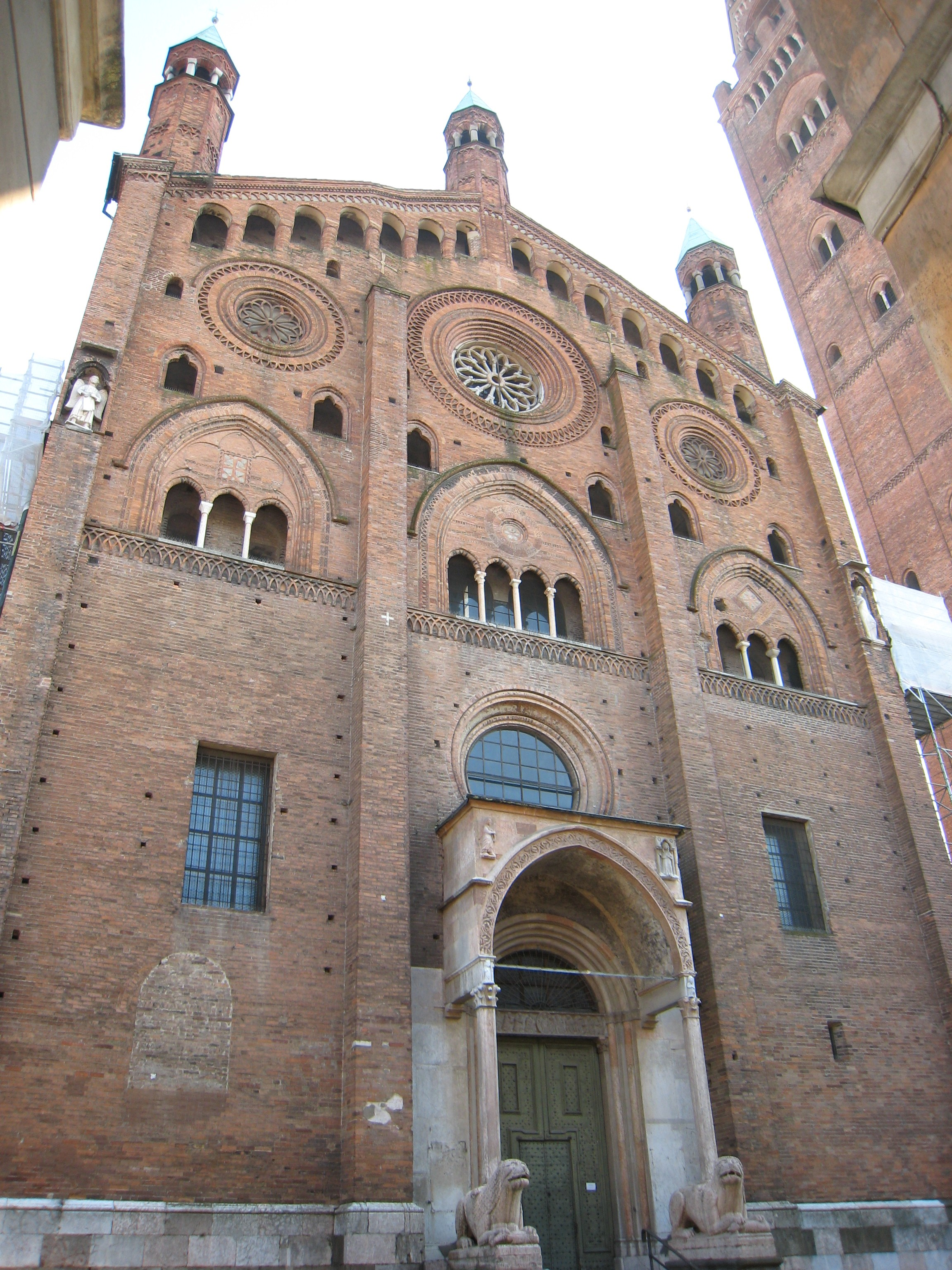
Façade du transept de la cathédrale de Crémone
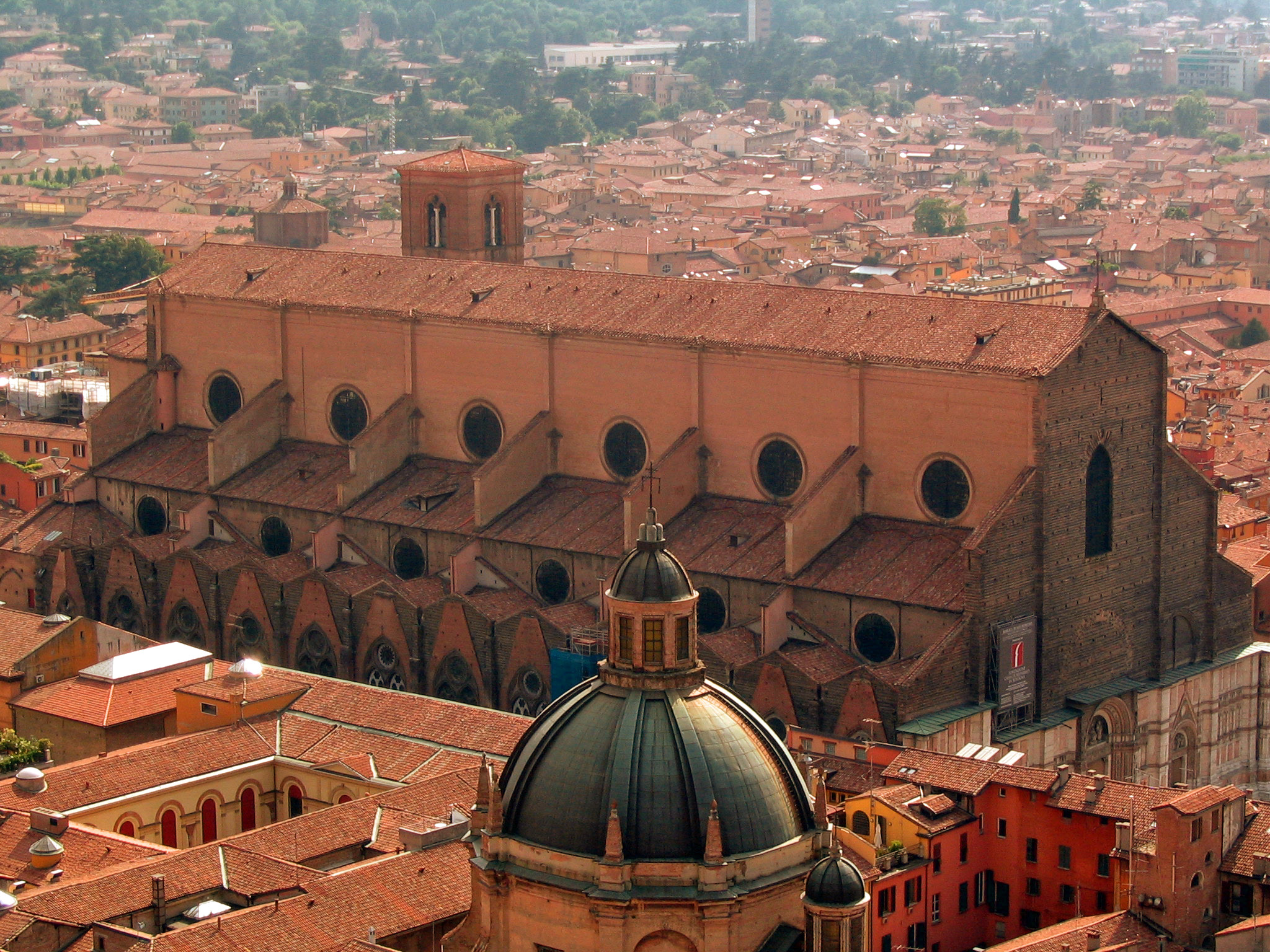
Basilique San Petronio de Bologne, la plus grande église gothique en brique du monde
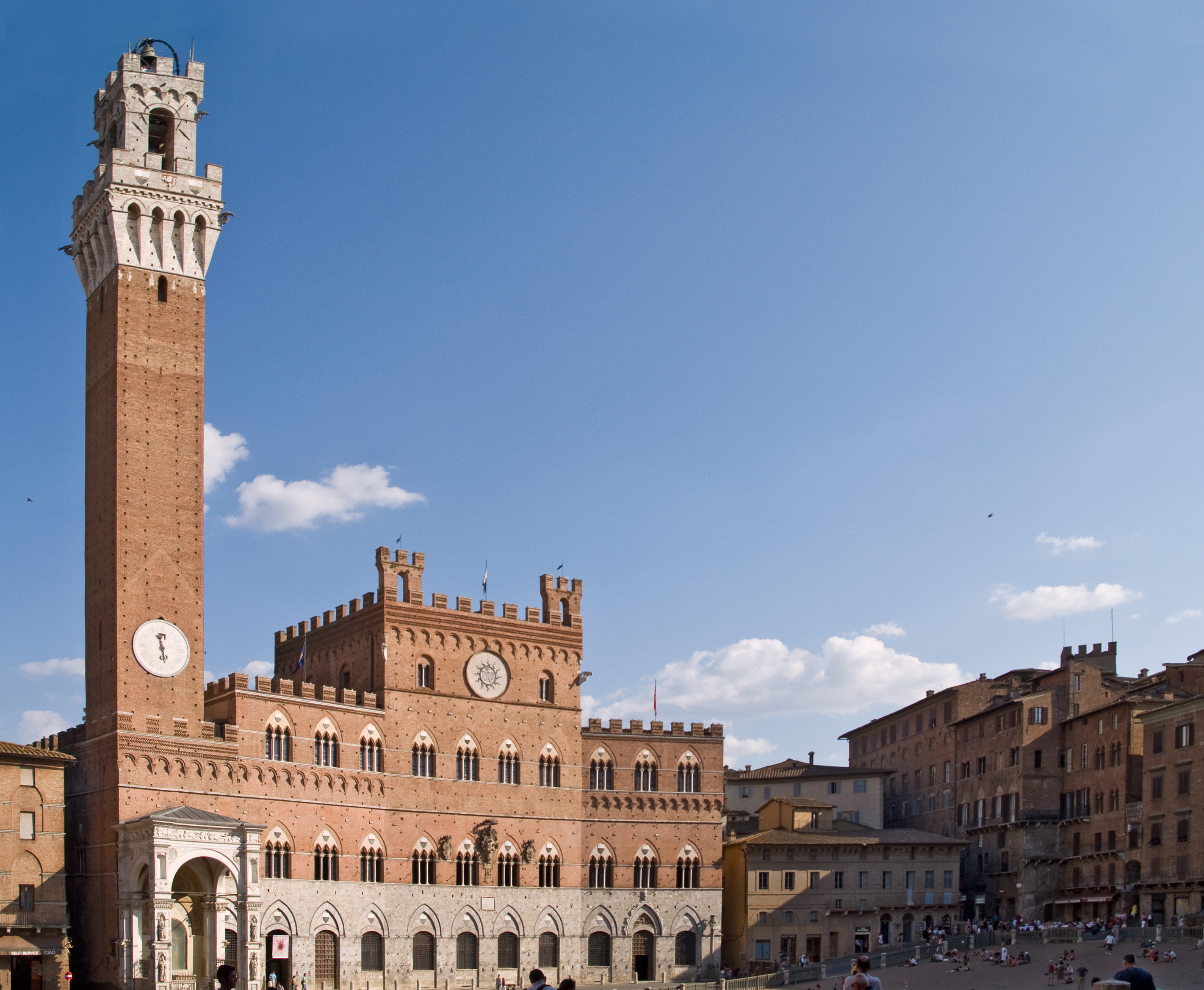
Palazzo Pubblico (hôtel de ville) de Sienne
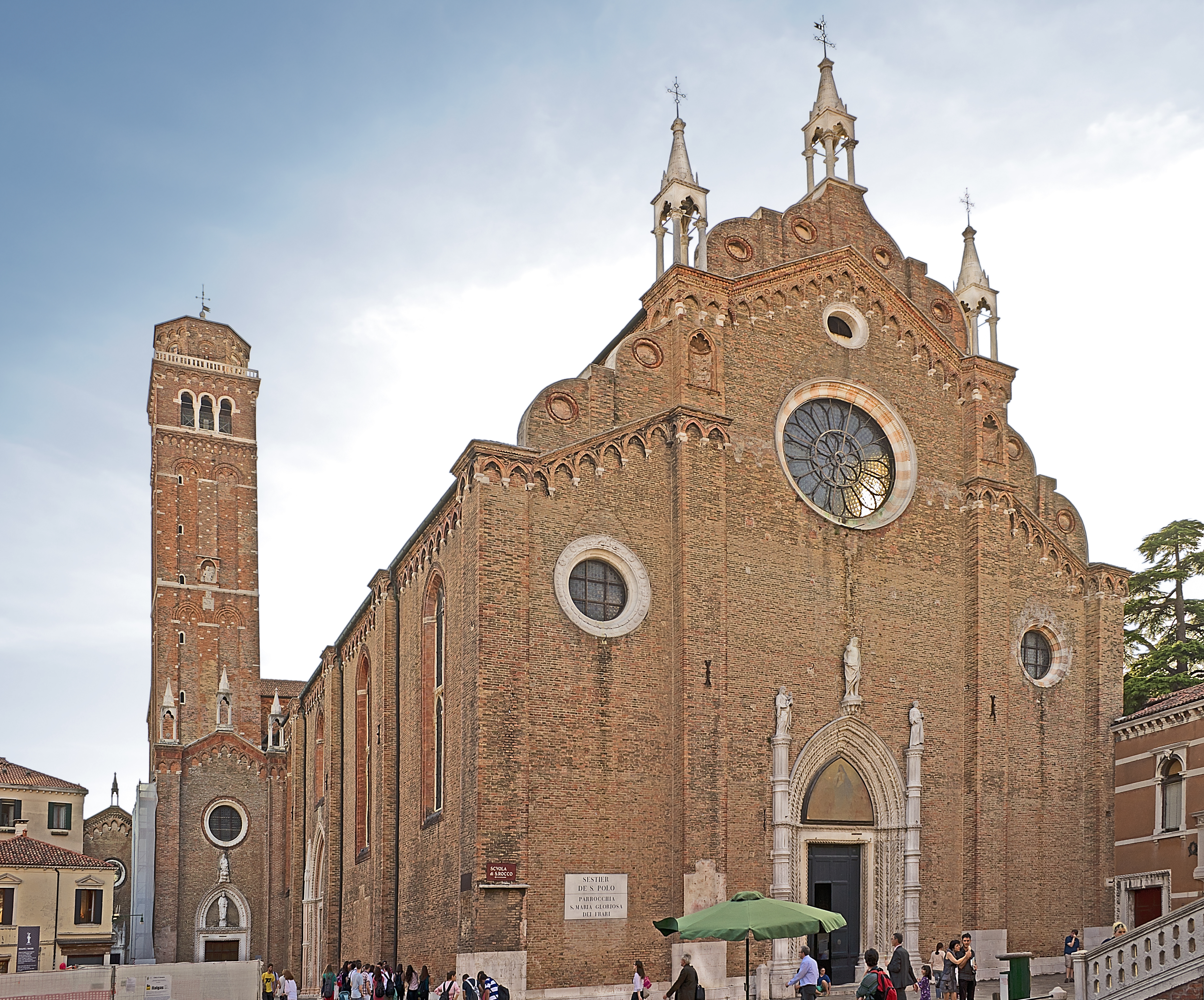
Basilique Sainte-Marie-Glorieuse-des-Frères de Venise
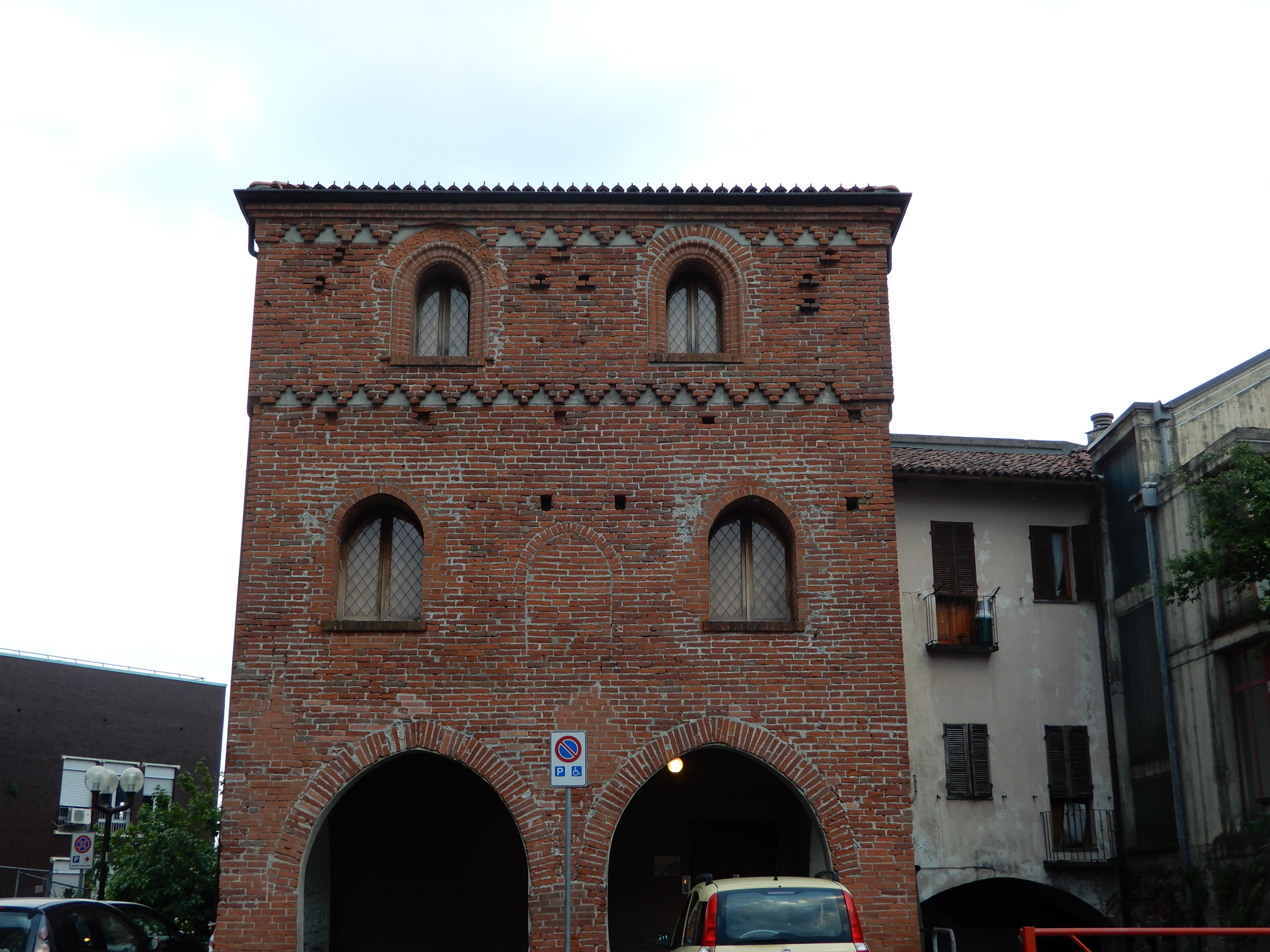
Palais de la Credenza à Ivrée, Piémont, XIVe siècle

### Région Toulousaine (France)
Il existe également un autre style gothique en brique important dans le Midi de la France, dans la région Toulousaine, qui correspond à la principale variante du style gothique méridional. La cathédrale Sainte-Cécile d'Albi en est l'exemple le plus fameux. Mais le format des briques (la brique foraine) y est nettement différent de celui des briques d'Europe du Nord, ce qui les apparente plutôt aux briques antiques romaines, également utilisées dans le gothique en Italie péninsulaire. 

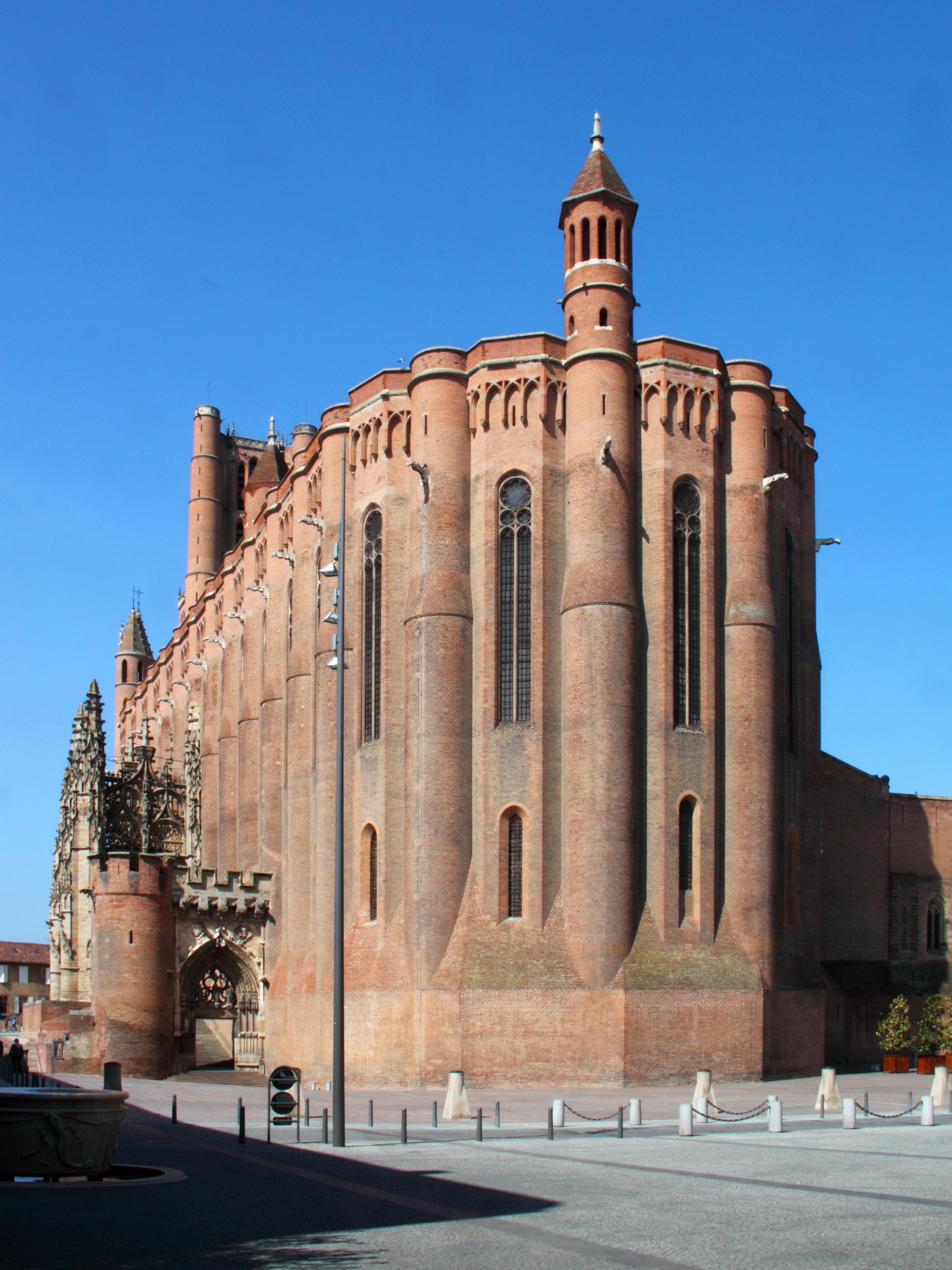
Chevet de la cathédrale Sainte-Cécile d'Albi, France
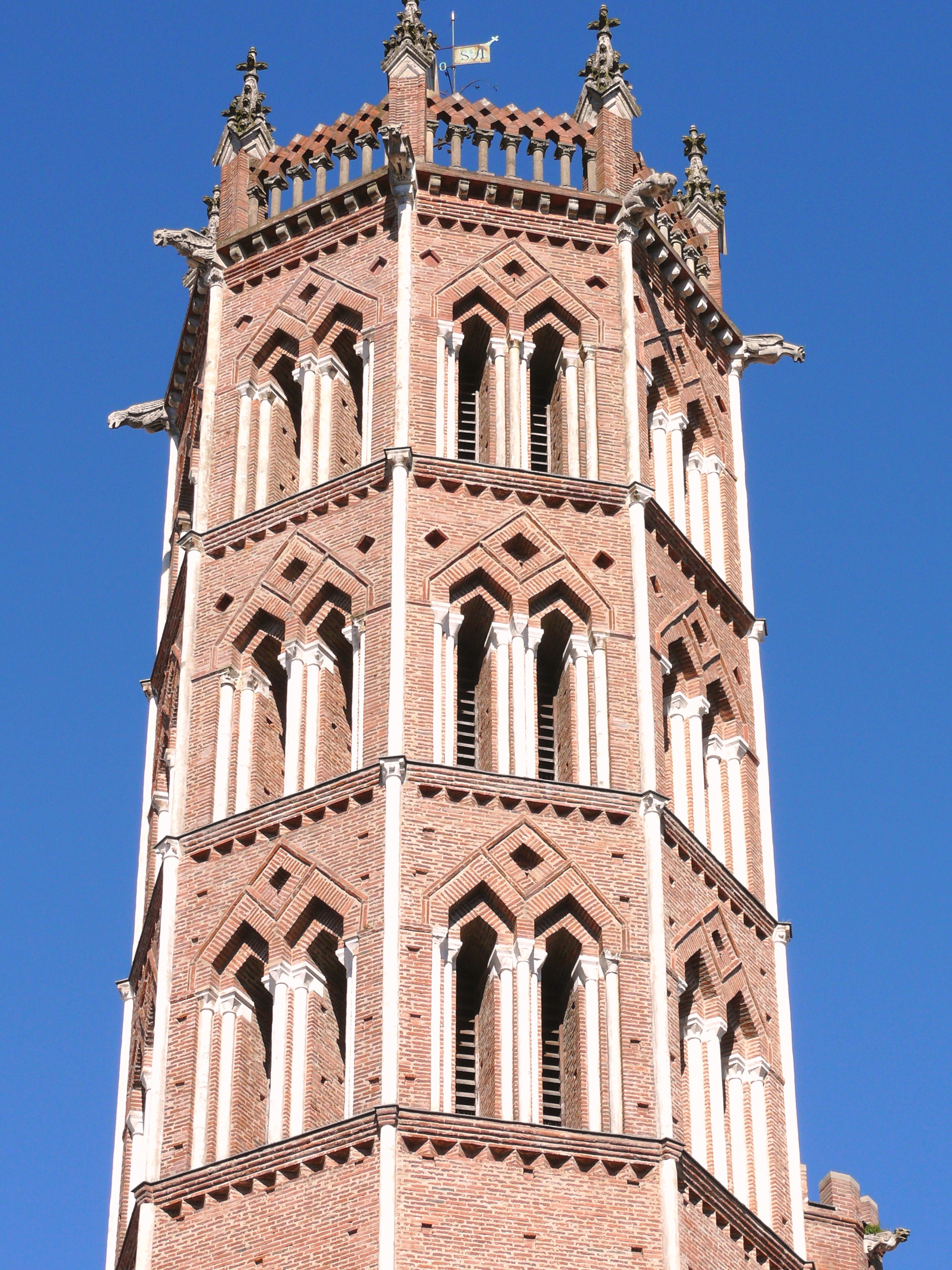
Clocher octogonal de la Cathédrale Saint-Antonin de Pamiers
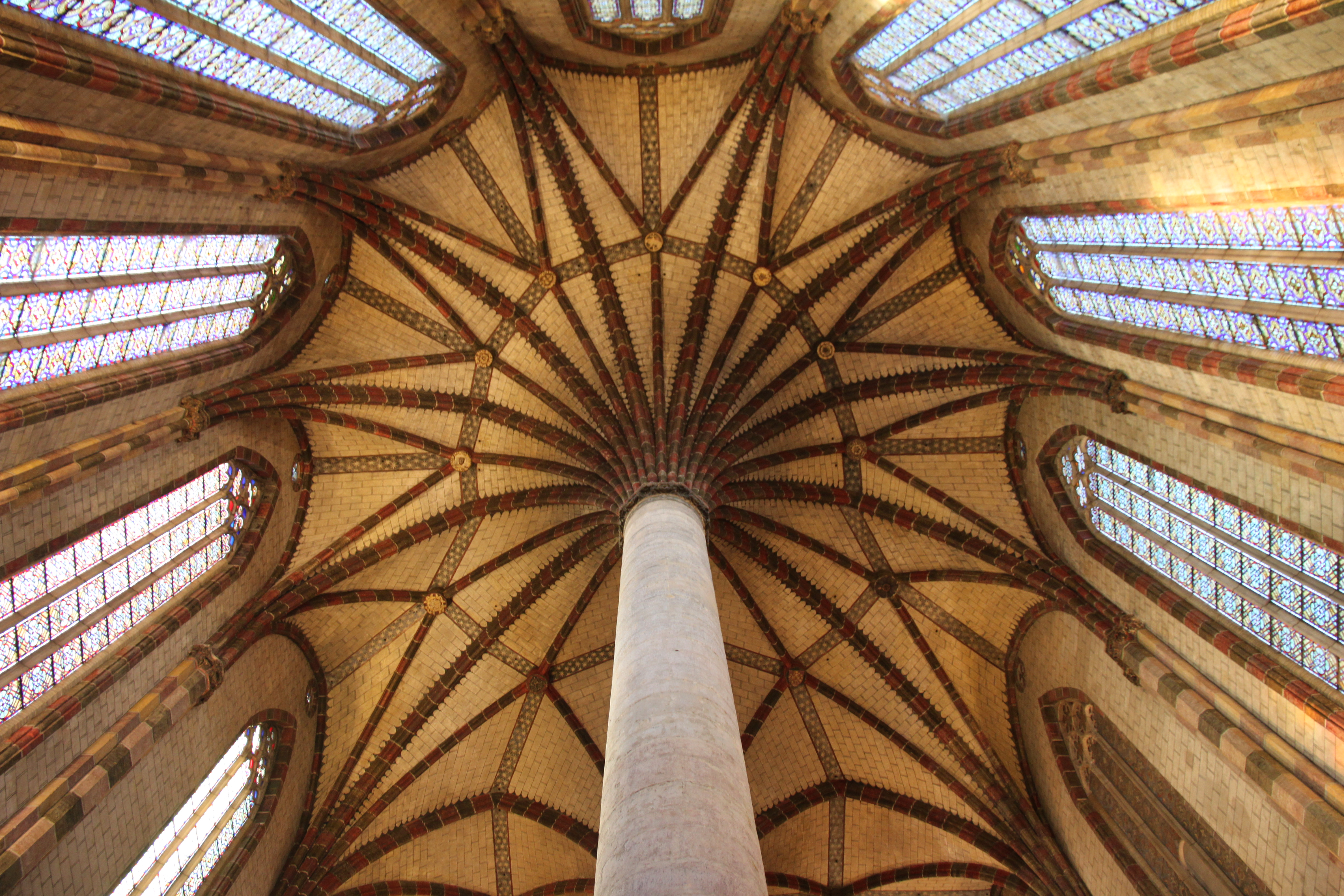
Voûte en palmier du Couvent des Jacobins de Toulouse, 28 mètres sous clé (1292)
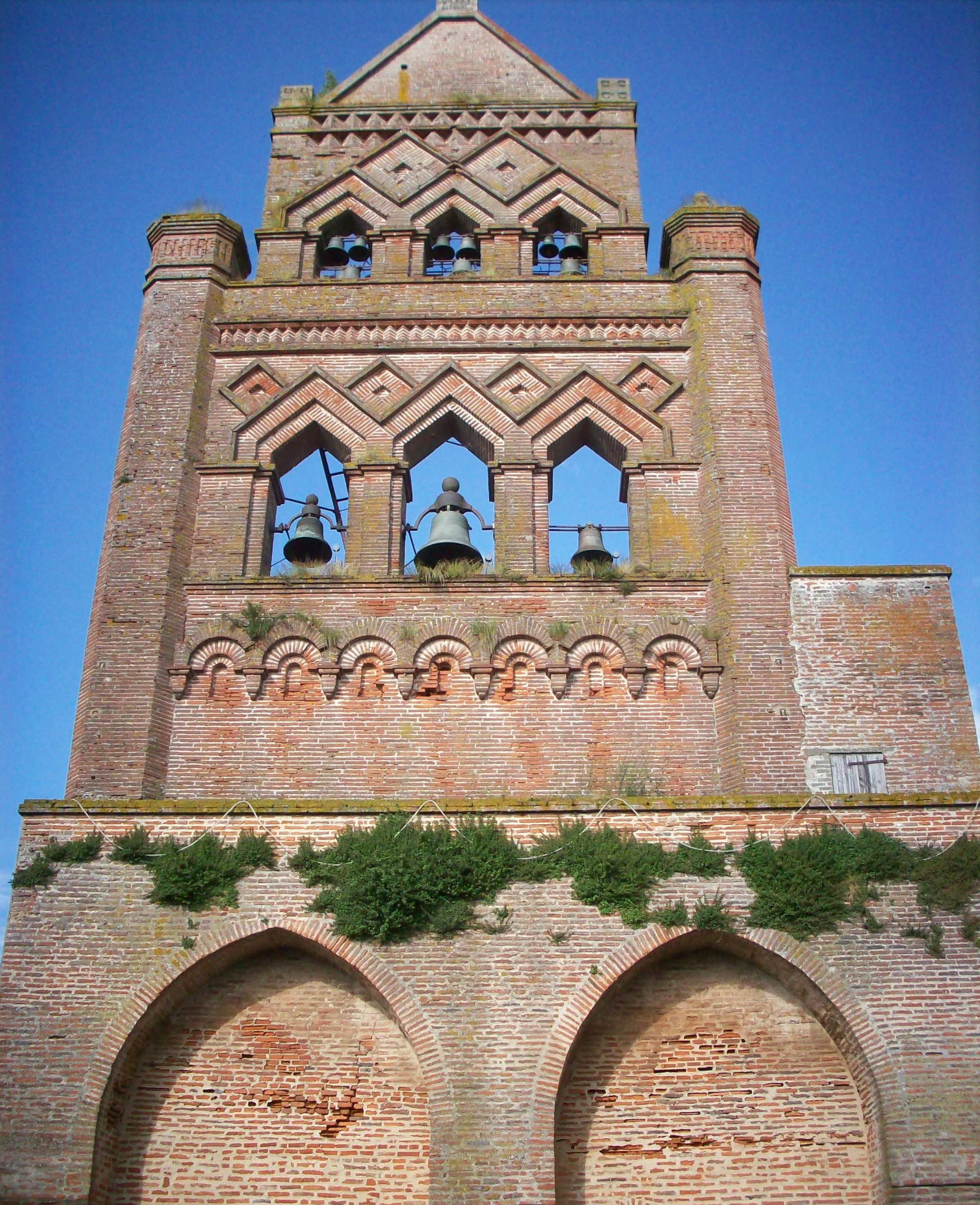
Clocher-mur avec arcs en mitre de l'église Saint-Eutrope de Miremont (Haute-Garonne), France
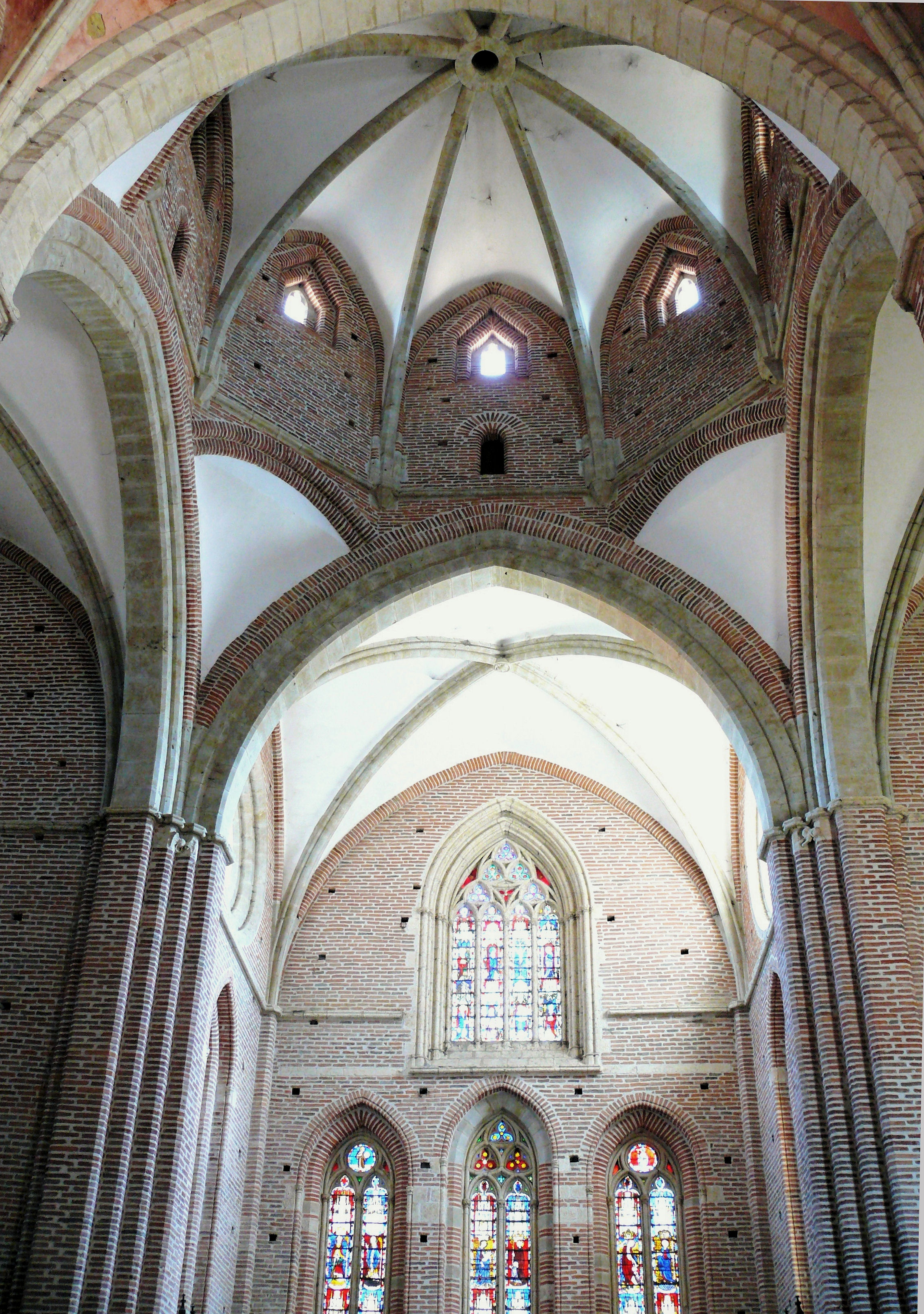
Intérieur de l'église Notre-Dame de Simorre, Gers, France
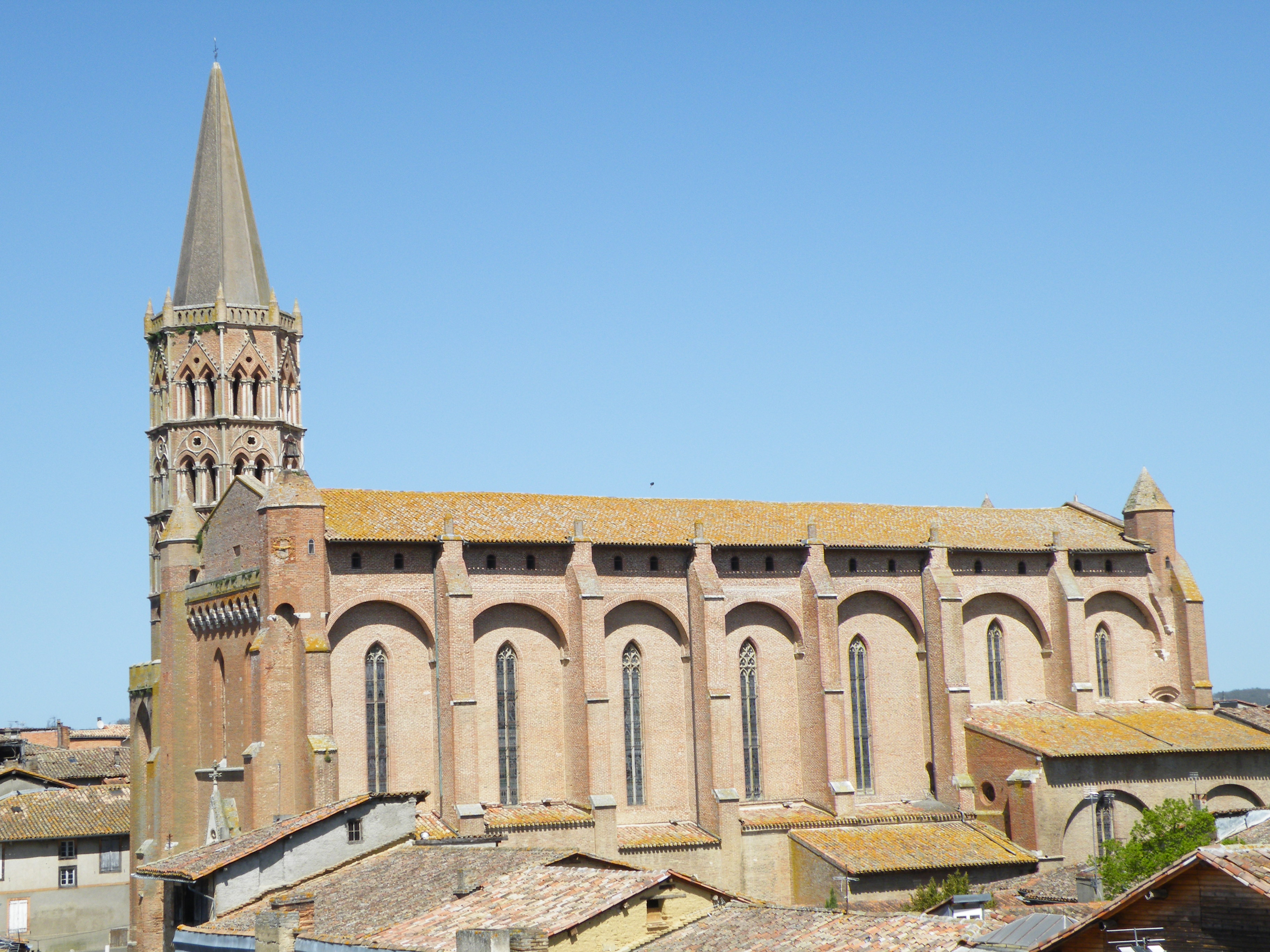
Église Notre-Dame-de-l'Assomption de Beaumont-de-Lomagne, Tarn-et-Garonne, France

### Ailleurs en France et Suisse romande
Des monuments gothiques en brique existent de manière plus anecdotique dans d'autres régions. En France on en trouve ainsi quelques exemples dans le bassin Saône-Rhône (comme en Bresse), ainsi qu'en Sologne et ses alentours. Dans ces régions les formes de briques utilisées ressemblent plutôt à celles du Nord.

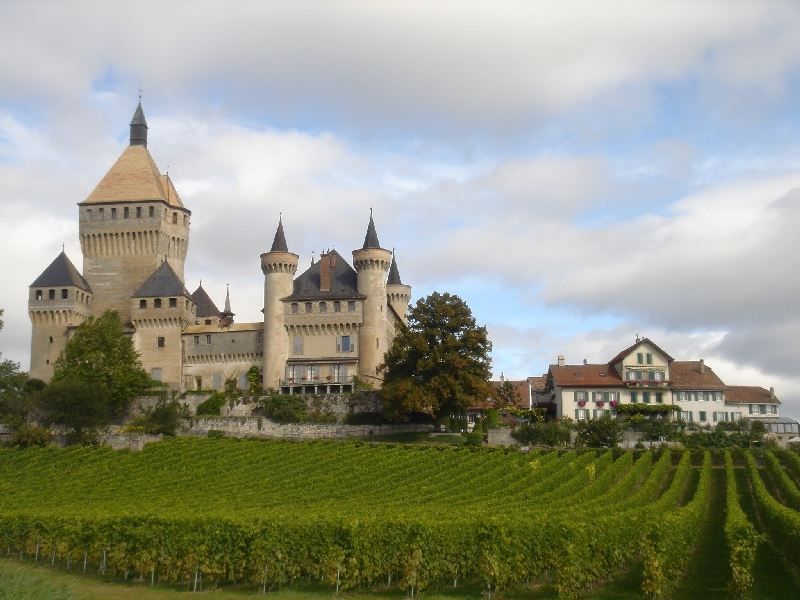
Château de Vufflens, Canton de Vaud, Suisse
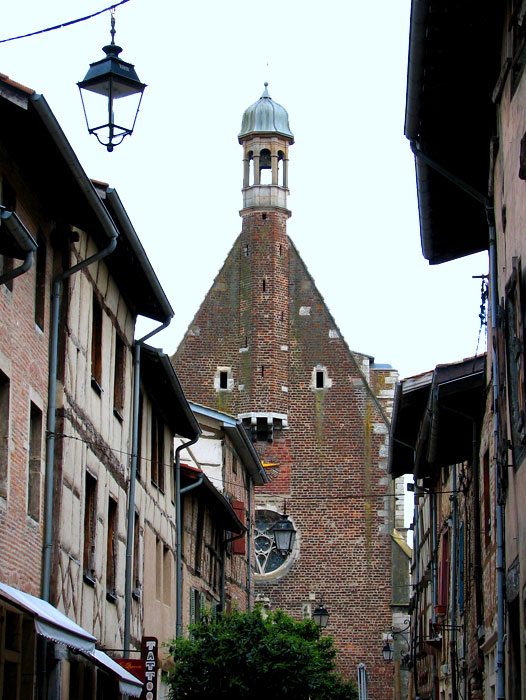
Église St-André de Châtillon-sur-Chalaronne (Bresse)
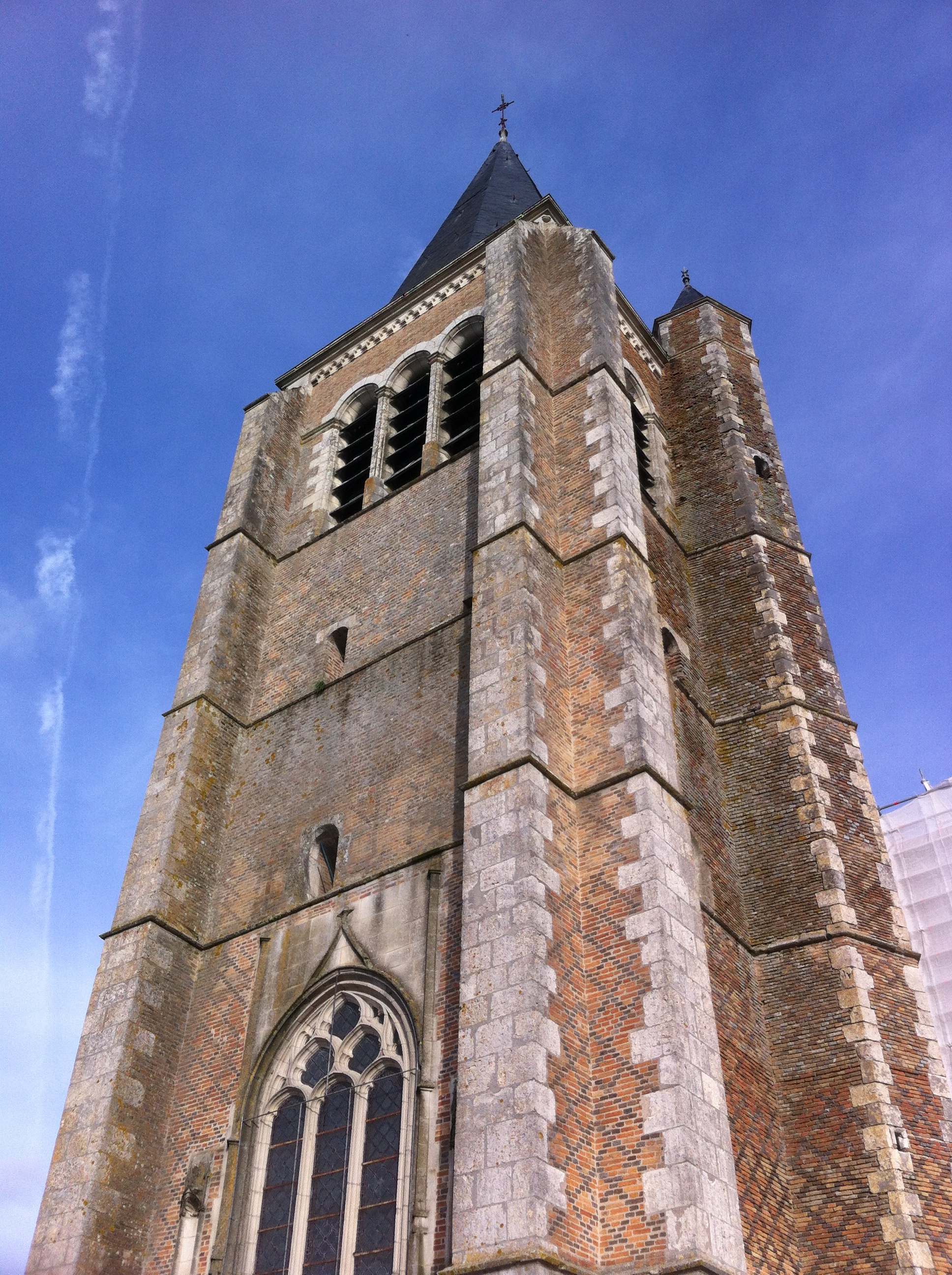
Église Saint-Pierre de Vouzon (Loir-et-Cher)
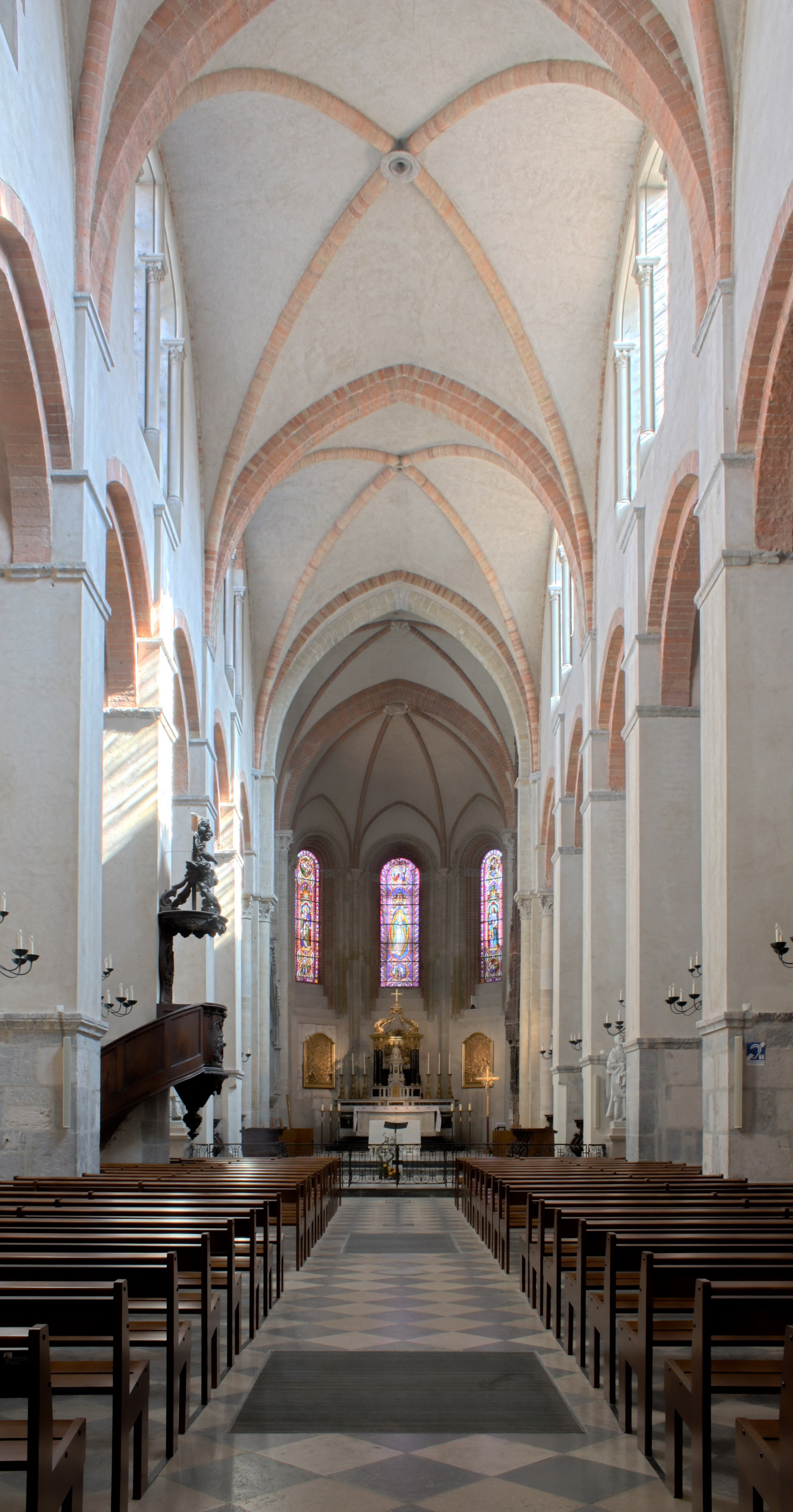
Cathédrale Notre-Dame de Grenoble

### Angleterre

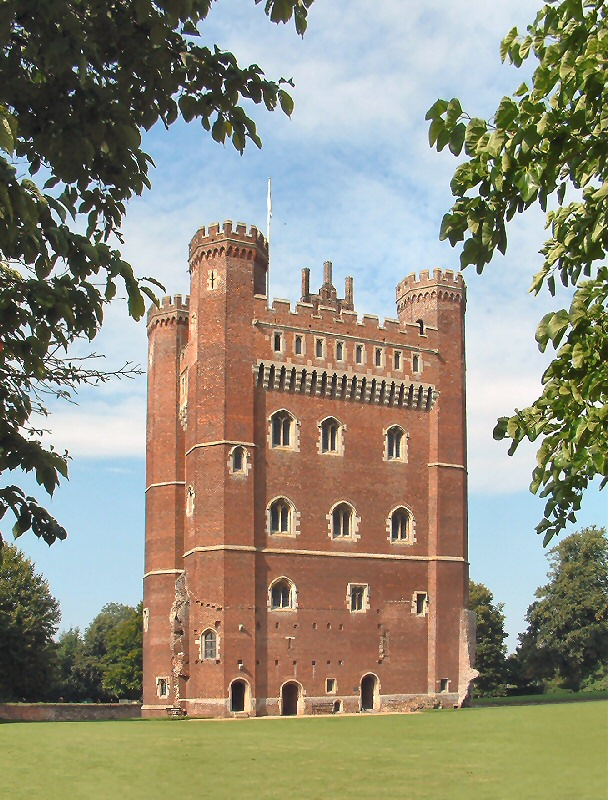
Château de Tattershall, dans le Lincolnshire, Angleterre

La brique est aussi parfois utilisée en Angleterre dans le gothique tardif, à partir de la fin du style perpendiculaire, mais plutôt pour les châteaux et non les édifices religieux. L'usage de la brique est arrivée en Angleterre par la Flandre et les Pays-Bas. Elle devient ensuite communément utilisée pour les résidences de style Tudor. 

### Péninsule ibérique
L’architecture gothique en brique de la péninsule Ibérique a des origines différentes (voir architecture mudéjare).

## Patrimoine
Un certain nombre de centres-villes riches en bâtiments de style gothique de brique sont classés au patrimoine mondial de l'UNESCO: Lübeck, Stralsund et Wismar en Allemagne, Toruń en Pologne (tandis que Gdańsk est inscrite sur la liste indicative), Riga en Lettonie et Bruges en Belgique. À Tallinn en Estonie les édifices gothiques sont principalement en pierre calcaire locale, mais avec le style baltique. Des bâtiments présentant ce style font aussi l'objet d'un classement indépendant: la forteresse teutonique de Marienbourg en Pologne, la cathédrale de Roskilde au Danemark et l'hôtel de ville de Brême en Allemagne.

## Le néogothique auXIXesiècle

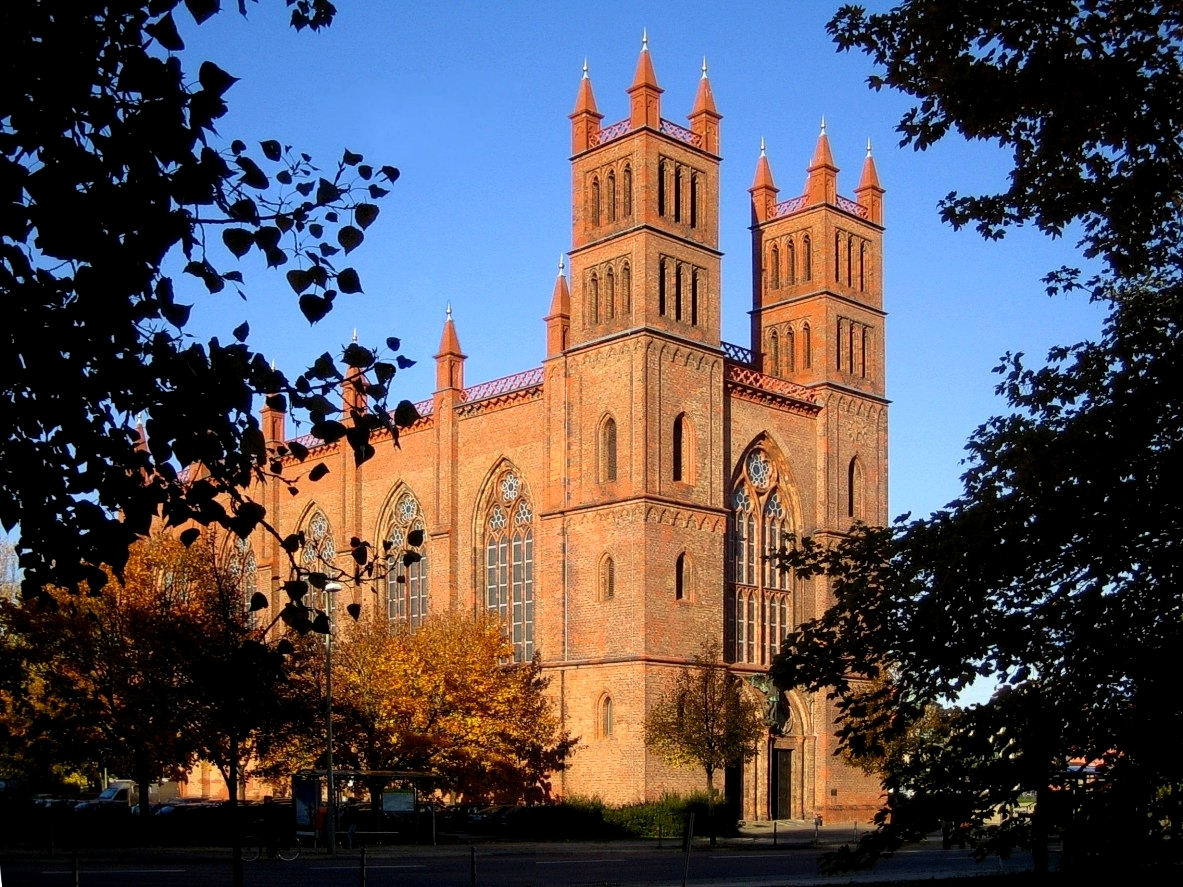
Église de Friedrichswerder de Karl Friedrich Schinkel (1831)

Au XIXe siècle, le style néogothique entraine une renaissance du gothique de brique. Parmi les architectes importants de cette période, on compte Friedrich August Stüler à Berlin et Simon Loschen à Brême. Bien que le style ne devienne vraiment populaire qu'à partir des années 1860, un des exemples les plus anciens et connus est l'église de Friedrichswerder de Karl Friedrich Schinkel, achevée à Berlin en 1831. On trouve de nombreuses églises néogothiques de brique s'inspirant du style hanséatique dans tout le Nord de l'Allemagne, en Scandinavie, Pologne, Lituanie, Finlande, et Russie. On peut aussi mentionner de nombreuses églises néo-régionalistes en brique en Belgique (architecture néo-flamande), aux Pays-Bas (ex : l'église Saint François Xavier de Amsterdam) et dans le Nord de la France (ex : Eglise Saint Joseph de Roubaix).